# Presidenza di Lyndon B. Johnson
La presidenza di Lyndon B. Johnson ebbe inizio il 22 novembre del 1963, quando il 36º Presidente degli Stati Uniti d'America entrò in carica e giurò dopo l'assassinio di John Fitzgerald Kennedy, per poi terminare il 20 gennaio del 1969. Johnson aveva ricoperto il ruolo di Vicepresidente durante la presidenza di John Fitzgerald Kennedy per un periodo di tempo di 1 036 giorni.
Esponente del Partito Democratico si presentò nel corso delle elezioni primarie democratiche e gareggiò come candidato ufficiale alle elezioni presidenziali del 1964, riuscendo ad essere riconfermato per un secondo mandato con ampio margine sul candidato del Partito Repubblicano il senatore dell'Arizona Barry Goldwater. A seguito delle elezioni presidenziali del 1968, in cui non si ripresentò, il suo posto verrà preso da Richard Nixon, il quale avvierà così la presidenza di Richard Nixon.
Johnson espanse il fronte del New Deal e costruì la Grande società, una serie di programmi legislativi nazionali indirizzati ad aiutare le classi meno abbienti e più emarginate della società americana; questi includono "Medicare" e "Medicaid", la difesa delle rivendicazioni del movimento per i diritti civili degli afroamericani (1954-1968) e la spesa federale a vantaggio dell'istruzione pubblica, le manifestazioni artistiche, lo sviluppo urbano e rurale, l'ampliamento dei servizi di pubblica utilità e una generalizzata "Guerra contro la povertà".
Aiutati e sostenuti in larga parte da un'economia nazionale in forte crescita, tali progetti aiutarono milioni di americani ad oltrepassare la soglia di povertà proprio durante gli anni dell'amministrazione Johnson. La legislazione sui diritti civili firmata dal presidente proibì la discriminazione razziale nell'ambito del diritto di voto, nelle strutture dei servizi pubblici, nel campo dell'assegnazione degli alloggi e sul posto di lavoro; avrà così definitivamente termine la segregazione razziale negli Stati Uniti d'America.
Con il passaggio del "Immigration and Nationality Act of 1965", il sistema d'immigrazione del paese sarà profondamente riformato e tutte le quote d'entrata basate sulla "razza" verranno del tutto rimosse, per essere sostituite da quote fondate sulla nazionalità d'origine. La presidenza L. B. Johnson segnerà il montare della marea del moderno liberalismo negli Stati Uniti d'America. Ma la popolarità del presidente diminuì significativamente mentre altri problemi salirono alla ribalta.
Johnson perseguirà una politica di "Containment" sperando sempre di poter fermare la diffusione del comunismo nel Sudest asiatico durante gli anni della Guerra fredda e per tutta la durata della Guerra del Vietnam; il numero di soldati americani inviati nel Vietnam del Sud aumentò drammaticamente, passando da 16.000 consiglieri assunti in ruoli non di combattimento nel 1963, a 550.000 truppe militari in ruoli di combattimento all'inizio del 1968.
Il crescente disagio provocato dal conflitto stimolò il movimento pacifista di Opposizione alla guerra del Vietnam; di vaste dimensioni, arrabbiato, fondato soprattutto nei campus universitari sia in patria che all'estero. Si amplierà attivamente sia la disobbedienza civile che la vera e propria diserzione.
Il presidente dovette affrontare ulteriori problemi quando scoppiarono rivolte e tumulti estivi nella maggior parte delle grandi città a partire dal 1965; con un tasso di criminalità salito alle stelle gli avversari sollecitarono richieste di politiche ferree di mantenimento dell'ordine pubblico (Law and order) e contrasto alle manifestazioni anti-guerra. Mentre comincerà il proprio ufficio con un alto indice di approvazione, il sostegno dell'opinione pubblica a Johnson scese poiché la guerra si trascinava ad aumentavano i disordini interni in tutta la nazione.

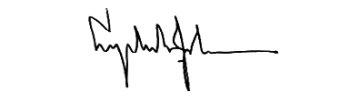
Firma autografa del presidente L. B. Johnson.

Allo stesso tempo la "coalizione New Deal" che aveva serrato le file dei democratici per un lungo periodo di tempo si dissolse e la base di supporto al presidente si erose con essa. Sebbene desiderasse il rinnovo per un altro mandato alle elezioni primarie democratiche del 1968 Johnson annuncerà il 31 marzo che non avrebbe ricercato la Nomination del suo Partito.

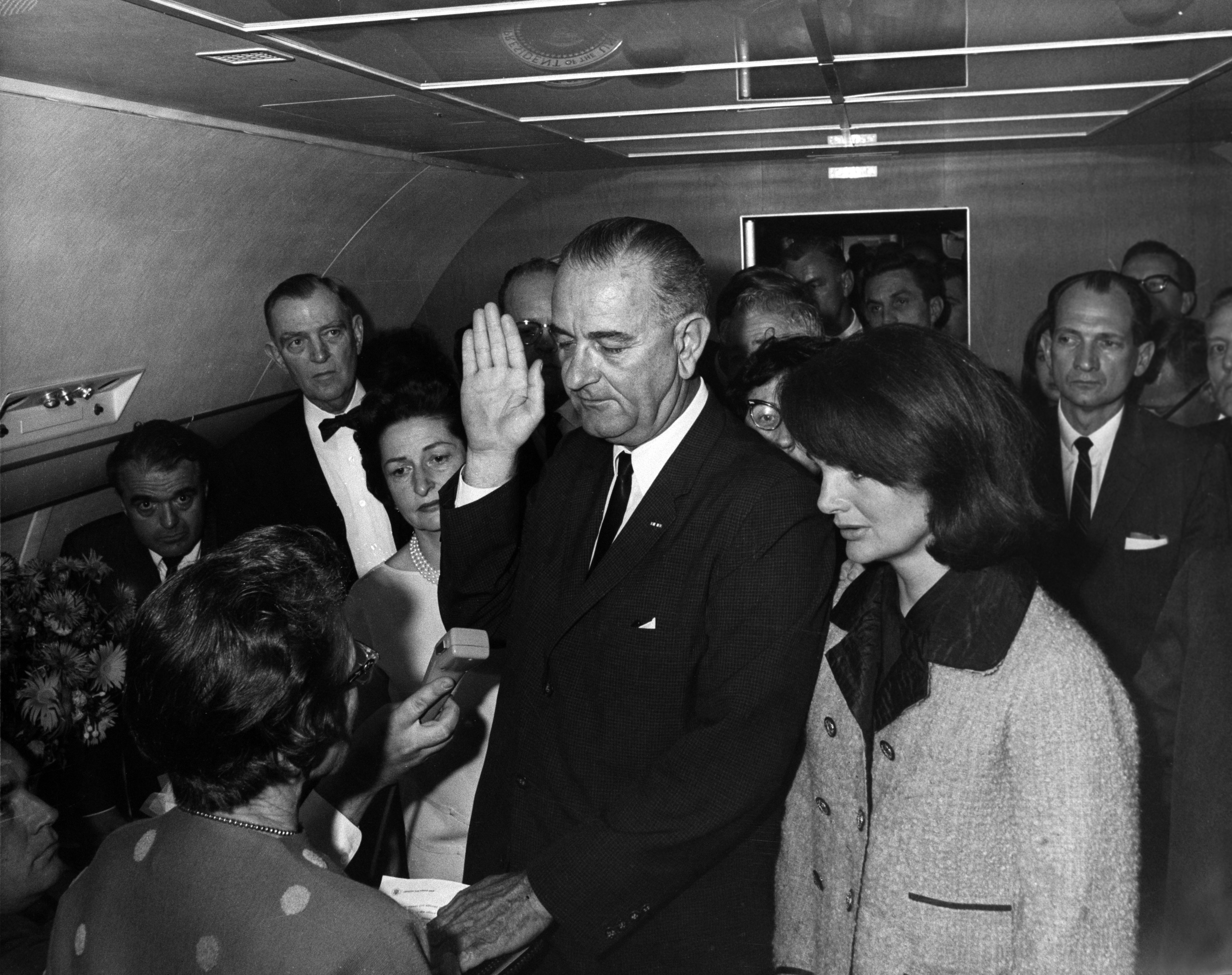
L. B. Johnson giura alla presenza del giudice di Stato Sarah Tilghman Hughes e con a fianco la vedova di Kennedy, Jacqueline.

Nel corso degli ultimi anni  la sua posizione migliorerà innanzitutto grazie ai programmi interni da lui fatti assumere; i sondaggi di storici e politologi nella classifica storica dei presidenti degli Stati Uniti d'America tendono a vederlo comunque come un presidente che si staglia sopra la media di gradimento.

## Successione
Lyndon B Johnson pronunziò il giuramento presidenziale d'ufficio alle ore 14:38 del 22 novembre del 1963 a bordo dell'Air Force One all'Aeroporto di Dallas-Love subito dopo la morte di John Fitzgerald Kennedy; meno di 2 ore prima il presidente era stato assassinato lungo il percorso del corteo che lo aveva portarlo fino al centro di Dallas. Johnson rimase convinto di dover effettuare una transizione immediata del potere per indurre alla stabilità una nazione sotto shock ed in profondo lutto.
È stata volontà di Dio che non abbia potuto rimanere con noi per portare a termine il compito che si era dato, ma credo che sia anche volontà divina che quest'avversità serva a noi che gli sopravviviamo per fare nostri il suo umanitarismo e la sua nobile visione. Questo ricordo dovrà portare alla realizzazione dei suoi ideali per la nostra nazione. Sono certo che gli americani lo considerano un loro solenne dovere.
Egli, che assieme agli United States Secret Service non compresero chiaramente in un primo momento se l'assassino avesse agito da solo (fosse cioè un "Lone wolf" o lupo solitario) o altresì come parte di una più ampia cospirazione, si sentì in dovere di tornare immediatamente a Washington. La velocità eccessiva verrà accolta da alcuni commentatori con affermazioni riguardanti il fatto che sembrasse avere una fretta esagerata nell'assumere il controllo ufficiale del paese.
Avendo il gravoso compito di accogliere l'eredità della presidenza di John Fitzgerald Kennedy così tragicamente interrotta dichiarò che "nessuna orazione commemorativa o elogio potrebbe onorare in modo eloquente la memoria del presidente Kennedy del passaggio più veloce possibile del disegno di legge sui diritti civili per il quale ha combattuto così a lungo". Questo sarà la Civil Rights Act (1964).
L'ondata di dolore nazionale che seguì l'assassinio diede un enorme impulso all'agenda legislativa del neo-nominato presidente; già il 29 novembre del 1963 emetterà un ordine esecutivo che ribattezzò il "NASA Launch Operations Center" a Merritt Island in Florida come John F. Kennedy Space Center e la vicina rampa di lancio a Cape Canaveral Air Force Station come Cape Kennedy.

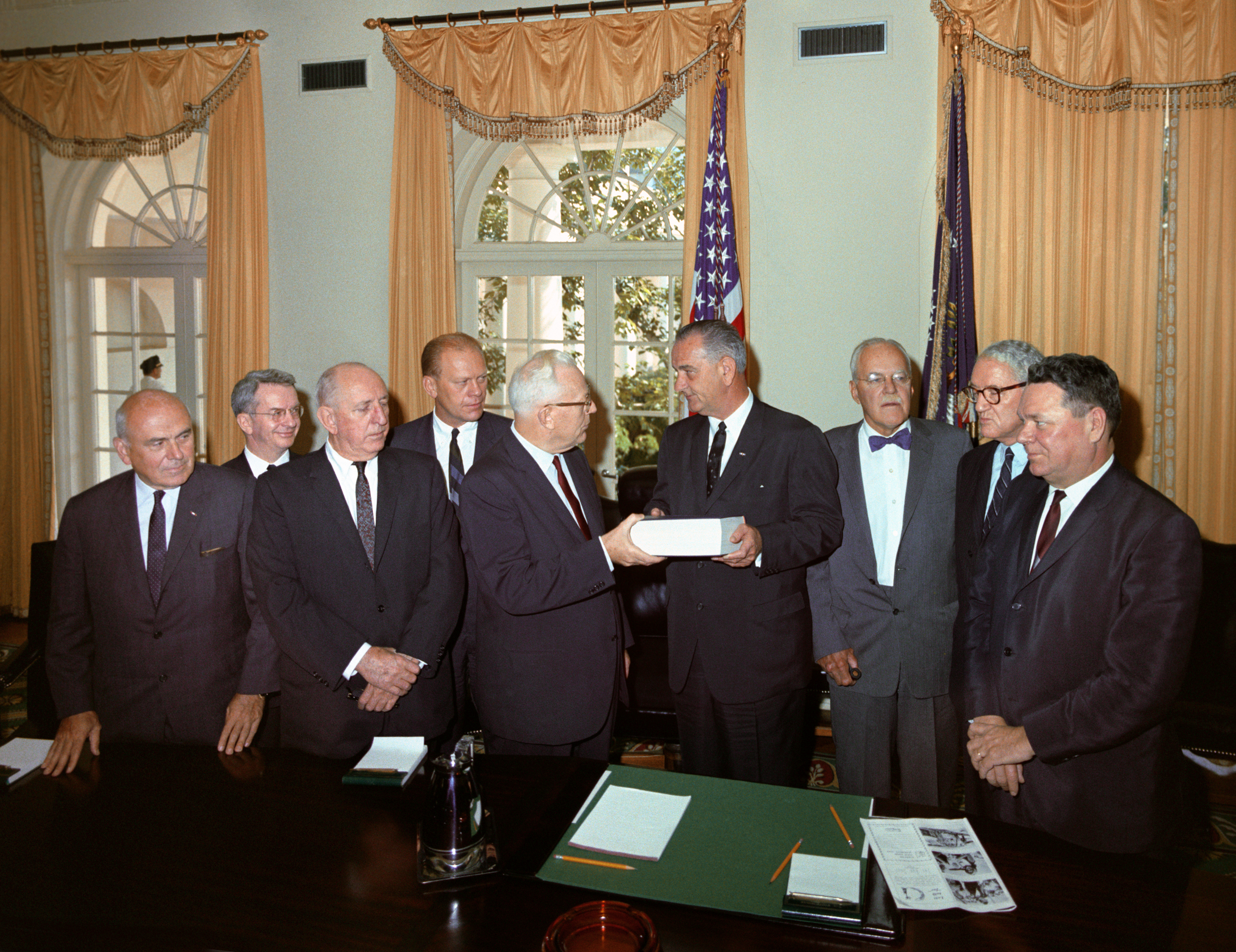
I membri della Commissione Warren consegnano al presidente il loro rapporto conclusivo il 24 settembre del 1964.

In risposta alla richiesta pubblica di chiarimenti e al crescente numero di teorie del complotto farà istituire una commissione sotto la guida del presidente della Corte Suprema Earl Warren nota come Commissione Warren la quale avrà il compito d'indagare sui lati rimasti oscuri della morte di JFK; essa condurrà ricerche ad ampio raggio ed audizioni per concludere all'unanimità che l'attentatore Lee Harvey Oswald aveva agito da solo.
Da quando il rapporto ufficiale venne fatto pubblicare nel settembre del 1964 sono state condotte anche altre indagini sia federali che locali, la maggior parte delle quali supporta le conclusioni raggiunte nel rapporto Warren. Nondimeno una parte significativa di americani intervistati in diversi sondaggi d'opinione continua ancora ad indicare una propria idea favorevole alla credenza in certe teorie della cospirazione sull'assassinio di John Fitzgerald Kennedy e ad una sorta di complotto o cospirazione il quale si sarebbe verificato sotto coperture non meglio precisate.

## Amministrazione
(Lyndon B. Johnson.)
Sotto l'amministrazione Johnson gli USA attraversarono un periodo di prosperità economica, soprattutto dovuta al forte aumento della spesa pubblica causato dalle riforme e dalla guerra del Vietnam. Sul piano sociale fu un periodo molto turbolento, a causa dell'estremizzazione del movimento per i diritti civili degli afroamericani (1954-1968) e delle poderose proteste studentesche contro la guerra del Vietnam.
Gli avvenimenti salienti della presidenza L. B. Johnson saranno i seguenti.
1963

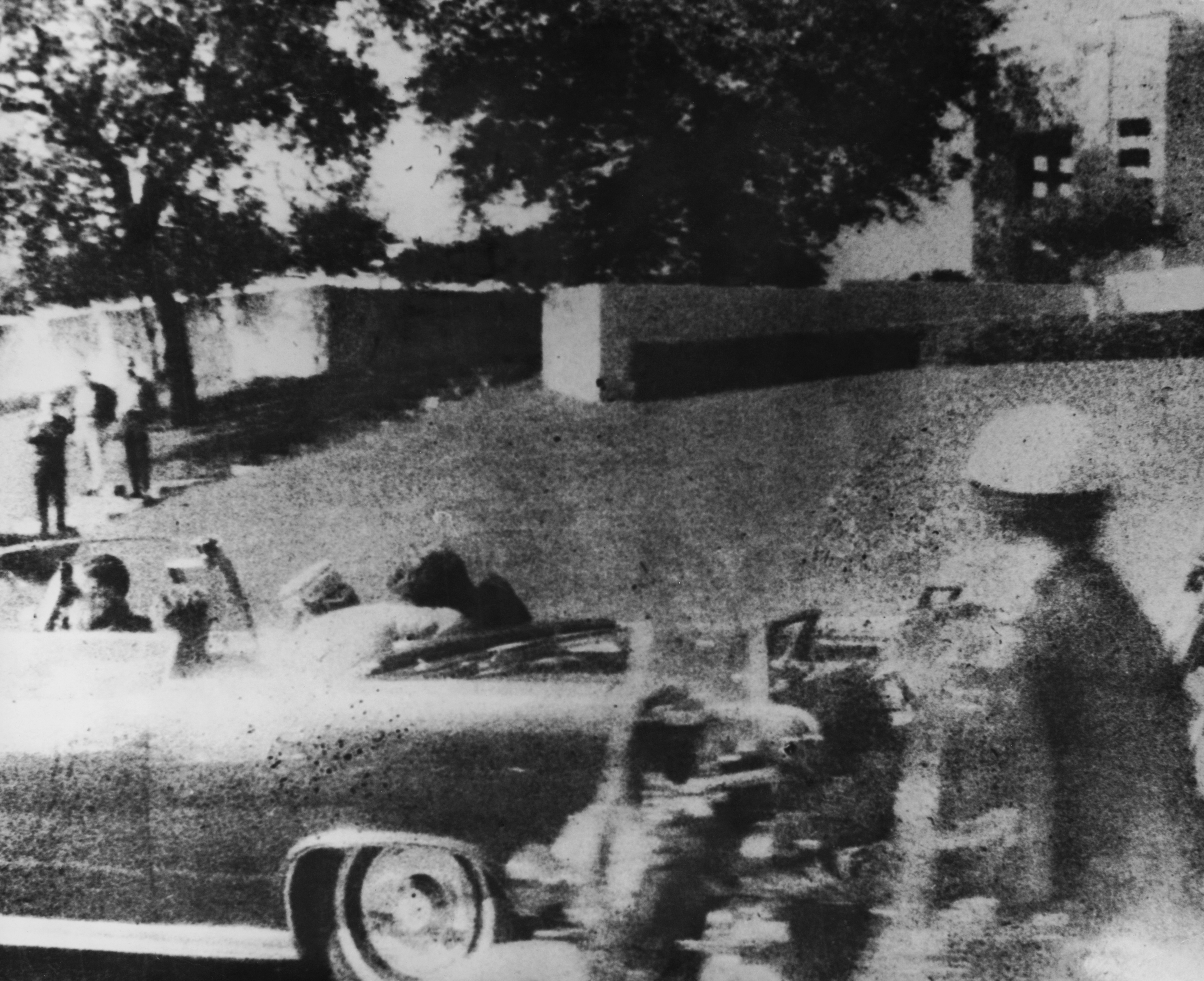
Il momento dell'assassinio di John Fitzgerald Kennedy.

- l'omicidio di Lee Harvey Oswald, avvenuto in diretta televisiva a Dallas, da parte di Jack Ruby;
- la prosecuzione della Guerra fredda;
- la prosecuzione della Corsa allo spazio;
- la prosecuzione del Programma Mariner;
- la prosecuzione del Programma Ranger;
- la prosecuzione della Guerra del Vietnam;
- la prosecuzione del movimento per i diritti civili degli afroamericani (1954-1968);
- l'istituzione della Commissione Warren, destinata ad investigare sull'assassinio di John Fitzgerald Kennedy;
- il sequestro di persona a scopo di estorsione di Frank Sinatra Jr.
- la cancellazione del programma per la realizzazione dello Spazioplano Boeing X-20 Dyna-Soar;
- il penultimo film d'animazione supervisionato personalmente da Walt Disney (La spada nella roccia, sulla vita di Re Artù);
- l'inizio della Beatlemania;

1964
- l'annuncio della Guerra contro la povertà;
- l'invio della lettera aperta La triplice rivoluzione;
- il Giorno dei Martiri;
- la 1° dichiarazione ufficiale governativa sulla pericolosità del fumo per la salute;
- l'annuncio del piano di costruzione del World Trade Center;
- il passaggio del XXIV emendamento;
- la fondazione del National Museum of American History;

- la British invasion;

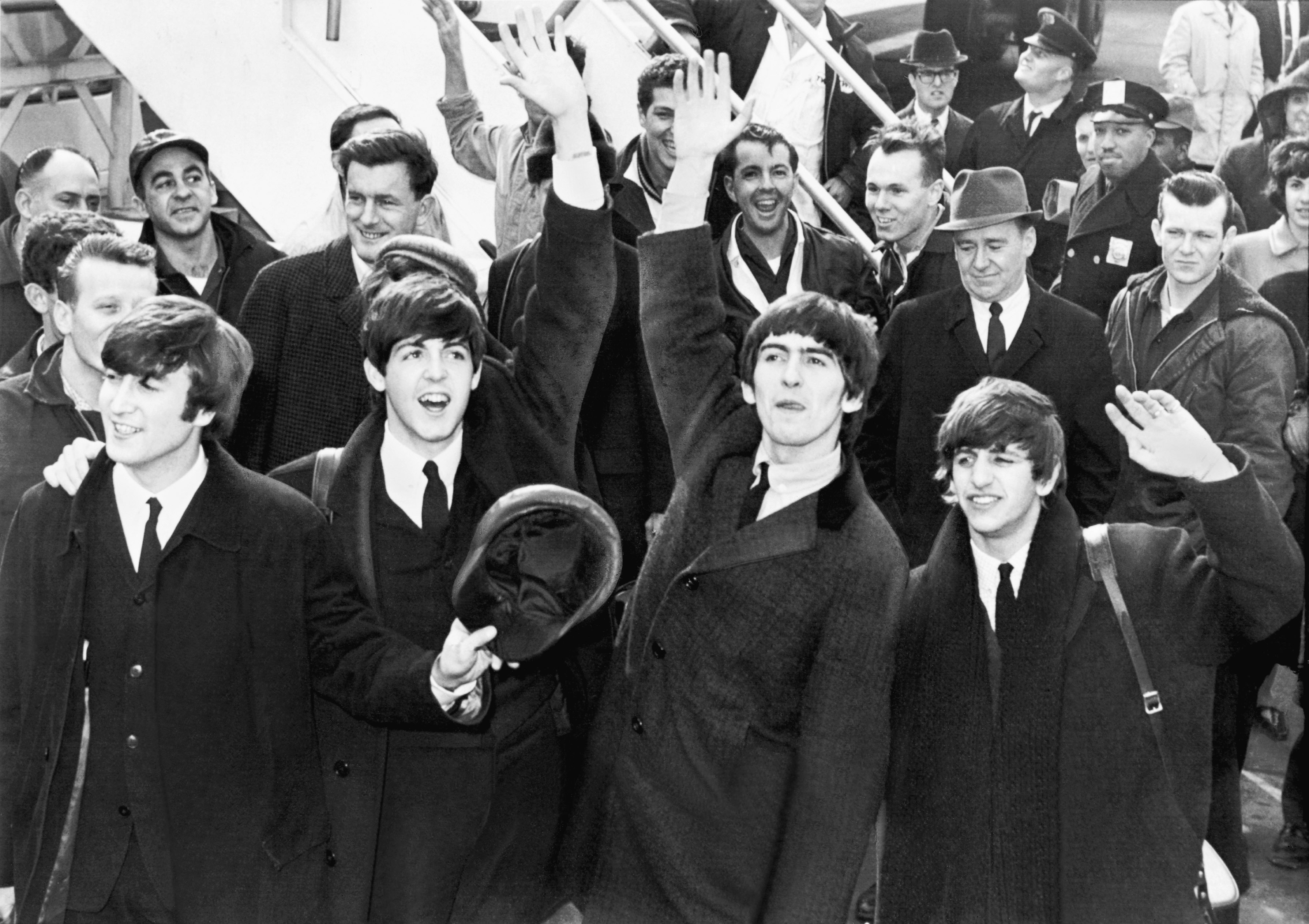
L'arrivo di The Beatles, che danno il via alla British invasion.

- la morte dello scrittore Flannery O'Connor;
- l'Assassinio di Kitty Genovese;
- il Terremoto dell'Alaska del 1964;
- il debutto del Game show Jeopardy!;
- l'esposizione New York World's Fair 1964;
- l'Assassinio degli attivisti per i diritti civili del Mississippi;
- l'incendio delle cartoline precetto da parte degli attivisti del movimento di opposizione alla guerra del Vietnam;
- la firma della legislazione Civil Rights Act (1964), che abolisce la segregazione razziale negli Stati Uniti d'America;
- la morte dell'ex presidente Herbert Hoover
- l'Incidente del golfo del Tonchino;
- l'Operazione Pierce Arrow;
- l'uscita del film Mary Poppins;
- l'inizio del Free Speech Movement;
- l'assegnazione del Premio Nobel per la pace a Martin Luther King Jr.;
- l'annuncio della creazione del programma per la Grande società;
- la vittoria di Lyndon B. Johnson alle Elezioni presidenziali del 1964;

1965

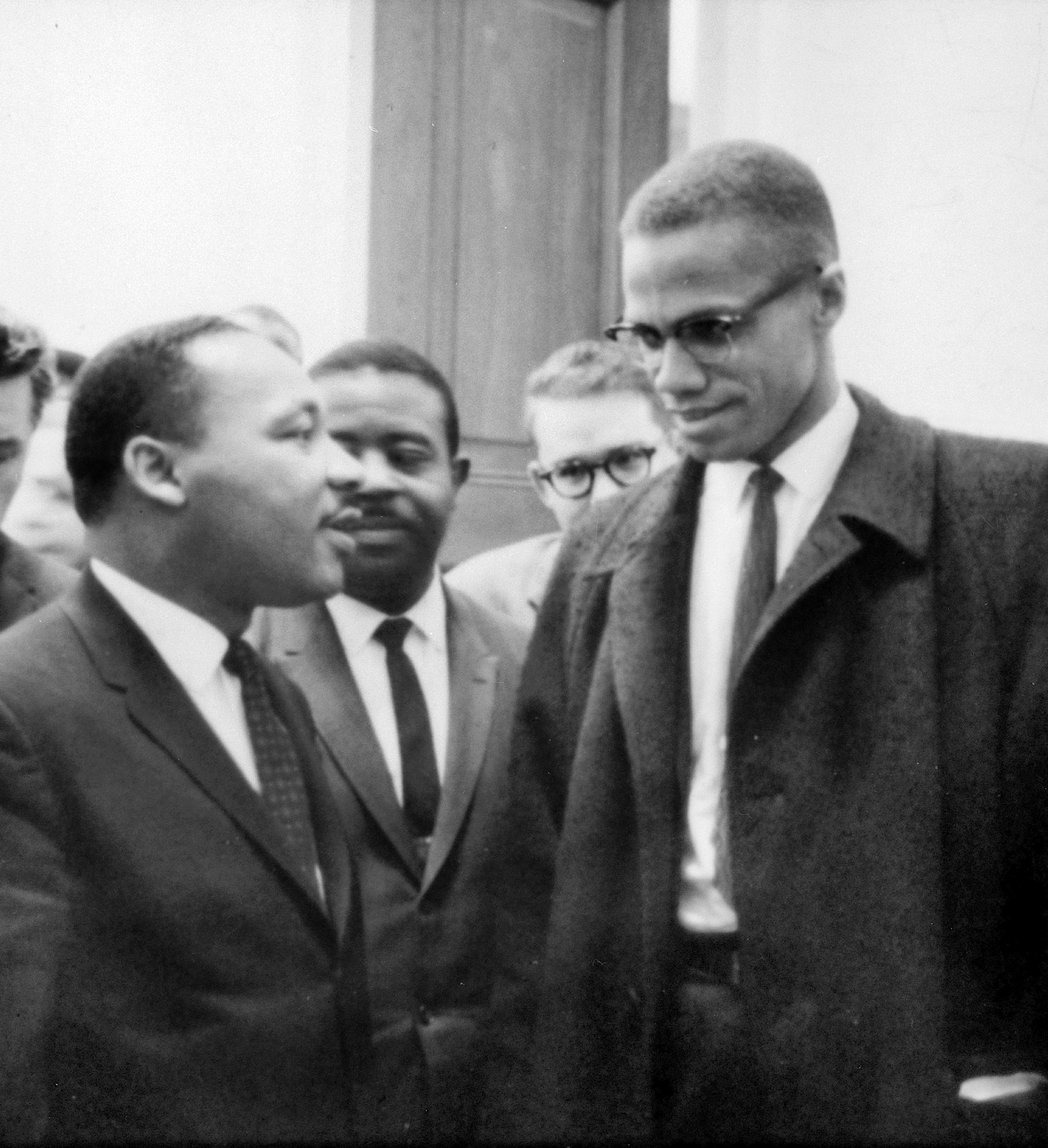
Martin Luther King Jr. assieme a Malcolm X.

- l'omicidio di Malcolm X, avvenuto a Manhattan;
- l'avvio delle Marce da Selma a Montgomery;
- la 1° modella afroamericana posa su Playmate (Jennifer Jackson);
- l'esecuzione della pena di morte nei confronti di Richard Hickock e Perry Smith, i killer protagonisti di A sangue freddo di Truman Capote;
- il 1º campionato di skateboard;
- la fondazione della Florida International University;
- la promulgazione del Social Security Amendments of 1965, che istituisce i servizi di Medicare e Medicaid;
- la traduzione in legge del Voting Rights Act;
- i Fatti di Watts;
- l'Operazione Starlite;
- l'istituzione del Dipartimento della Casa e dello Sviluppo Urbano;
- la 1ª competizione di Mister Olympia;
- l'emanazione della Immigration and Nationality Act, che abolisce le quote secondo Nazionalità per l'immigrazione in vigore dal 1924;
- la visita di Papa Paolo VI;
- la fondazione dell'Università della California, Irvine;
- la morte del politico Adlai Stevenson II;
- la scoperta del corpo senza vita di Sylvia Likens a Indianapolis;

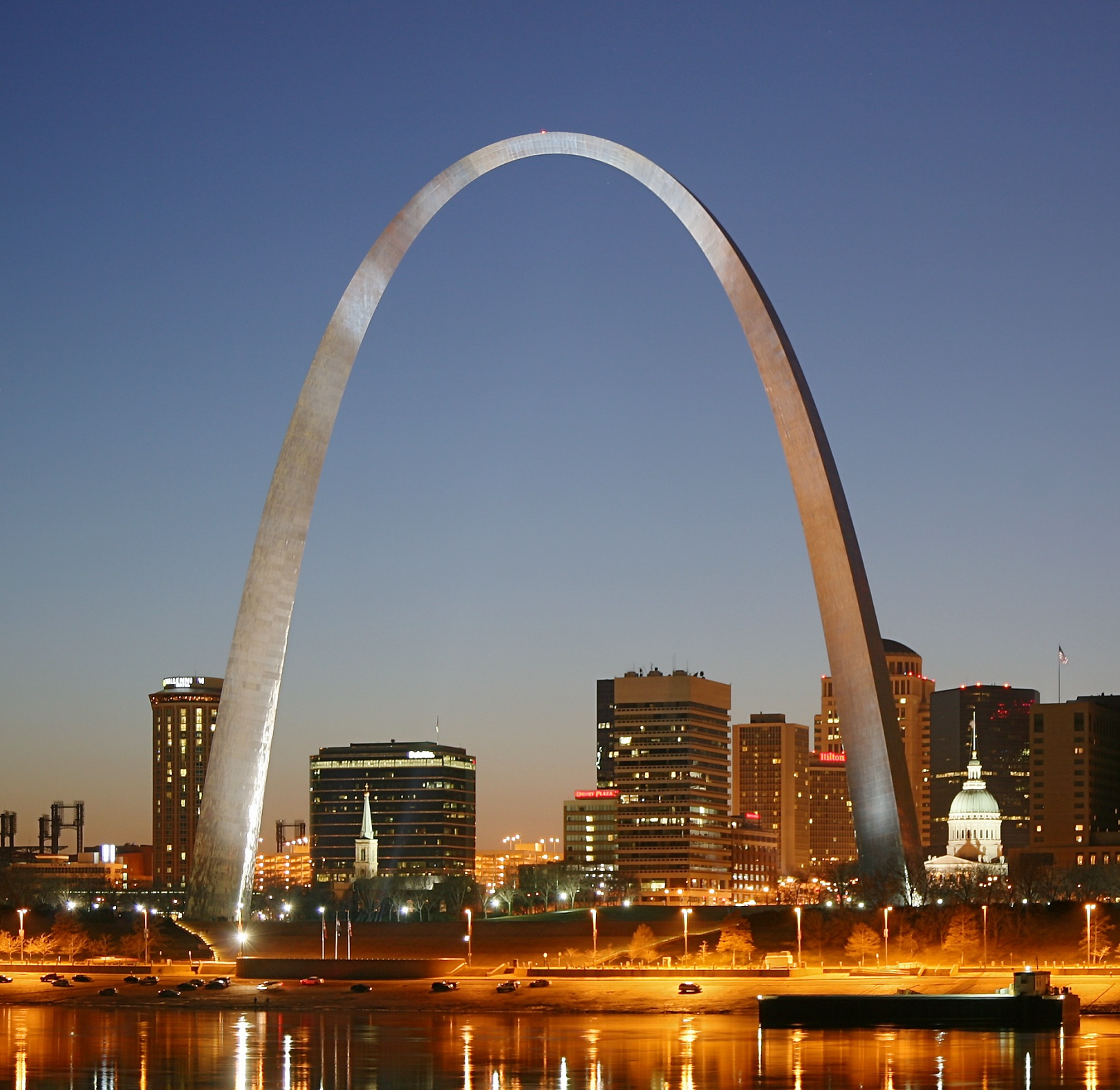
Una foto del Gateway Arch.

- il completamento del Gateway Arch a Saint Louis (Missouri);
- l'auto-immolazione dell'esponente del Quaccherismo Norman Morrison davanti al Pentagono in segno di protesta contro la Guerra del Vietnam;
- la Battaglia di Ia Drang;
- l'effettuazione del Pad Abort Test-2;
- l'Incidente di Kecksburg;
- la "Dottrina Johnson";
- la Guerra civile Dominicana;

1966
- l'Incidente di Palomares;
- l'inizio della serie televisiva Batman;
- il 1° membro di Gabinetto afroamericano (Robert Clifton Weaver, in qualità di Segretario della Casa e dello Sviluppo Urbano);
- la morte dell'ex attore del cinema muto Buster Keaton;

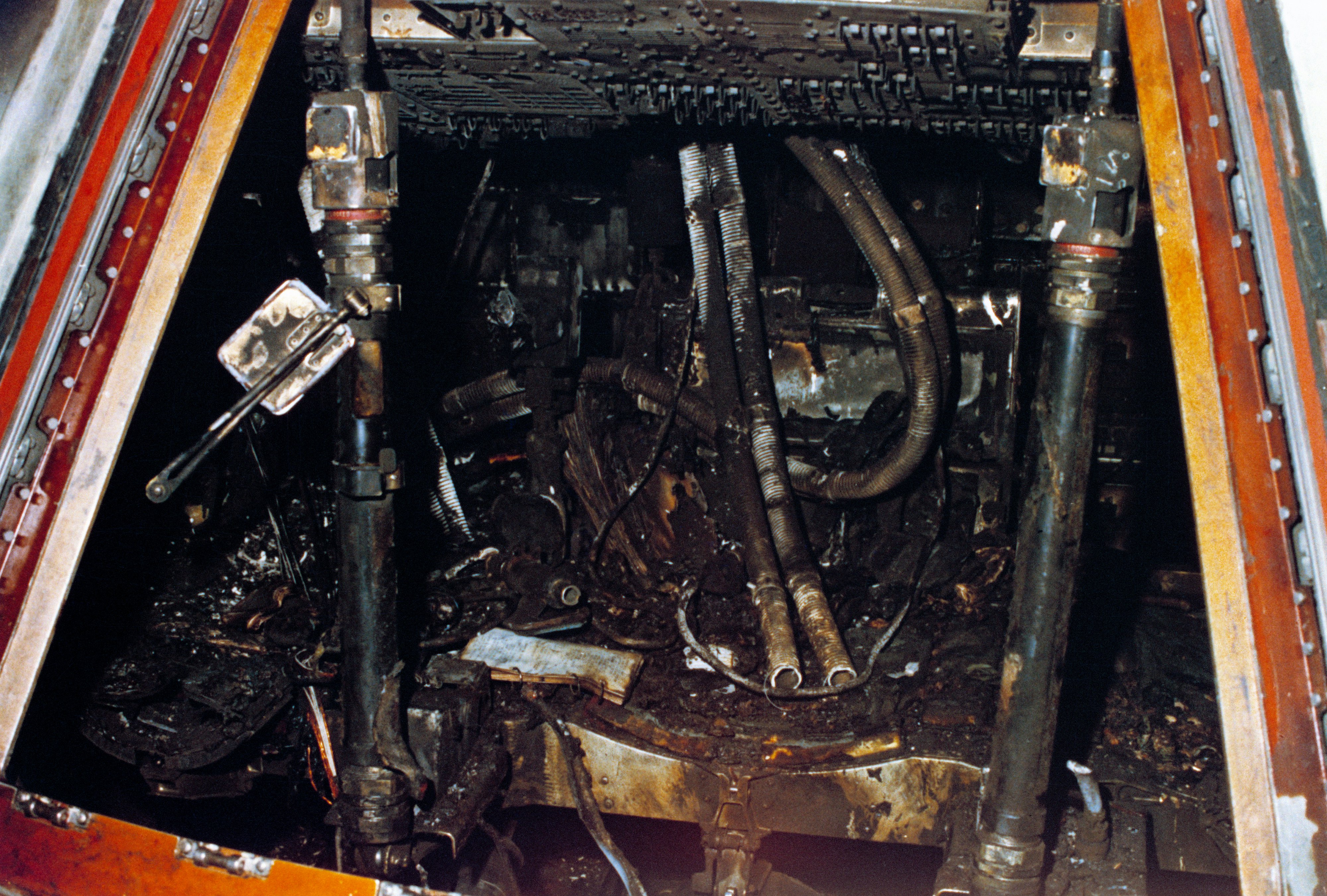
I resti dell'Apollo 1 subito dopo l'incendio costato la vita a 3 astronauti.

- la morte degli astronauti Charles Bassett e Elliot See;
- la fondazione della Chiesa di Satana da parte di Anton LaVey a San Francisco;
- la morte dell'attore Montgomery Clift;
- l'avvio del Programma Surveyor;
- la fondazione della National Organization for Women;
- la promulgazione della Freedom of Information Act sulla libertà d'informazione;
- la strage compiuta da Richard Speck a Chicago;

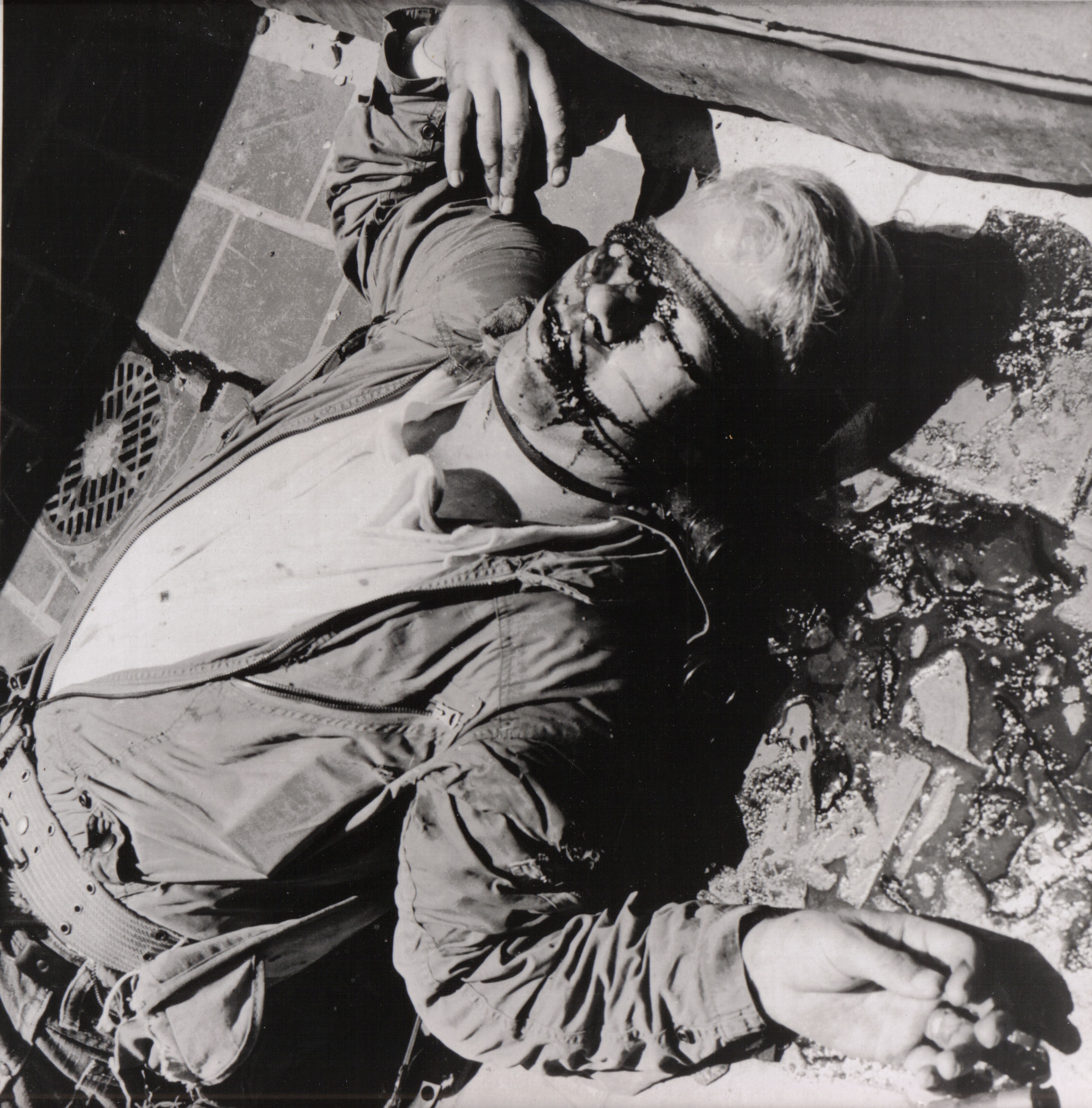
Il corpo di Charles Whitman dopo essere stato ucciso dalla polizia.

- la strage compiuta da Charles Whitman all'Università del Texas ad Austin;
- la chiusura del New York Herald Tribune;
- il debutto di The Doors;
- l'inizio della serie TV Star Trek;
- la creazione del Dipartimento dei Trasporti;
- il 1° afroamericano eletto al Senato dai tempi dell'Era della Ricostruzione (l'Attorney general Edward Brooke);
- l'elezione dell'attore Ronald Reagan nel ruolo di Governatore della California;
- l'uscita del film animato Il libro della giungla;
- la morte di Walt Disney;
- l'avvio del Programma Lunar Orbiter;
- la fondazione delle Pantere Nere;

1967
- la morte in carcere di Jack Ruby, l'assassino di Lee Harvey Oswald;
- l'Operazione Cedar Falls;
- il giuramento di Lester Maddox, propugnatore della segregazione razziale negli Stati Uniti d'America, in qualità di Governatore della Georgia;
- il 1º corpo ad essere conservato tramite Crionica con l'intento di una futura resurrezione (il dottor James Bedford);
- l'inizio della Summer of Love;
- la condanna di Albert DeSalvo;

- la morte degli astronauti Virgil Grissom, Edward White e Roger Chaffee nell'incendio dell'Apollo 1;
- la firma del Trattato sullo spazio extra-atmosferico;
- la ratifica del XXV emendamento;
- il volo inaugurale del 1° Boeing 737;
- l'allunaggio della sonda Surveyor 3;
- la pubblicazione del controverso romanzo I ragazzi della 56ª strada;
- l'obiezione di coscienza da parte del pugile Muhammad Ali;
- la celebrazione delle nozze tra Elvis Presley e Priscilla Presley a Las Vegas;
- l'Incidente della USS Liberty nel corso della Guerra dei sei giorni;
- la sentenza Loving contro Virginia, in cui la Corte suprema dichiara incostituzionale la proibizione del matrimonio interrazziale (e di conseguenza anche le Leggi contro la mescolanza razziale negli Stati Uniti d'America);
- il 1° afroamericano ad essere eletto in qualità di Giudice associato della Corte Suprema (Thurgood Marshall);
- il Festival di Monterey;
- la Conferenza di Glassboro;
- gli Scontri di Detroit del 1967;
- l'apparizione del Bigfoot;
- la Battaglia di Dak To;
- il 1° afroamericano sindaco di una grande città (Carl Stokes a Cleveland);

- il crollo del Silver Bridge;

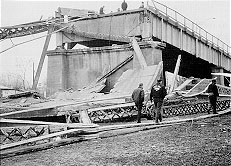
Il Silver Bridge subito dopo il crollo, costato la vita a 46 persone.

- l'apparizione del 1° Big Mac, inizialmente solo a Pittsburgh;

1968
- l'incidente di Thule;
- l'Offensiva del Têt;
- il Massacro di My Lai;
- l'abrogazione del prerequisito di una riserva d'oro (il sistema aureo) a sostegno della valuta statunitense;
- la prima di 2001: Odissea nello spazio a Washington;
- l'Assassinio di Martin Luther King, avvenuto a Memphis;
- la firma della Civil Rights Act (1968);
- l'Assassinio di Robert F. Kennedy da parte di Sirhan Sirhan all'Hotel Ambassador di Los Angeles;
- il Phoenix Program;
- la protesta contro Miss America, una delle prime grandi manifestazioni della Seconda ondata femminista;
- il lancio dell'Apollo 7, la prima missione del programma Apollo con equipaggio (Walter Schirra, Donn Eisele e Walter Cunningham);

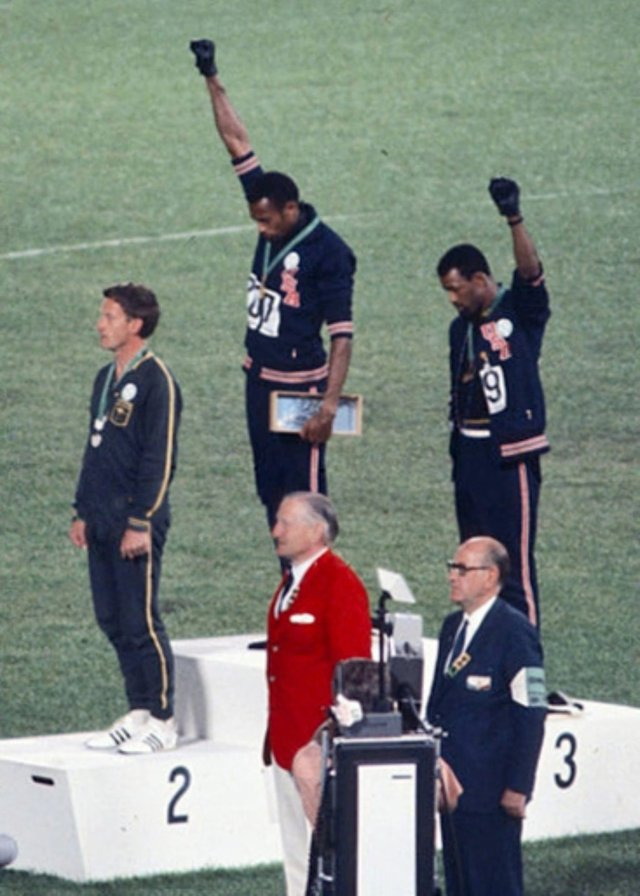
Tommie Smith e John Carlos fanno il saluto di Potere nero ai Giochi della XIX Olimpiade di Città del Messico.

- il saluto di Potere nero ai Giochi della XIX Olimpiade, fatto da Tommie Smith e John Carlos;
- la vittoria di Richard Nixon alle Elezioni presidenziali del 1968;
- l'Expo 1968;
- la codifica del National Trails System;
- l'ammissione delle donne da parte dell'Università Yale;
- la comparsa del Killer dello Zodiaco;
- la morte dello scrittore John Steinbeck;

1969
- l'insediamento della presidenza di Richard Nixon.

### Gabinetto ministeriale

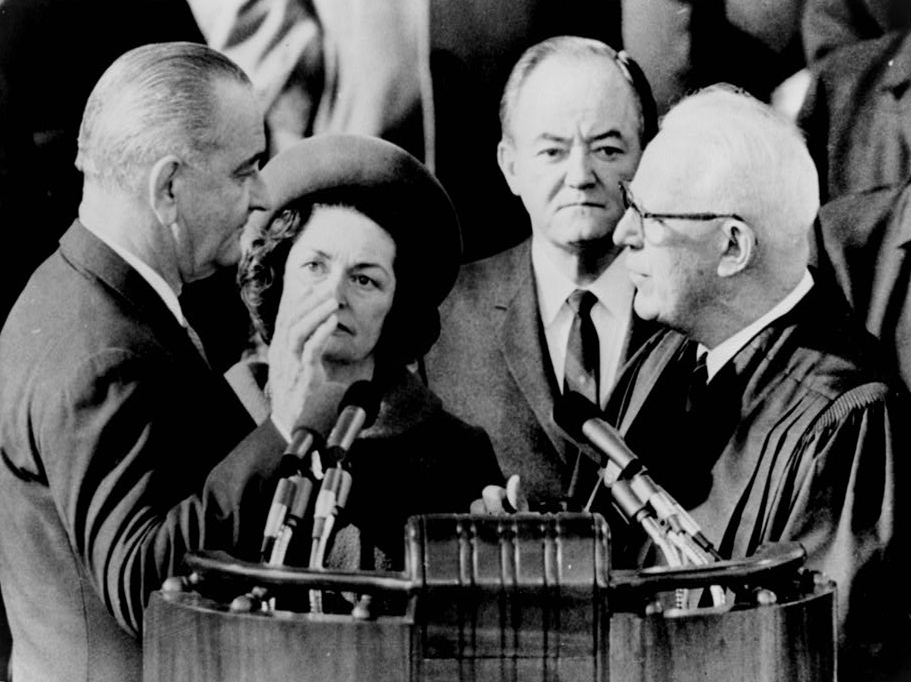
Giuramento e insediamento presidenziale il 20 di gennaio.

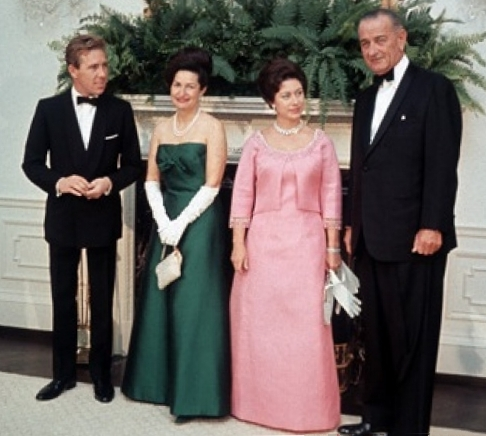
La principessa Margaret, contessa di Snowdon assieme al coniuge Antony Armstrong-Jones, I conte di Snowdon in visita al presidente e a Lady Bird Johnson.

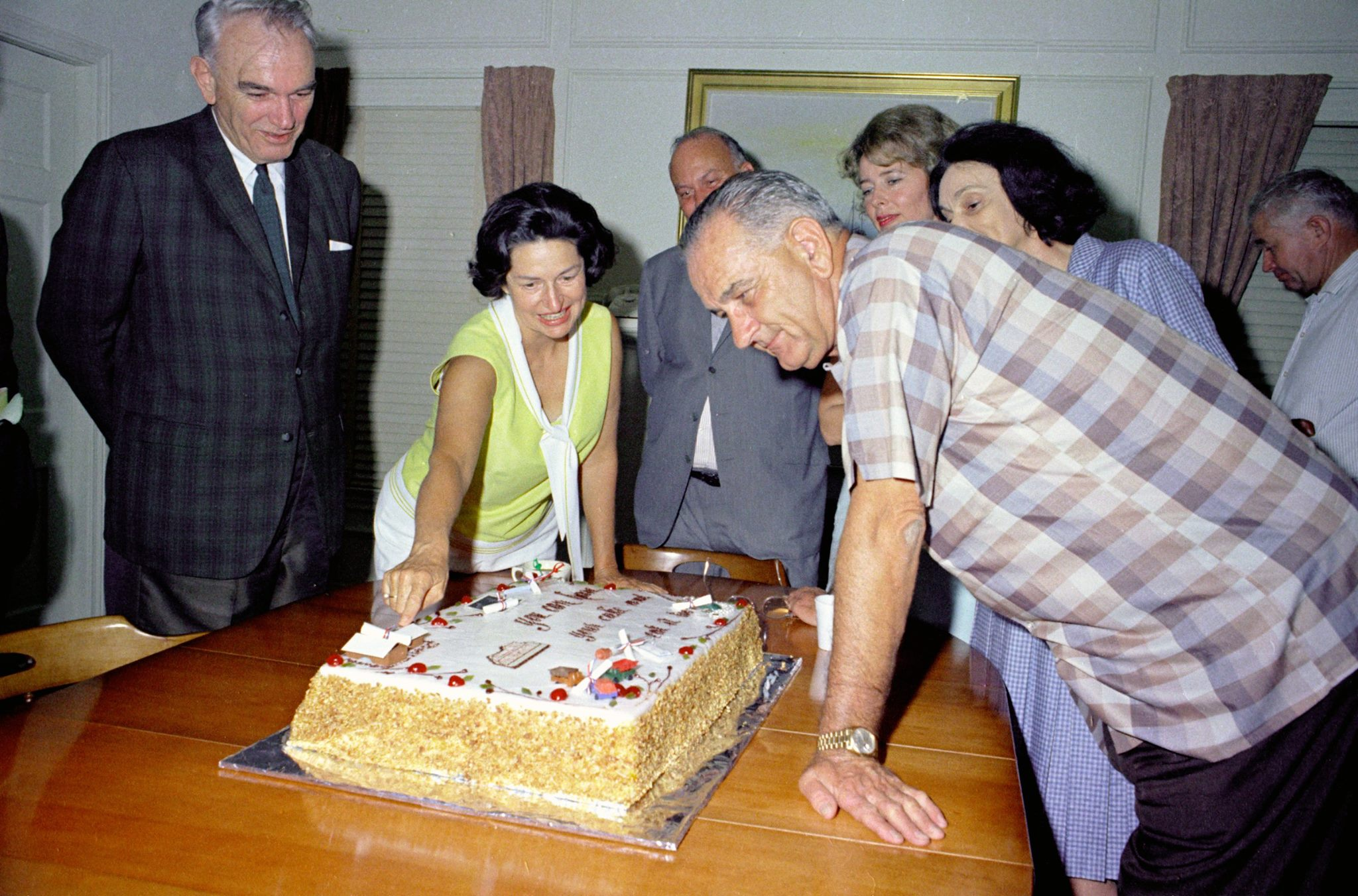
Festa di compleanno del presidente il 27 agosto del 1965.

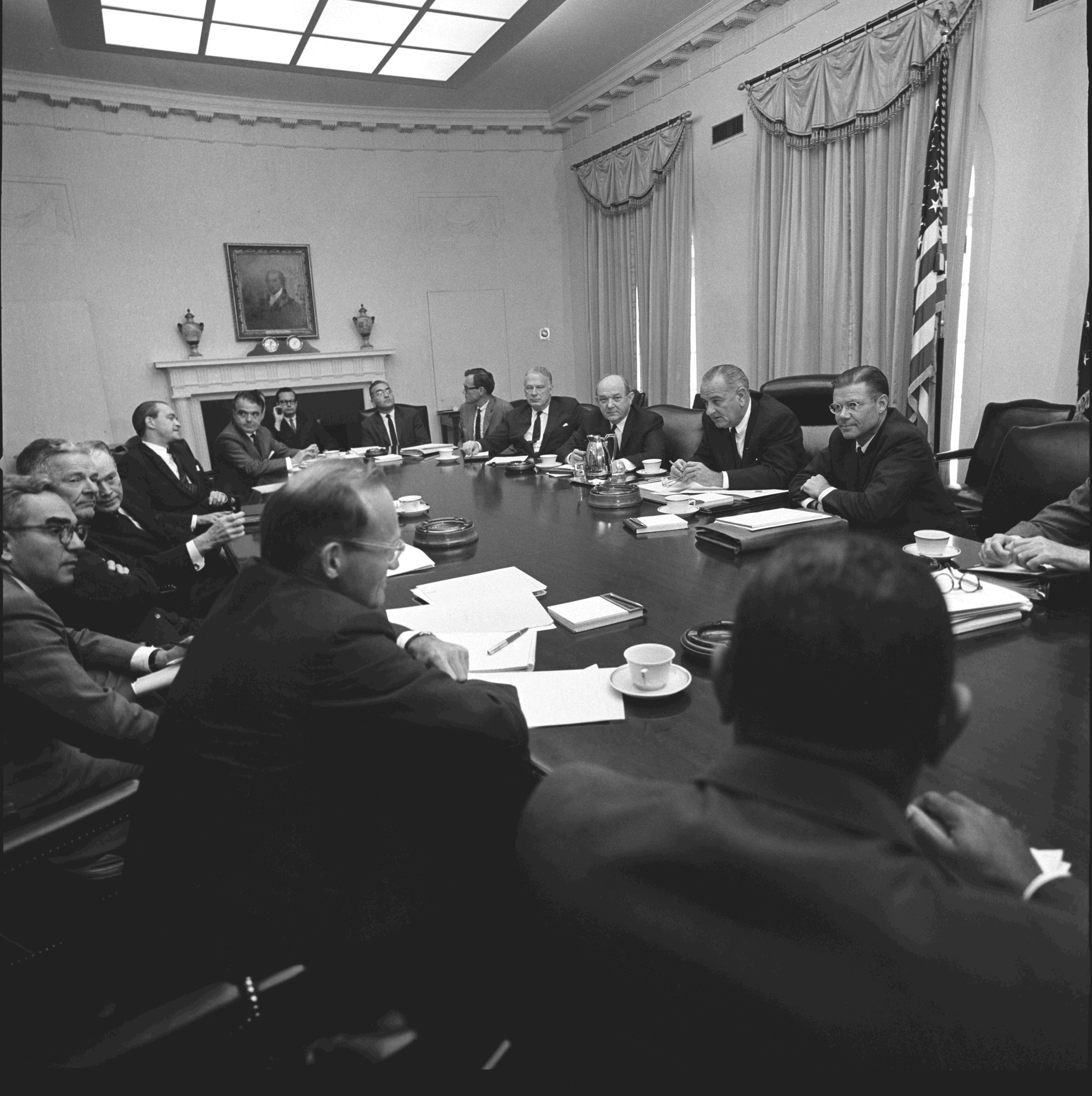
Meeting sulla situazione nel Vietnam il 25 luglio del 1965.

Nguyễn Văn Thiệu, il presidente e il primo ministro sudvietnamita Nguyễn Cao Kỳ.

Back LGJ in Viet Nam.

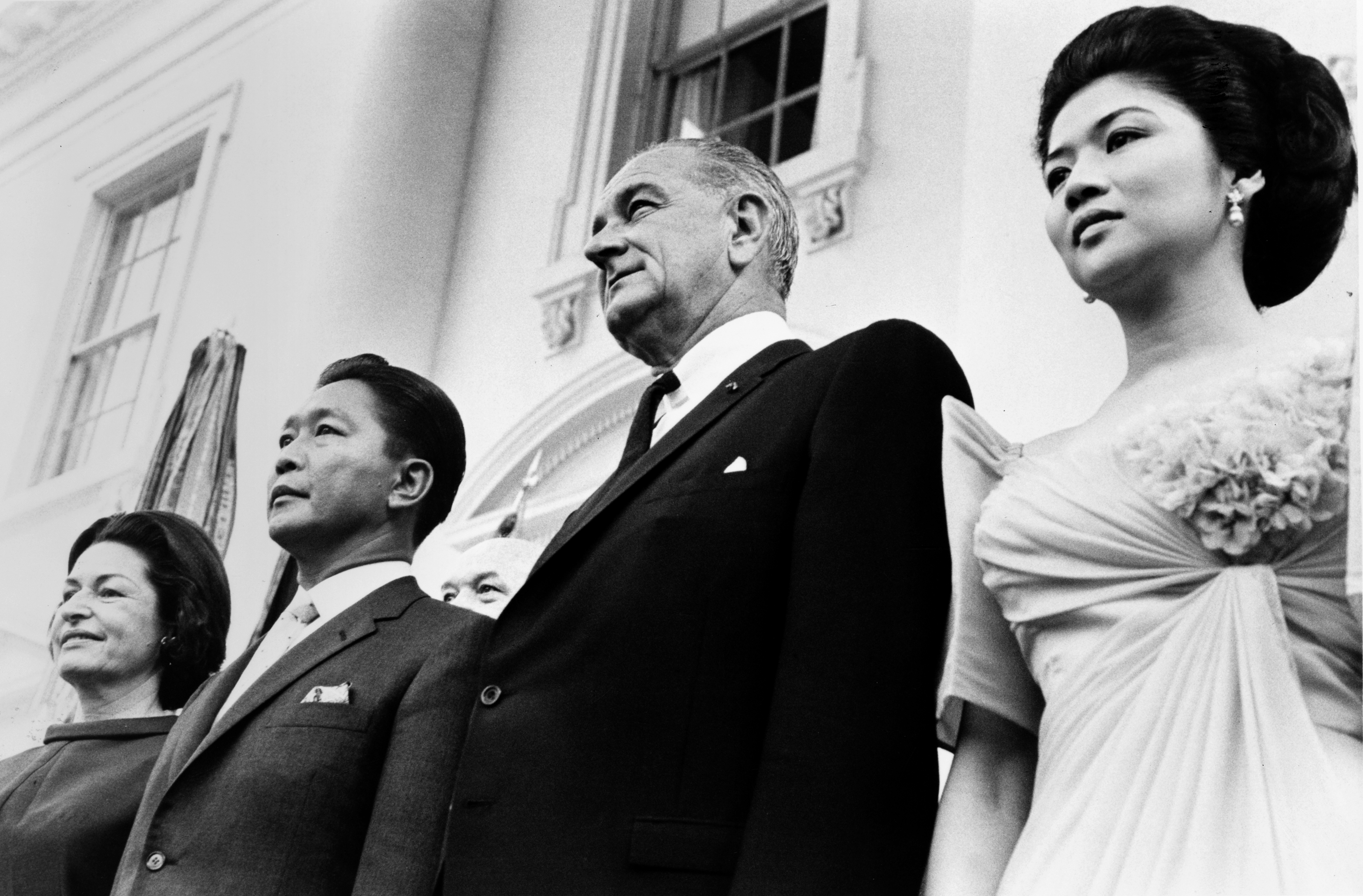
Ferdinand Marcos e la consorte Imelda Marcos in visita alla Casa Bianca nel 1966.

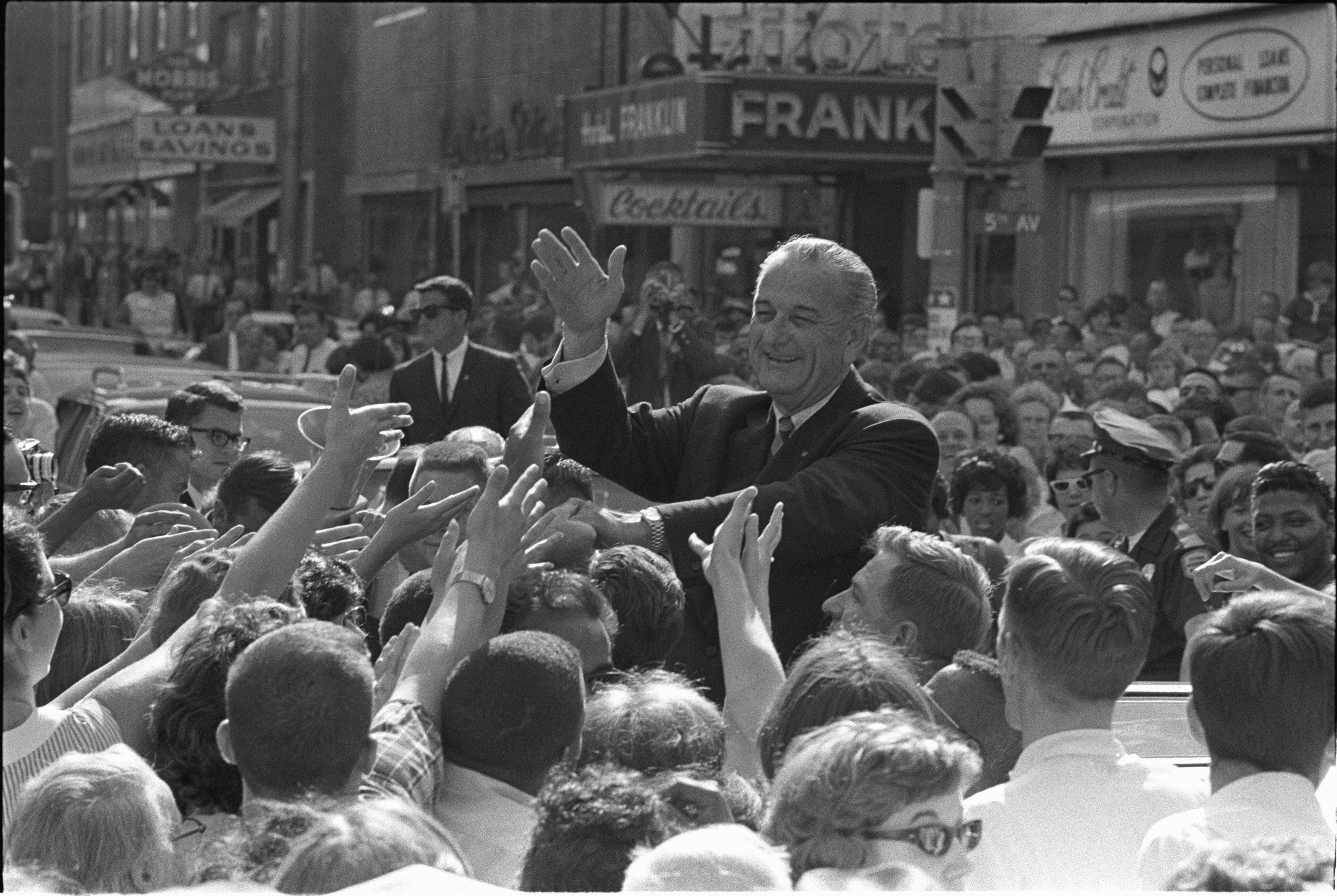
Il presidente stringe le mani alla folla nel 1966.

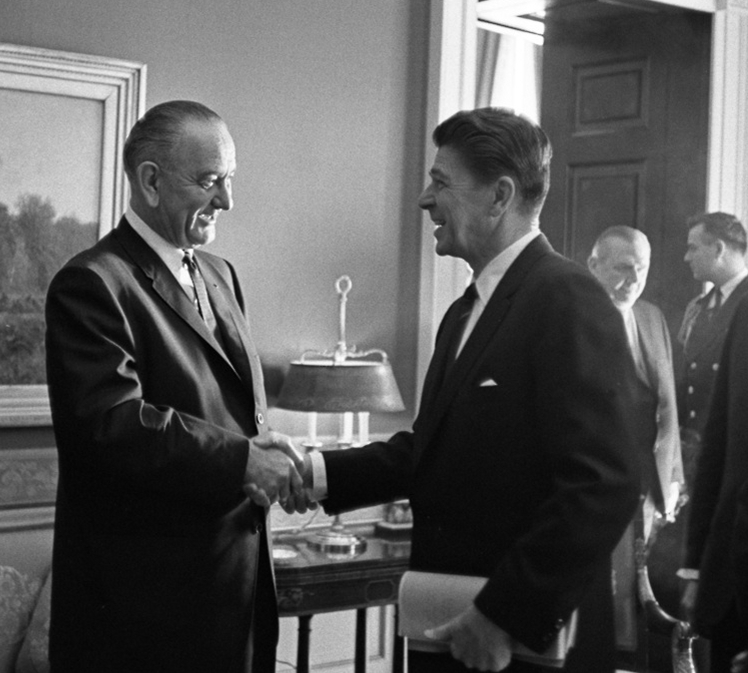
Il presidente stringe la mano a Ronald Reagan nel 1967.

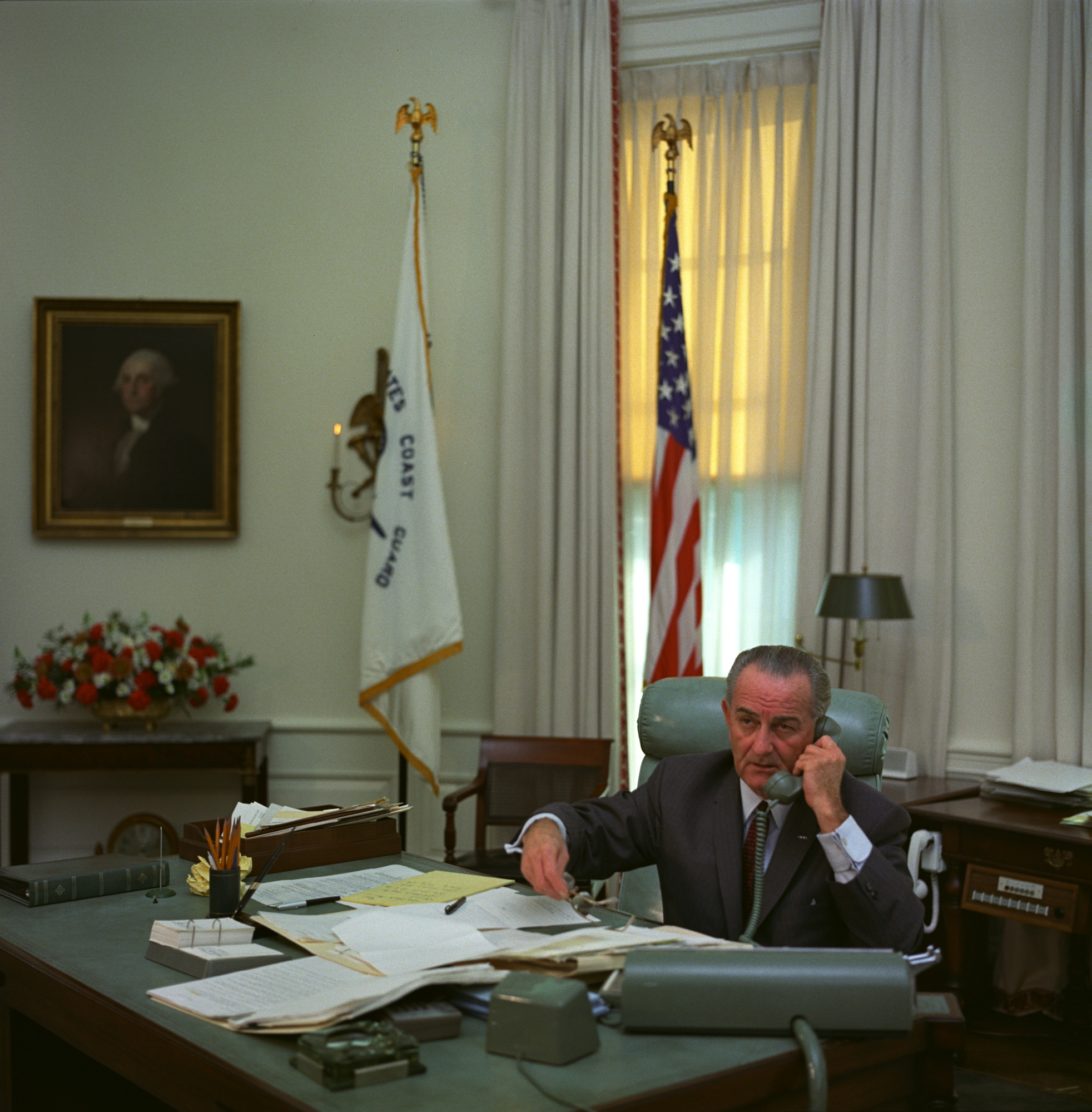
Il presidente al telefono nello Studio ovale il 17 gennaio del 1968.

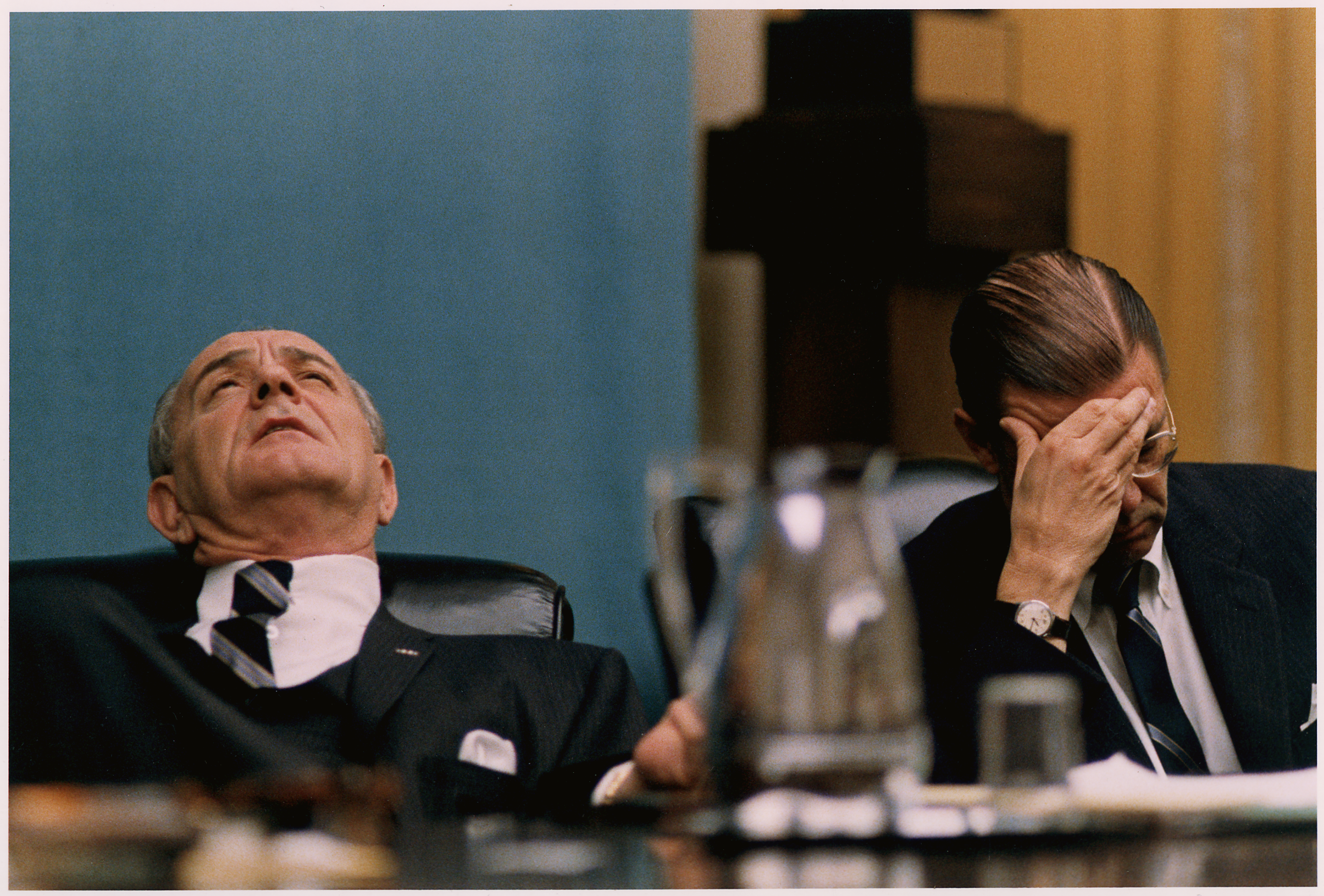
Momento di scoramento del presidente e del Segretario alla Difesa McNamara all'inizio del 1968.

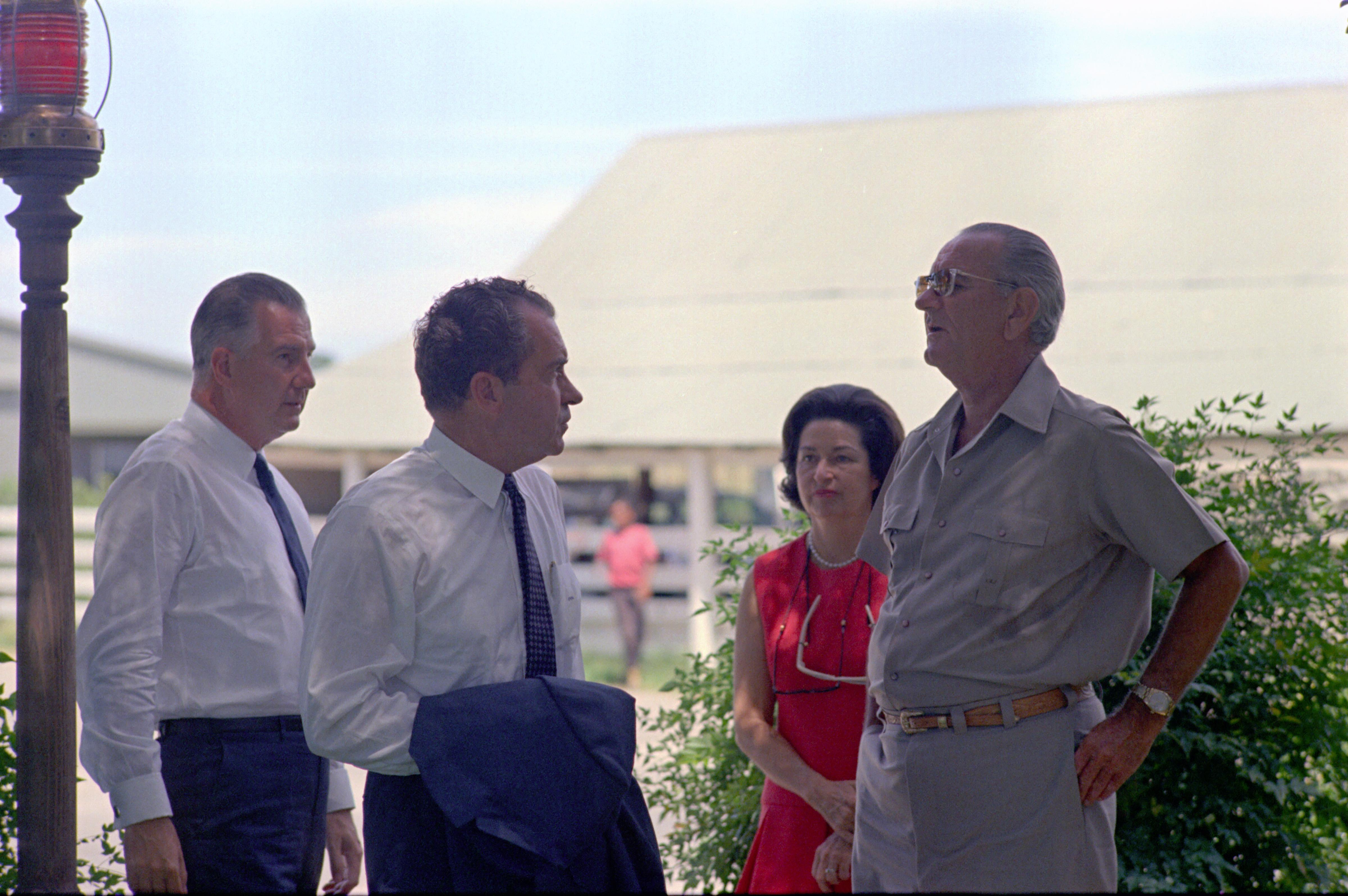
Il presidente con Richard Nixon nel 1968.

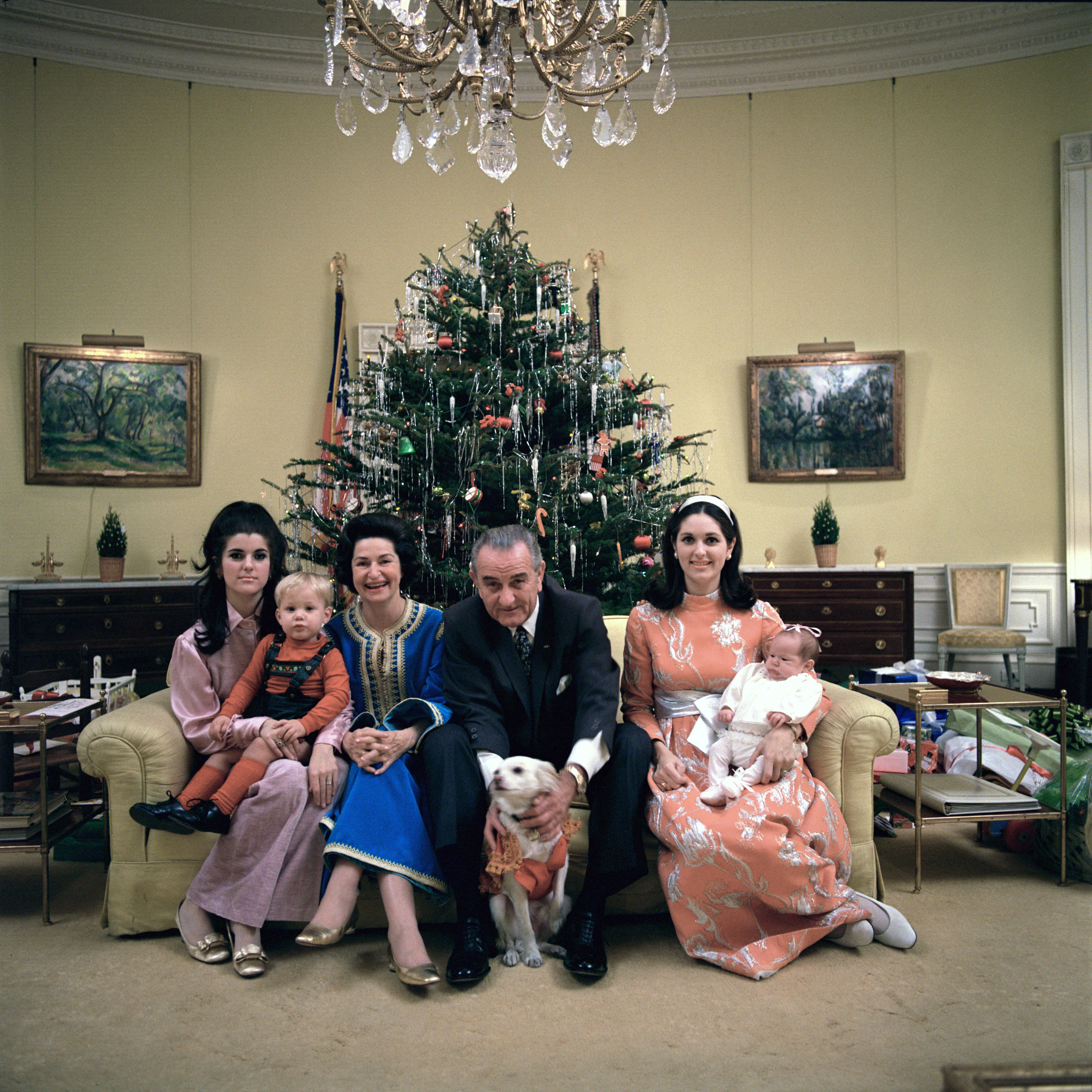
La famiglia presidenziale durante le vacanze natalizie del 1968.

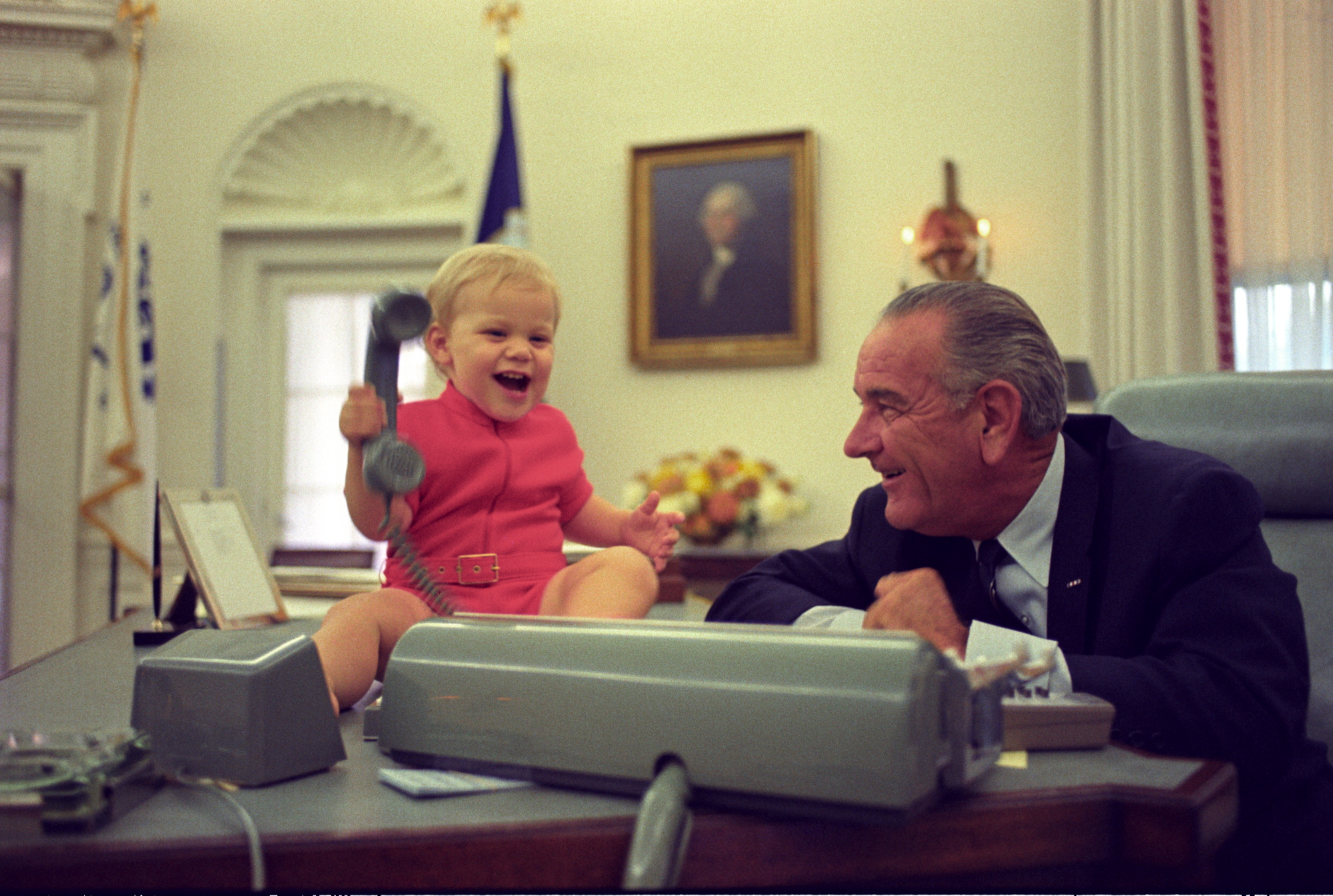
Il presidente col nipotino nello Studio ovale.

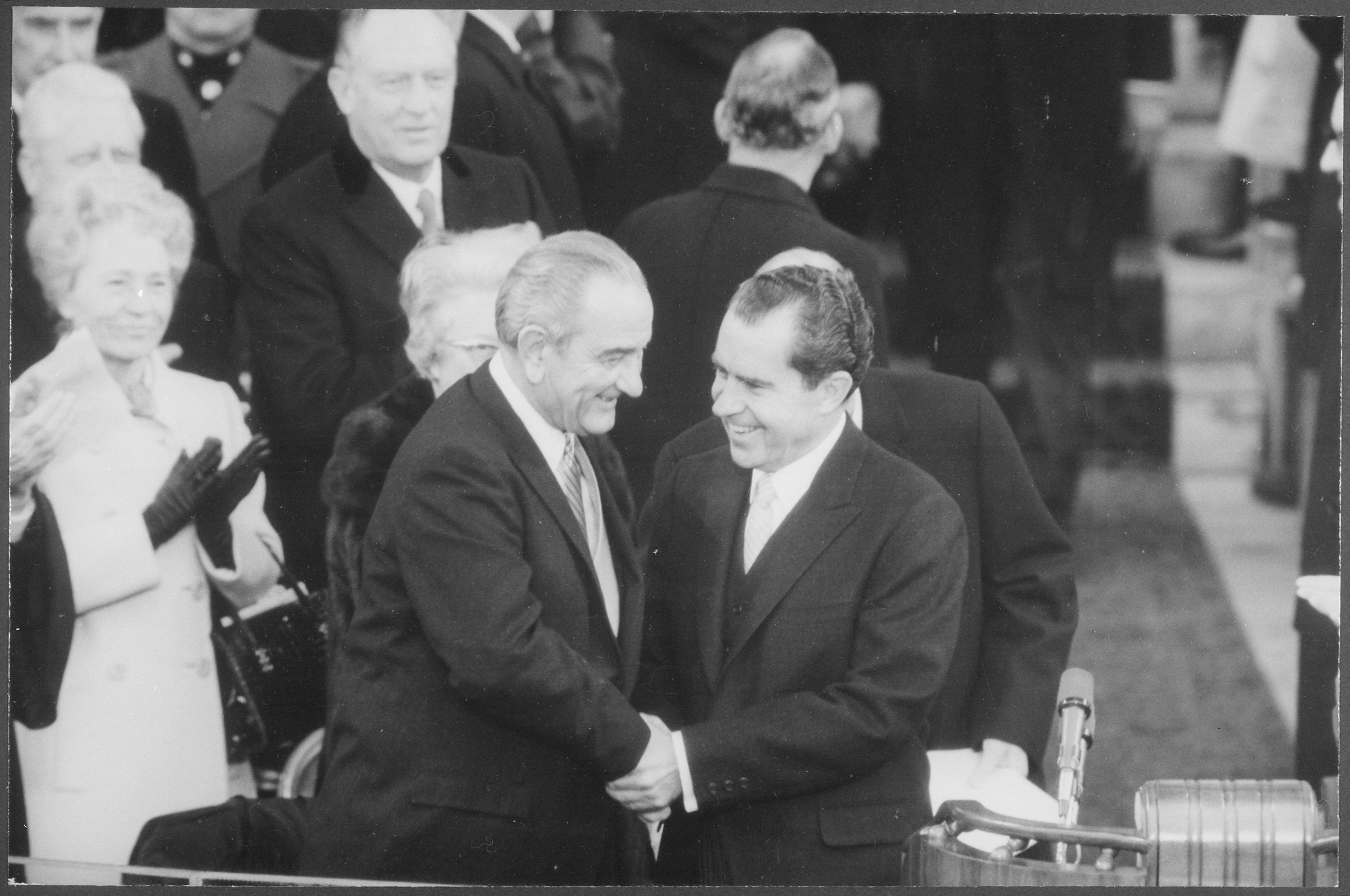
Scambio di consegne tra il presidente e Richard Nixon il 20 gennaio del 1969.

Partiti politici
  Democratico
  Repubblicano
  Democratico-Contadino-Laburista del Minnesota
  Indipendente
| Dipartimento | Incarico                                                 | Ritratto | Ritratto              | Nome                     | Mandato           | Mandato          |
| Dipartimento | Incarico                                                 | Ritratto | Ritratto              | Nome                     | Inizio            | Termine          |
| ------------ | -------------------------------------------------------- | -------- | --------------------- | ------------------------ | ----------------- | ---------------- |
|              | Presidente                                               |          |                       | Lyndon B. Johnson        | 22 novembre 1963  | 20 gennaio 1969  |
|              | Vice Presidente                                          |          |                       | Vacante                  | 22 novembre 1963  | 20 gennaio 1965  |
|              | Vice Presidente                                          |          | Hubert Humphrey       | 20 gennaio 1965          | 20 gennaio 1969   |                  |
|              |                                                          |          |                       |                          |                   |                  |
|              | Segretario di Stato                                      |          |                       | Dean Rusk                | 22 novembre 1963  | 20 gennaio 1969  |
|              | Segretario al tesoro                                     |          |                       | C. Douglas Dillon        | 22 novembre 1963  | 1 aprile 1965    |
|              | Segretario al tesoro                                     |          | Henry Hammill Fowler  | 1 aprile 1965            | 20 dicembre 1968  |                  |
|              | Segretario al tesoro                                     |          | Joseph Walker Barr    | 21 dicembre 1968         | 20 gennaio 1969   |                  |
|              | Segretario della Difesa                                  |          |                       | Robert McNamara          | 22 novembre 1963  | 29 febbraio 1968 |
|              | Segretario della Difesa                                  |          | Clark Clifford        | 1 marzo 1968             | 20 gennaio 1969   |                  |
|              | Procuratore generale                                     |          |                       | Robert Kennedy           | 22 novembre 1963  | 3 settembre 1964 |
|              | Procuratore generale                                     |          | Nicholas Katzenbach   | 4 settembre 1964         | 2 ottobre 1966    |                  |
|              | Procuratore generale                                     |          | Ramsey Clark          | 28 novembre 1966         | 20 gennaio 1969   |                  |
|              | Direttore generale delle poste                           |          |                       | John A. Gronouski        | 22 novembre 1963  | 2 novembre 1965  |
|              | Direttore generale delle poste                           |          | Larry O'Brien         | 3 novembre 1965          | 10 aprile 1968    |                  |
|              | Direttore generale delle poste                           |          | W. Marvin Watson      | 26 aprile 1968           | 20 gennaio 1969   |                  |
|              | Segretario degli Interni                                 |          |                       | Stewart Udall            | 22 novembre 1963  | 20 gennaio 1969  |
|              | Segretario dell'Agricoltura                              |          |                       | Orville Freeman          | 22 novembre 1963  | 20 gennaio 1969  |
|              | Segretario al Commercio                                  |          |                       | Luther H. Hodges         | 22 novembre 1963  | 15 gennaio 1965  |
|              | Segretario al Commercio                                  |          | John Thomas Connor    | 18 gennaio 1965          | 31 gennaio 1967   |                  |
|              | Segretario al Commercio                                  |          | Alexander Trowbridge  | 14 giugno 1967           | 1 marzo 1968      |                  |
|              | Segretario al Commercio                                  |          | Cyrus Rowlett Smith   | 6 marzo 1968             | 19 gennaio 1969   |                  |
|              | Segretario del Lavoro                                    |          |                       | W. Willard Wirtz         | 22 novembre 1963  | 20 gennaio 1969  |
|              | Segretario della Salute, dell'Istruzione e del Benessere |          |                       | Anthony Celebrezze       | 22 novembre 1963  | 17 agosto 1965   |
|              | Segretario della Salute, dell'Istruzione e del Benessere |          | John W. Gardner       | 18 agosto 1965           | 1 marzo 1968      |                  |
|              | Segretario della Salute, dell'Istruzione e del Benessere |          | Wilbur J. Cohen       | 16 marzo 1968            | 20 gennaio 1969   |                  |
|              | Segretario della Casa e dello Sviluppo Urbano            |          |                       | Robert Clifton Weaver    | 18 gennaio 1966   | 18 dicembre 1968 |
|              | Segretario della Casa e dello Sviluppo Urbano            |          | Robert Coldwell Wood  | 7 gennaio 1969           | 20 gennaio 1969   |                  |
|              | Segretario dei Trasporti                                 |          |                       | Alan Stephenson Boyd     | 16 gennaio 1967   | 20 gennaio 1969  |
|              |                                                          |          |                       |                          |                   |                  |
|              | Capo di Gabinetto                                        |          |                       | W. Marvin Watson         | 22 novembre 1963  | 26 aprile 1968   |
|              | Capo di Gabinetto                                        |          | James R. Jones        | 26 aprile 1968           | 20 gennaio 1969   |                  |
|              | Amministratore dell'OMB                                  |          |                       | Kermit Gordon            | 22 novembre 1963  | 1 giugno 1965    |
|              | Amministratore dell'OMB                                  |          | Charles Schultze      | 1 giugno 1965            | 28 gennaio 1968   |                  |
|              | Amministratore dell'OMB                                  |          | Charles Zwick         | 29 gennaio 1968          | 21 gennaio 1969   |                  |
|              | Ambasciatore presso le Nazioni Unite                     |          |                       | Adlai Ewing Stevenson II | 22 novembre 1963  | 14 luglio 1965   |
|              | Ambasciatore presso le Nazioni Unite                     |          | Arthur Goldberg       | 28 luglio 1965           | 24 giugno 1968    |                  |
|              | Ambasciatore presso le Nazioni Unite                     |          | George W. Ball        | 26 giugno 1968           | 25 settembre 1968 |                  |
|              | Ambasciatore presso le Nazioni Unite                     |          | James Russell Wiggins | 7 ottobre 1968           | 20 gennaio 1969   |                  |
|              | Rappresentante per il Commercio                          |          |                       | Christian Herter         | 22 novembre 1963  | 30 dicembre 1966 |
|              | Rappresentante per il Commercio                          |          | William M. Roth       | 24 marzo 1967            | 20 gennaio 1969   |                  |

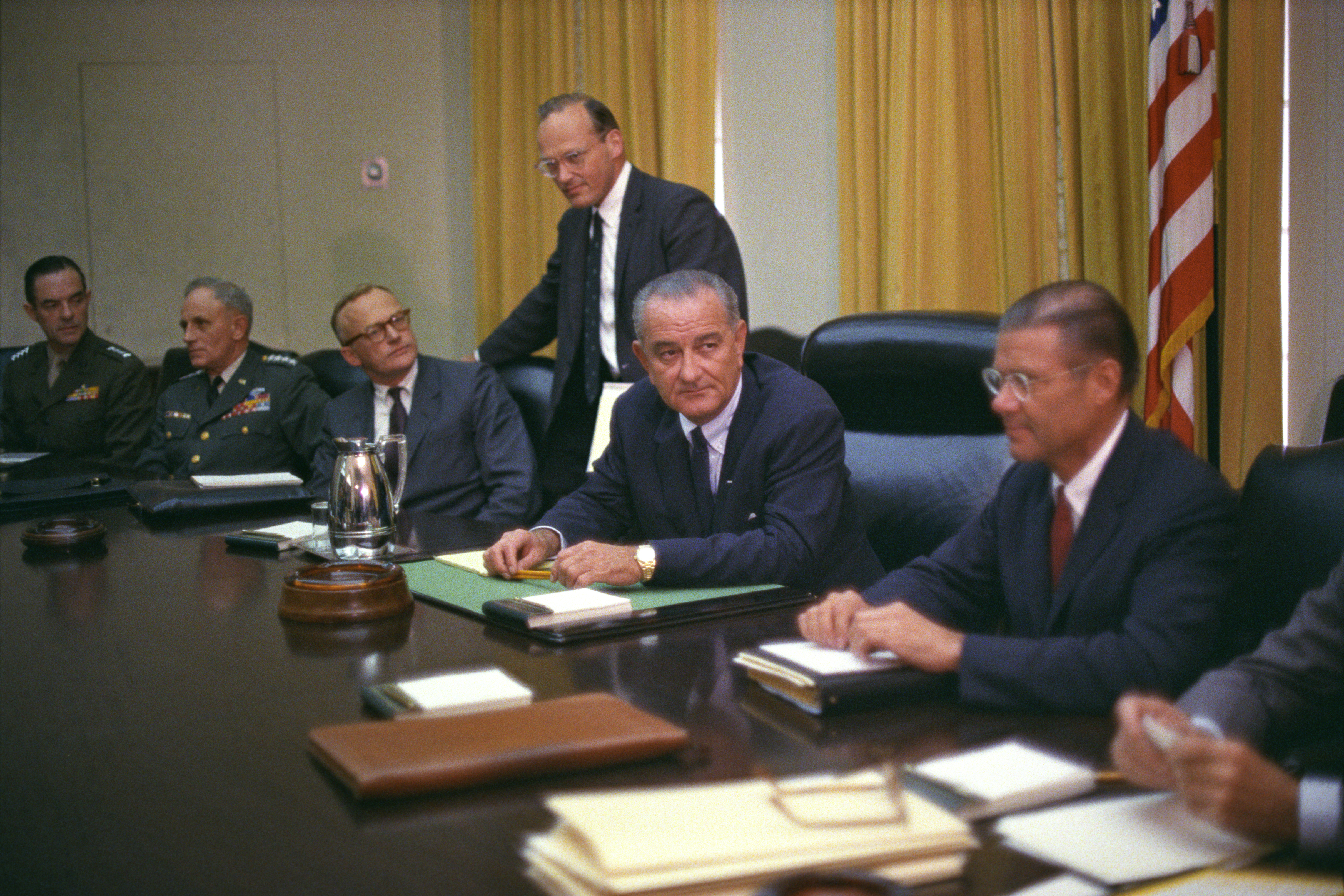
Riunione di Gabinetto nel luglio del 1965. Da sinistra a destra: Comandante del United States Marine Corps Wallace Martin Greene, Jr.; Capo di stato maggiore dell'Esercito degli Stati Uniti Harold Keith Johnson; Segretario dell'esercito Stanley Rogers Resor; Consigliere per la sicurezza nazionale McGeorge Bundy (in piedi); il presidente e il Segretario della Difesa Robert McNamara.

Quando Johnson assunse l'incarico dopo la morte del presidente Kennedy chiese al Gabinetto esistente di continuare il suo mandato al fine di assicurare una transizione senza intoppi. Robert Kennedy rimarrà pertanto in carica come Procuratore Generale, nonostante avesse avuto una notoria relazione conflittuale con il nuovo presidente, ma solo per 10 mesi; si dimetterà infatti nel settembre 1964 per potersi candidarsi al Senato.
Altri rimarranno per alcuni anni prima di andarsene per vari motivi; quattro membri del governo Kennedy ereditati da Johnson, il Segretario di Stato D. Rusk, quello dell'Interno S. Udall, quello dell'Agricoltura O. L. Freeman e infine quello del Lavoro W. W. Wirtz rimasero con lui per tutta la durata della nuova presidenza.
Nel corso dei suoi sei anni in carica Johnson ampliò notevolmente le dimensioni e il ruolo dell'Ufficio esecutivo del presidente degli Stati Uniti d'America nell'ambito della supervisione della politica dipartimentale, del personale e delle decisioni legislative. Il presidente non ebbe un capo di gabinetto della Casa Bianca; inizialmente il suo assistente amministrativo da lungo tempo Walter Wilson Jenkins presiedette alle operazioni quotidiane e di routine.
George Edward Reedy, un altro assistente di lunga data, assunse la carica di Portavoce della Casa Bianca dopo che Pierre Salinger abbandonerà quella posizione nel marzo del 1964. Horace Busby, un aiuto prezioso a Johnson in vari momenti cruciali della sua carriera, servirà principalmente come scrittore di discorsi e analista politico; era anche un collaboratore del consigliere per la sicurezza nazionale McGeorge Bundy, nonché il collegamento tra i dipartimenti esecutivi e la Casa Bianca.
Bill Moyers fu il membro più giovane dello staff; assunto all'inizio della presidenza di Johnson, prima come coordinatore delle pianificazioni e scrittore part-time, salirà rapidamente ai ranghi dei principali assistenti presidenziali; svolgerà un ruolo chiave nell'organizzazione e nella supervisione delle task force legislative della Grande società nel 1964 e diverrà il principale artefice della campagna elettorale di Johnson prima alle elezioni primarie democratiche e poi alle elezioni presidenziali del 1964.
Moyers fu il capo di gabinetto informale del Presidente a partire dall'ottobre del 1964 (in seguito alle dimissioni di Jenkins) fino al 1966; dal luglio del 1965 al febbraio del 1967 si troverà anche a coprire l'ufficio di segretario dell'ufficio stampa. Johnson si riferiva a questi aiutanti come ai suoi "Triple-threat man" sia per la loro lealtà che per la versatilità dimostrata.

### Vicepresidenza

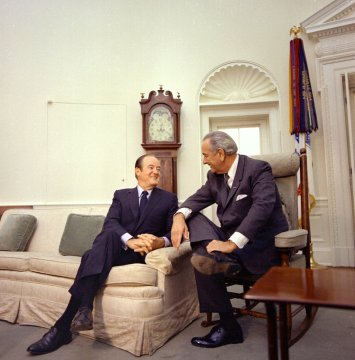
Il Vice Presidente Hubert Humphrey assieme al presidente nello Studio ovale il 22 gennaio del 1965.

La carica di Vice Presidente rimarrà vacante durante il primo mandato di Johnson (425 giorni), poiché all'epoca non esisteva alcuna disposizione costituzionale che prescrivesse la copertura di tale posizione; nel corso di questo lasso temporale il Presidente della Camera John William McCormack del Massachusetts fu nella Linea di successione presidenziale negli Stati Uniti d'America. Durante l'assenza del personaggio "vice presidente", subito dopo l'ascesa di Johnson alla Casa Bianca, cone scritto sopra, il presidente della Camera dei Rappresentanti sarebbe succeduto in casi di necessità, al presidente USA. Era previsto così, e non fu una scelta in quel momento di grande tensione. Esiste infatti una sequenza di personaggi, molto lunga, che assumano la carica di capo dello Stato in caso di emergenza. Di ciò parla diffusamente la fortunata serie su Internet "il successore designato", Designated survivor.
Johnson sceglierà il senatore Hubert Humphrey del Minnesota come suo compagno di corsa durante le elezioni presidenziali del 1964; egli era stato uno dei custodi e proponenti chiave del programma legislativo del presidente al Senato, in particolare per quanto riguarda la Civil Rights Act (1964). Dopo che il "Ticket Democratico" trionfò a novembre Humphrey diverrà il Vicepresidente ufficiale durante il secondo mandato di Johnson.
Guidati dal senatore Birch Bayh e dal Rappresentante Emanuel Celler il Congresso farà approvare il 5 luglio del 1965 un emendamento alla Costituzione degli Stati Uniti d'America che affrontava la successione alla presidenza e stabiliva procedure sia per coprire un posto vacante nell'ufficio del Vicepresidente sia per rispondere a disabilità presidenziali; verrà quindi presentato alle legislature statali per la ratifica. Fu ratificato dal numero richiesto di Stati (in numero di 38) il 10 febbraio del 1967, diventando così il XXV emendamento della Costituzione degli Stati Uniti d'America.

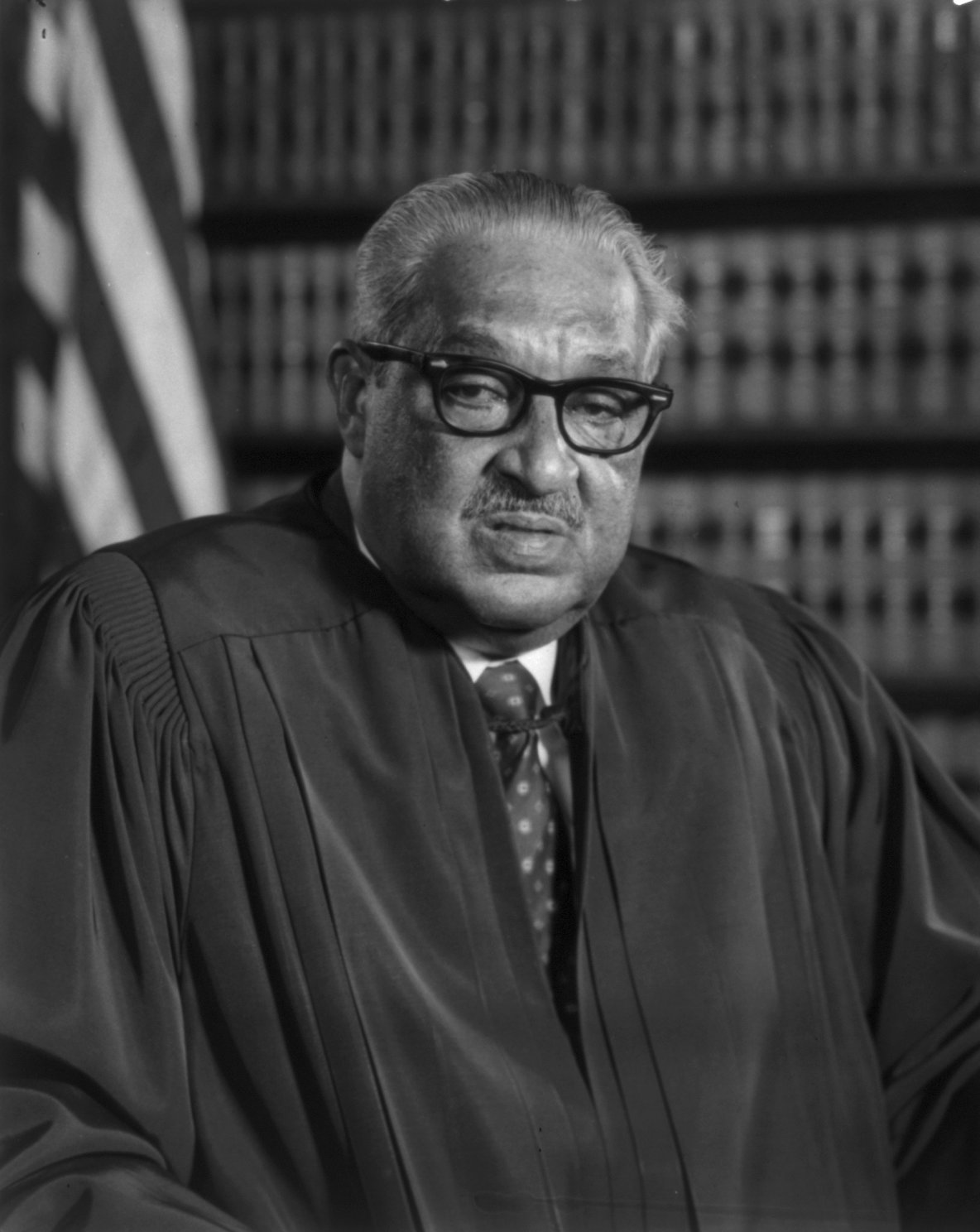
Eletto nel 1967 Thurgood Marshall sarà il primo afroamericano a far parte dei giudici associati della Corte suprema degli Stati Uniti d'America.

### Nomine giuridiche
Il presidente nominerà due giudici associati della Corte suprema degli Stati Uniti d'America durante il periodo della sua permanenza in carica:
- Abe Fortas - (in sostituzione di Arthur Goldberg), scelto il 28 luglio del 1965 e confermato dal Senato l'11 agosto seguente[27]. Con una mossa d'anticipo sulle sfide che la Corte avrebbe dovuto affrontare a seguito delle proprie misure legislative pensò che sarebbe stato utile avere un confidente stretto alla Corte Suprema che potesse fornirgli informazioni privilegiate e quindi optò in direzione Fortas per ricoprire quel ruolo. Creerà un'apertura in tal senso convincendo Goldberg a diventare uno dei Rappresentanti permanenti per gli Stati Uniti d'America alle Nazioni Unite[28].
- Thurgood Marshall - (in sostituzione di Tom C. Clark), scelto il 13 giugno del 1967 e confermato dal Senato il 30 agosto seguente[27]. Questi fu il primo afroamericano a prestare servizio alla Corte suprema. Si ritirerà nel 1991.

Cercò anche di far eleggere, ma questa volta senza avere successo:
- Abe Fortas come Presidente della Corte suprema degli Stati Uniti d'America (in sostituzione di Earl Warren), scelto il 26 giugno del 1968, ma ritirato il 4 di ottobre. Sebbene fosse già un giudice associato la nomina a Capo della Corte era soggetta ad un processo di conferma separato. La sua candidatura verrà sconfitta a causa dei senatori contrari alle sue idee liberali e alla troppo stretta associazione con il Presidente[29]. Fortas si dimetterà l'anno successivo. Warren rimase a Capo della Corte fino a quando il suo sostituto (nominato dalla presidenza di Richard Nixon) riuscirà ad acquisire la conferma necessaria nel giugno del 1969.
- Homer Thornberry - (per riempire il posto vacante che sarebbe stato creato se fosse stata confermata la promozione di A. Fortas a Capo della Corte), scelto il 26 giugno del 1968, ma ritirato il 4 di ottobre seguente[27]. Mentre Fortas rimaneva alla Corte, la nomina di Thornberry divenne inutile.

Oltre a queste nomine Johnson sceglierà 40 giudici presso le Corti d'appello e 126 presso i tribunali distrettuali. Anche in questi casi avrà una serie di controversie a riguardo delle nomine, con uno dei membri d'appello e tre candidati distrettuali non confermati dal Senato prima della scadenza della sua presidenza.

## Affari interni e operato riformista
Più forte di qualsiasi esercito è un'idea il cui momento sia giunto. Ed è arrivato il momento dell'uguaglianza sociale: nell'istruzione e nel lavoro, Quest'idea non si farà soffocare o negare. È qui.
(Thomas Jefferson.)
Nonostante la sua notoria abilità politica e il precedente servizio come leader della maggioranza al Senato, Johnson rimase in gran parte emarginato per tutto il corso della presidenza di John Fitzgerald Kennedy; assumerà quindi degli incarichi determinati a garantire il passaggio dell'agenda programmatica lasciata incompleta dal predecessore la quale, nella maggior parte dei casi, era rimasta bloccata in varie commissioni del Congresso.
Entro la primavera del 1964 inizierà ad utilizzare il termine "Grande società" per descrivere il proprio programma di politica interna; esso era stato coniato dal redattore dei suoi discorsi Richard Naradof Goodwin e attinto dall'osservazione compiuta dallo storico Eric Frederick Goldman sul fatto che il testo dello scrittore Walter Lippmann intitolato The Good Society riusciva a catturare al meglio la totalità dell'agenda presidenziale.
Il programma comprenderà movimenti di rinnovamento urbano, modernizzazione del servizio dei trasporti pubblici, pulizia ambientale, lotta alla povertà, riforma del sistema sanitario, controllo della criminalità e riforma dell'istruzione pubblica. Per assicurare l'approvazione del suo programma, Johnson diede una priorità senza precedenti alle relazioni con il Congresso. Johnson si impegnerà in prima persona per condurre a termine positivamente l'iter legislativo sui diritti civili - che fece segnare un passo avanti nell'integrazione degli afroamericani e delle minoranze nella società statunitense.
Migliorerà il sistema scolastico introducendo le borse di studio oltre ad un servizio sanitario pubblico, il cosiddetto Medicare (riservato agli anziani) e Medicaid, le prime e uniche leggi sulla copertura sanitaria ufficiale, caratterizzate dalla volontà di introdurre una copertura universale; questo fino alla recente Obamacare. Entrambi saranno integrazioni del Social Security Act di Roosevelt.
Inoltre nel 1965 egli darà vita, a partire da un'idea già espressa da Kennedy, ad una struttura denominata AmeriCorps VISTA, acronimo di 'Volunteers In Service To America', con finalità di assistenza sociale ed operante sulle questioni della povertà e dell'emarginazione sociale, basata essenzialmente sul volontariato.

### Great Society
Legittimato dall'ampia vittoria personale ottenuta alle elezioni presidenziali de 1964 il presidente cominciò la sua politica varando delle assai criticate spese sociali, a completamento e superamento di quello che lo stesso Kennedy aveva avuto l'opportunità solamente di abbozzare.
Johnson prese a cuore e promosse un ampio piano di riforme sociali e divenne noto come "il presidente dei diritti civili" in toto, della "guerra alla povertà" e della cosiddetta Great Society, il grande programma per migliorare le condizioni di vita delle fasce di popolazioni più deboli ed emarginate della nazione, che divenne l'erede della Nuova Frontiera della precedente amministrazione.
Il programma della Great Society venne annunciato per la prima volta in un discorso pronunciato all'Università dell'Ohio il 7 maggio del 1964 e illustrato in modo molto più completo e approfondito il 22 maggio seguente all'Università del Michigan. Tali programmi riformatori saranno successivamente presentati al Congresso degli Stati Uniti e in buona parte approvati nel corso della sua presidenza grazie al consenso dei suoi sostenitori del Partito Democratico, ma non solo.
Due tra gli obiettivi principali diventeranno l'eliminazione della povertà e dell'ingiustizia razziale. Durante questo periodo furono lanciati nuovi grandi programmi di spesa nel campo dell'istruzione, delle cure mediche, dei problemi urbani e dei trasporti. La "Grande Società" di Johnson si ricollegava idealmente, per i suoi propositi, obiettivi e politiche, al programma del New Deal della presidenza di Franklin Delano Roosevelt.
Il successo di Johnson nel promuovere e far approvare le sue riforme dipese dalla sua notevole influenza politica a livello congressuale, dalle sue capacità di persuasione e non da ultimo dalle circostanze storiche favorevoli scaturite dalle elezioni del 1964, che permisero al Partito Democratico di dominare il Congresso e di eleggere la Camera dei rappresentanti con il maggior numero di esponenti della corrente liberal dal 1938.

### Politica fiscale
Già all'inizio del 1963 il presidente Kennedy aveva proposto all'assemblea congressuale una significativa riduzione delle tasse. Dopo essere riuscito a superare innumerevoli resistenze il disegno di legge dell'amministrazione verrà fatto approvare dalla Camera a settembre; nonostante le sue speranze per una rapida approvazione senatoriale Harry Flood Byrd insistette sulla necessità di una "piena ed attenta deliberazione" da parte della Commissione finanziaria.
Sarà pertanto dopo la successione di Johnson alla presidenza che si accetterà di ridurre il bilancio complessivo a meno 100 miliardi di dollari; Byrd lascerà infine cadere la propria opposizione aprendo così la strada alla Revenue Act of 1964. Controfirmato il 26 di febbraio l'Atto ridusse le aliquote d'imposta sul reddito in modo generalizzato di circa il 20%. Oltre ai tagli delle imposte sul reddito delle persone fisiche ebbe anche l'effetto di ridurre - seppur leggermente - le aliquote d'imposta sulle imprese introducendovi una detrazione minima standard.
Il movimento in direzione di un buon fine di questa iniziativa rimasta a lungo in una fase di sospensione facilitò gli sforzi per portare avanti la legislazione sui diritti civili.
Nel 1968 il presidente firmerà una seconda legge sulle tasse, la Revenue and Expenditure Control Act; fu il prodotto di mesi d'intensi negoziati e venne firmata a malincuore per pagare i costi di monitoraggio della guerra del Vietnam. Il disegno di legge comprese un mix di aumenti delle tasse affiancati da tagli alla spesa.
LaTruth in Lending Act del 1968 fu finalizzata a promuovere l'uso consapevole dei prestiti obbligando gli istituti di credito a dare informazioni sulle modalità di concessione dando inoltre ai consumatori il diritto di annullare alcune operazioni di credito che comportano un diritto di pegno sulle proprie abitazioni; la legge regola certe pratiche di carte di credito e fornisce un mezzo per la risoluzione equa e tempestiva delle controversie sulla fatturazione di credito.
Sono quasi arrivato alla sgradevole conclusione che il principale ostacolo del negro nella sua lotta per la Libertà non è il membro del Ku Klux Klan, ma il bianco moderato, il quale è ben più devoto all'"ordine" che alla Giustizia; il quale dice sempre: "Sono d'accordo con voi per quanto riguarda la meta che vi prefiggete, ma non posso essere d'accordo sui vostri metodi di azione diretta"... paternalisticamente convinto di poter fissare le scadenze per la libertà di un altro uomo

### Diritti civili
- Politiche sui diritti civili:
  - Civil Rights Act del 1964 che aboliva la segregazione razziale negli Stati Uniti d'America;
  - Voting Rights Act del 1965 che garantiva il diritto di voto ai cittadini statunitensi afroamericani;
  - Age Discrimination in Employment Act del 1967 che riguardava le discriminazioni sul posto di lavoro e nel sistema pensionistico;
  - Civil Rights Act del 1968 che proibisce la discriminazione nell'acquisto, affitto o richiesta di finanziamento per l'acquisto di un alloggio sulla base di differenze di razza, religione o paesi d'origine e tutela dalla discriminazione tutti coloro che lavorano a favore dei diritti civili.

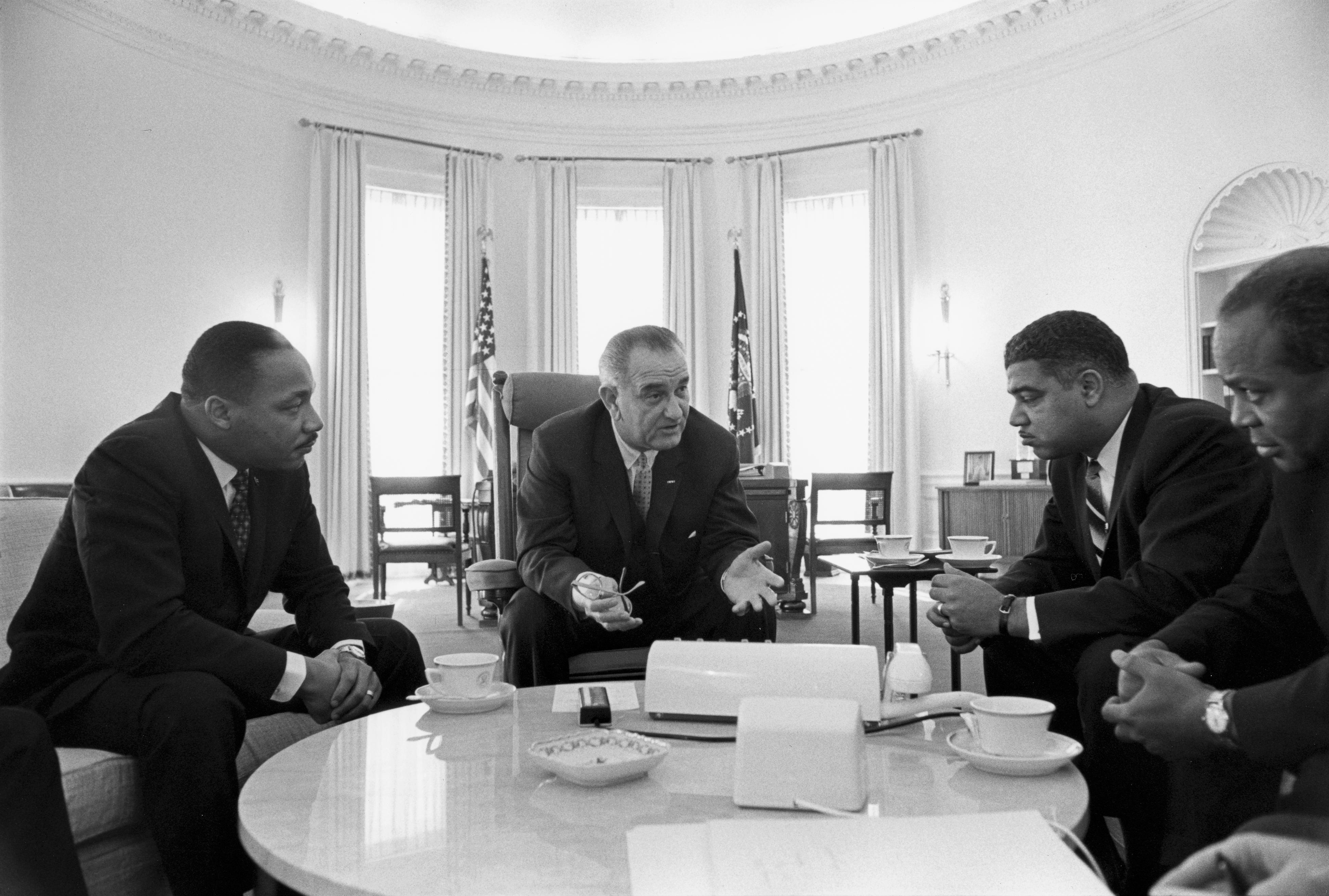
Il presidente a colloquio con Martin Luther King, Whitney Young e James Leonard Farmer Junior nello Studio ovale nel 1964.

#### Civil Rights Act 1964
Sebbene fosse un prodotto originario del profondo Sud nonché un protetto del senatore difensore della segregazione razziale Richard Brevard Russell Jr. Johnson si trovò a lungo personalmente in sintonia con il movimento per i diritti civili degli afroamericani (1954-1968), presentendo che era oramai giunto il momento di far approvare la prima importante legislazione sui diritti civili dai tempi dell'Era della Ricostruzione e della presidenza di Ulysses S. Grant.
Uno degli ultimi atti significativi della presidenza di John Fitzgerald Kennedy era stato quello di presentare all'attenzione dell'assemblea congressuale una proposta di legge sui diritti civili nel giugno del 1963 la quale verrà però accolta da una feroce opposizione; il disegno di legge era già stato approvato dalla Commissione Giustizia della Camera, ma si trovava ancora di fronte all'alto muro innalzatogli contro dall'"United States House Committee on Rules" oltre che nel Senato.

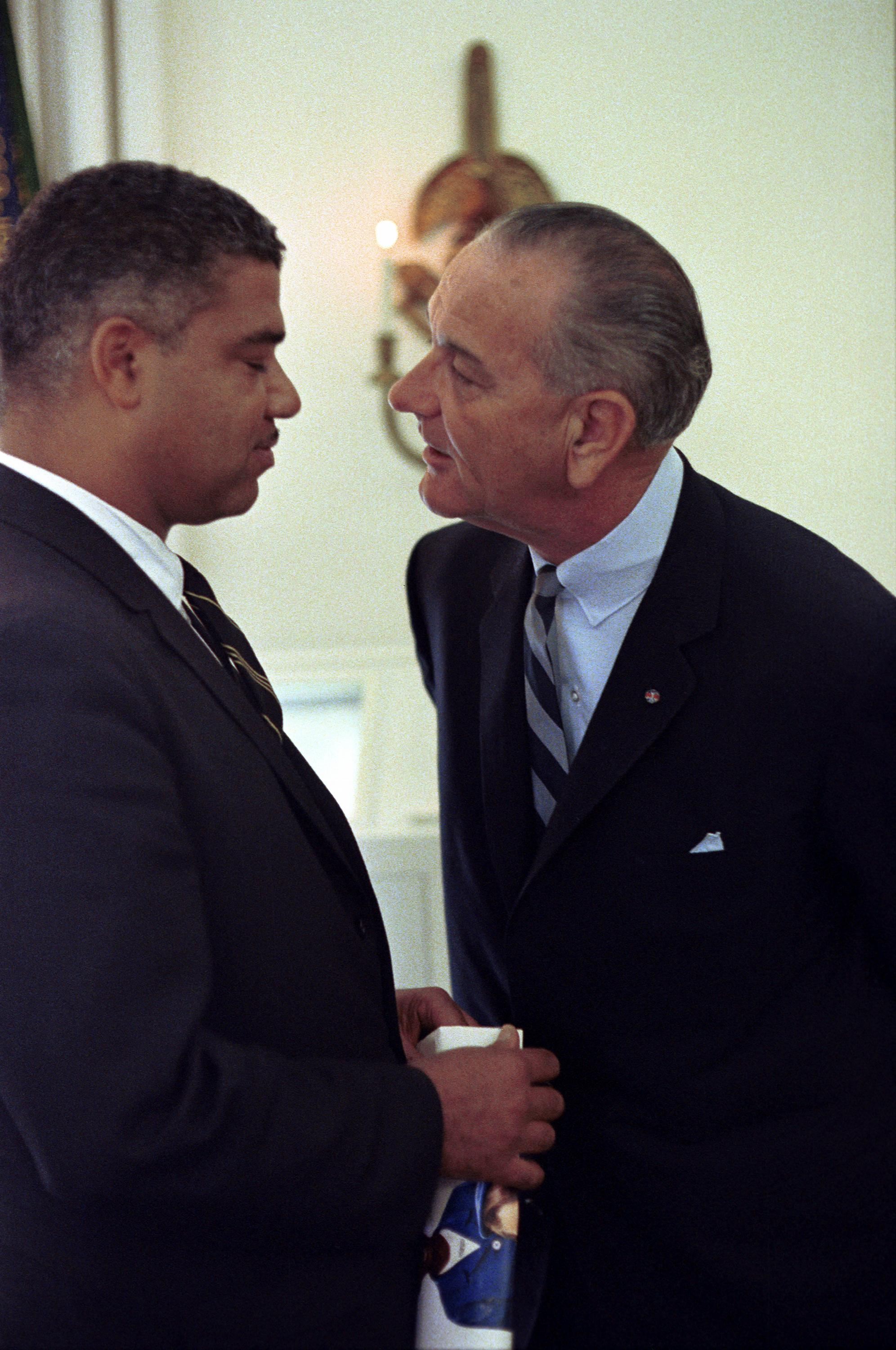
Un faccia a faccia ravvicinato tra Whitney Young e il presidente.

Lo storico Robert Allan Caro fa notare che la legge di Kennedy ha affrontato le stesse tattiche volte a farne ritardare in modo notevole anche la semplice discussione che avevano impedito il passaggio di una moderna legislazione sul tema durante le precedenti amministrazioni; i rappresentanti e senatori del Sud utilizzarono la procedura congressuale per evitare che si potesse mai arrivare al voto dell'aula.
Fin da quando era diventato presidente del "House Rules Committee" nel 1954 il deputato Democratico della Virginia Howard Worth Smith, schierato apertamente in opposizione nei riguardi dell'integrazione razziale, usò con successo il proprio potere per mantenere diverse iniziative per i diritti civili ben al di fuori di una qualsiasi possibilità di votazione parlamentare. Affinché la legge di Johnson potesse raggiungere l'aula della Camera per presentarsi al voto, il presidente avrebbe dovuto trovare un modo per aggirare completamente il controllo messo in atto da Smith.
In primo luogo aprì il suo Discorso sullo stato dell'Unione dell'8 gennaio del 1964 sfidando pubblicamente il Congresso: "questa sessione congressuale sarà conosciuta come la quella che ha fatto di più per i diritti civili rispetto alle ultime cento sessioni combinate insieme".
Lavorò poi per costruirsi il sostegno necessario tra i membri della Camera dei rappresentanti a favore di una petizione di adempimento - secondo il diritto parlamentare - per costringere a far entrare la proposta nel dibattito del parlamento; lui e suoi alleati lavorarono per convincere sia i Democratici che i Repubblicani non ancora impegnatisi in proposito ad appoggiare la petizione.
Di fronte alla crescente minaccia che sarebbero stati così aggirati la Commissione approvò il disegno di legge e lo spostò all'aula della Camera la quale lo voterà il 10 di febbraio con 290 favorevoli contro 110. Prima di questo passaggio però Smith proporrà un emendamento il quale aggiunse la protezione anche contro la discriminazione di genere al disegno di legge in un tentativo astuto di prevenirne il passaggio alla conta dei voti.
Tuttavia la manovra fallirà miseramente in quanto la Camera votò ancora per la sua approvazione; 152 Democratici e 136 Repubblicani si esprimeranno a favore, mentre la maggior parte dell'opposizione proveniva da 88 Democratici che rappresentavano gli Stati che si erano separati nel corso della guerra di secessione americana esattamente un secolo prima durante la presidenza di Abraham Lincoln dando vita agli Stati Confederati d'America.
Johnson ebbe la capacità di convincere Mike Mansfield, uno dei Capigruppo al Senato degli Stati Uniti d'America, a mettere direttamente in considerazione il disegno di legge della Camera da parte dell'intero Senato, scavalcando in tal modo l'"United States Senate Committee on the Judiciary" e il suo presidente segregazionista James Eastland.
Poiché la legislazione sulle tasse era già stata approvata e l'attivazione del blocco legislativo in un comitato parlamentare non era più fattibile i senatori contrari rimarranno con l'ostruzionismo come loro unico strumento rimanente. Il superamento di esso richiese l'aiuto di oltre 20 Repubblicani, che stavano diventando meno favorevoli a causa del fatto che il loro Partito era in procinto di nominare uno dei Candidati alla presidenza degli Stati Uniti d'America per il Partito Repubblicano (Barry Goldwater) che si opponeva apertamente al disegno di legge.
Mansfield assieme al senatore Hubert Humphrey condussero in gran parte lo sforzo per trasmettere il progetto al Senato ed uno dei loro compiti principali fu quello di convincere il leader delle minoranze senatoriali Everett Dirksen e altri membri del conservatorismo americano degli Stati Uniti d'America medio-occidentali a supportarlo.
Johnson e il conservatore Dirksen raggiunsero un compromesso in cui i poteri esecutivi della Commissione per le pari opportunità lavorative s'indebolirono, ma i gruppi per i diritti civili continueranno nonostante tutto a sostenere il disegno di legge per porre una volta per tutte fine al sistema segregazionista de jure. Dopo mesi di acceso dibattito il Senato concluderà con un voto di 71 contro 29 venendo così ad oltrepassare - seppur in strettissima misura - la soglia dei 67 necessari per rompere il fronte ostruzionista.

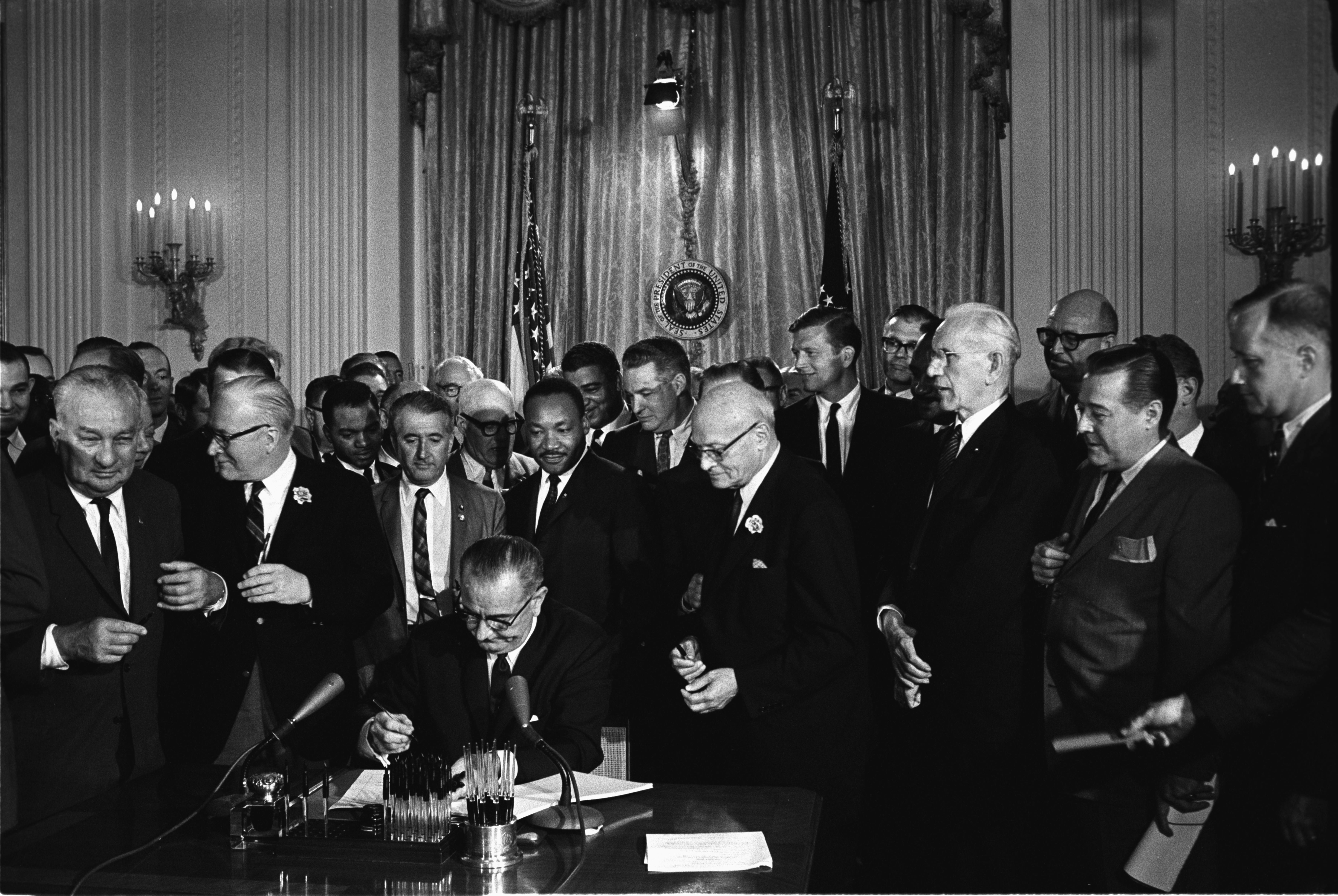
Il presidente firma la Civil Rights Act (1964). Alle sue spalle è visibile Martin Luther King.

Sebbene la maggior parte dell'opposizione provenisse dai Democratici Sudisti il candidato Repubblicano Goldwater ed altri 5 suoi compagni di Partito voteranno anch'essi contro. Infine il 19 di giugno il Senato approvò con 73 favorevoli contro 27 la proposta come "disegno di legge sostitutivo" e rapidamente passò attraverso il Congressional conference committee di Camera e Senato, che ne adottò la versione del Senato. La legge, nella versione di compromesso, fu approvata dalle due assemblee del Congresso per poi tornare immediatamente ad essere inviata al presidente. Johnson controfirmerà in legge la Civil Rights Act (1964) il 2 di luglio.
La "leggenda" narra che mentre stava posando la penna si confidò con un assistente dicendo: "in questo modo abbiamo perduto l'intero Sud per almeno una generazione", anticipando così teoricamente gli effetti del contraccolpo proveniente dai bianchi americani Sudisti i quali si rivolteranno assai presto contro il Partito Democratico in generale e contro il presidente in particolare.
Il presidente fu quindi ben consapevole che queste leggi, soprattutto quella sui diritti civili, avrebbero fatto perdere consensi al Sud. Dopo alcuni omicidi politici Johnson avrà l'occasione di attaccare pubblicamente il Ku Klux Klan definendolo come "una società di incappucciati fanatici". Nominerà poi Thurgood Marshall come primo giudice associato della Corte suprema degli Stati Uniti d'America di origini afroamericane.

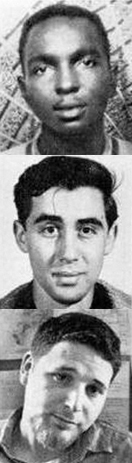
L'Assassinio degli attivisti per i diritti civili del Mississippi. Le tre vittime, dall'alto: James Earl Chaney, Andrew Goodman e Michael Schwerner.

I governi locali Sudisti, le stesse forze dell'ordine, il "White Citizens' Council" e il KKK si opporranno in ogni modo ricorrendo ad atti d'intimidazione, arresti, pestaggi, torture e finanche omicidi (vedi a proposito l'Assassinio degli attivisti per i diritti civili del Mississippi avvenuto nella notte tra il 21 e il 22 di giugno e immortalato nel film Mississippi Burning - Le radici dell'odio).
L'Atto proibì pertanto la segregazione razziale nell'ambito degli alloggi pubblici, vietò la discriminazione in campo lavorativo in base alla "razza" o al genere e rafforzò notevolmente il potere del governo federale di indagare sulla discriminazione razziale o di genere ovunque questa si fosse presentata, ma innanzitutto nell'occupazione. La disposizione verrà in seguito confermata dalla Corte suprema degli Stati Uniti d'America nella sentenza per il caso Heart of Atlanta Motel, Inc. contro United States.

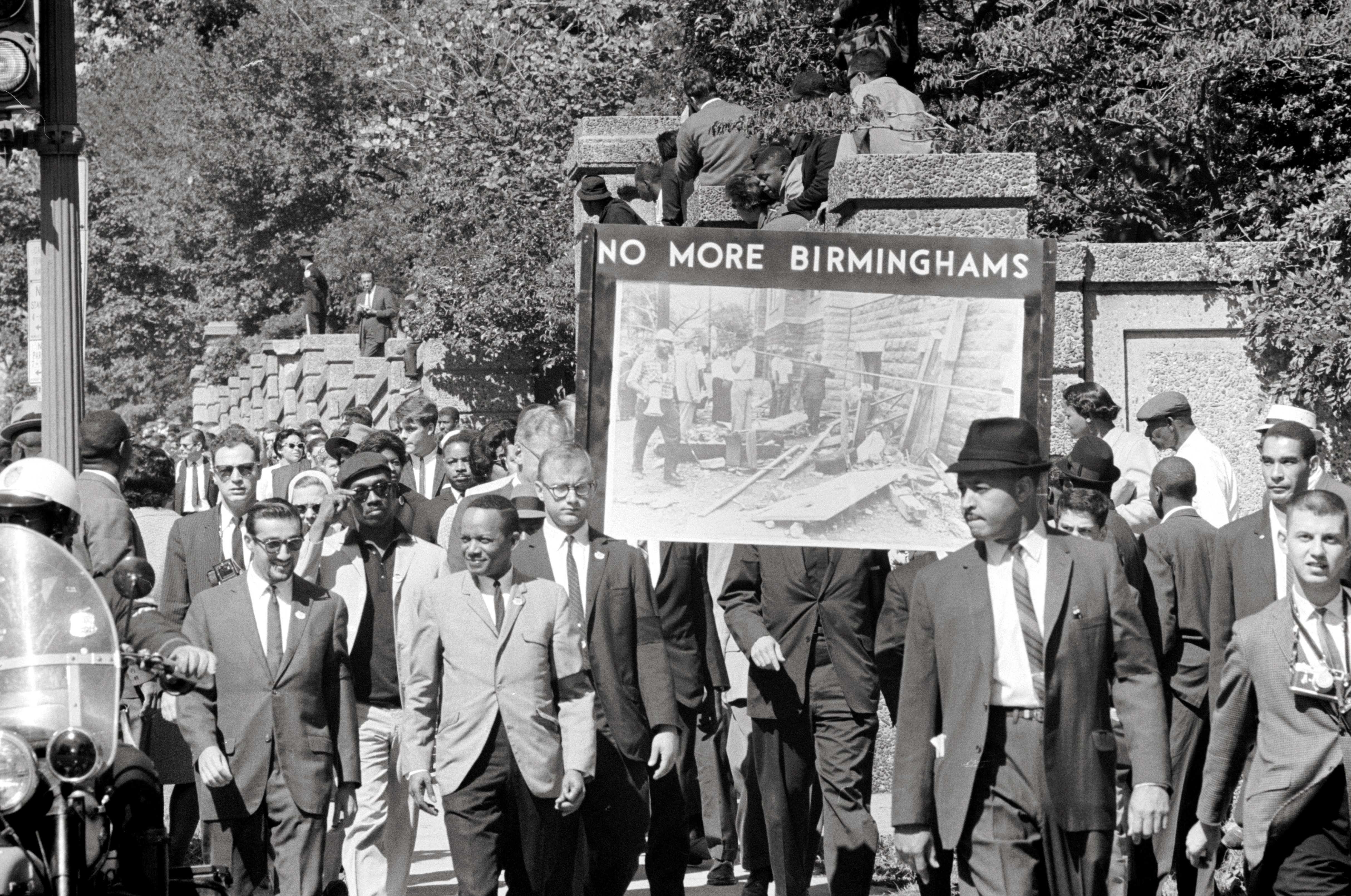
Il Congress of Racial Equality e membri della "All Souls Church" (Unitariani universalisti) marcia in memoria delle vittime dell'attentato alla chiesa battista della 16ª strada (4 ragazze appena adolescenti) il 22 settembre del 1963.

Il biografo Randall B. Woods ha sostenuto che Johnson ha usato efficacemente gli appelli rivolgendosi all'etica ebraico-cristiana per far ottenere un adeguato sostegno alla propria legge sui diritti civili; Woods scrive che il presidente ha minato l'ostruzionismo meridionale contro la proposta:
Cruciali per il passaggio della Civil Rights Act non si rivelarono in ogni caso solamente le manovre congressuali, ma anche la pressione sempre più crescente da parte dell'opinione pubblica la quale era stata alimentata da una campagna guidata dal dentista afroamericano Robert Bagner Hayling e da Martin Luther King a St. Augustine (Florida) - "la più antica città della nazione" - nella primavera ed estate del 1964.
I gravi incidenti occorsi in quell'occasione, tra cui l'arresto dello stesso King in un ristorante segregazionista, l'arresto di massa più grande della storia americana di rabbini i quali appoggiavano apertamente il movimento d King ed infine anche l'arresto della madre di 72 anni del governatore del Massachusetts; gli interventi energici a St. Augustine Beach, molti pestaggi brutali e il versamento di acido nella piscina di un motel quando un gruppo di bianchi e neri stava nuotando: tutto ciò sembrò sempre più chiaramente dimostrare al popolo americano la necessità di far approvare il prima possibile la legge.

#### Voting Rights Act
Dopo la fine dell'Era della Ricostruzione nel XIX secolo la maggior parte degli Stati Uniti meridionali aveva fatto emanare legislazioni volte a privare dei loro fondamentali diritti i cittadini afroamericani, finendo con l'emarginarli quasi del tutto dalla sfera politica la quale rimarrà praticabile solo per pochi eletti; il tutto senza dover in alcun modo violare il XV emendamento. Si era in tal maniera creata la base della segregazione razziale negli Stati Uniti d'America e delle stesse Leggi contro la mescolanza razziale negli Stati Uniti d'America.
Anche dopo la promulgazione della Civil Rights Act e con la ratifica del XXIV emendamento nel gennaio del 1964 il quale probiva la tassa di registrazione elettorale molte regioni del Solid South continuarono nella pratica effettiva a privare la libera partecipazione dei neri grazie a vari meccanismi come le "primarie bianche" e i "test di istruzione".
Poco dopo le elezioni presidenziali del 1964 il presidente istruì privatamente il Procuratore generale Nicholas Katzenbach a redigere "il più feroce e duro Atto di voto che puoi".; tuttavia in quel particolare momento non spingerà pubblicamente per far emanare una legge specifica. I più fidati consiglieri lo avvertiranno difatti dei grossi costi politici che poteva rischiare nel voler perseguire vigorosamente una legge sul diritto di voto solo poco dopo che l'assemblea congressuale aveva approvato la nuova legislazione sui diritti civili.
Johnson fu preoccupato per il fatto che la difesa dei diritti di voto avrebbe potuto mettere in pericolo anche tutte le altre scelte riformistiche associate al suo piano della "Grande società", facendo irrimediabilmente arrabbiare i Democratici Sudisti.
A partire dal Mississippi intanto avrà inizio una campagna di sensibilizzazione per la registrazione dei neri nelle liste elettorali guidata da Student Nonviolent Coordinating Committee, National Association for the Advancement of Colored People, Congress of Racial Equality e Southern Christian Leadership Conference; una vera e propria azione a livello federale a protezione del diritto di voto delle minoranze razziai. Organizzeranno numerose marce e manifestazioni in Alabama, che verranno violentemente aggredite dalla polizia e con il risultato di vedere centinaia di afroamericani incarcerati.

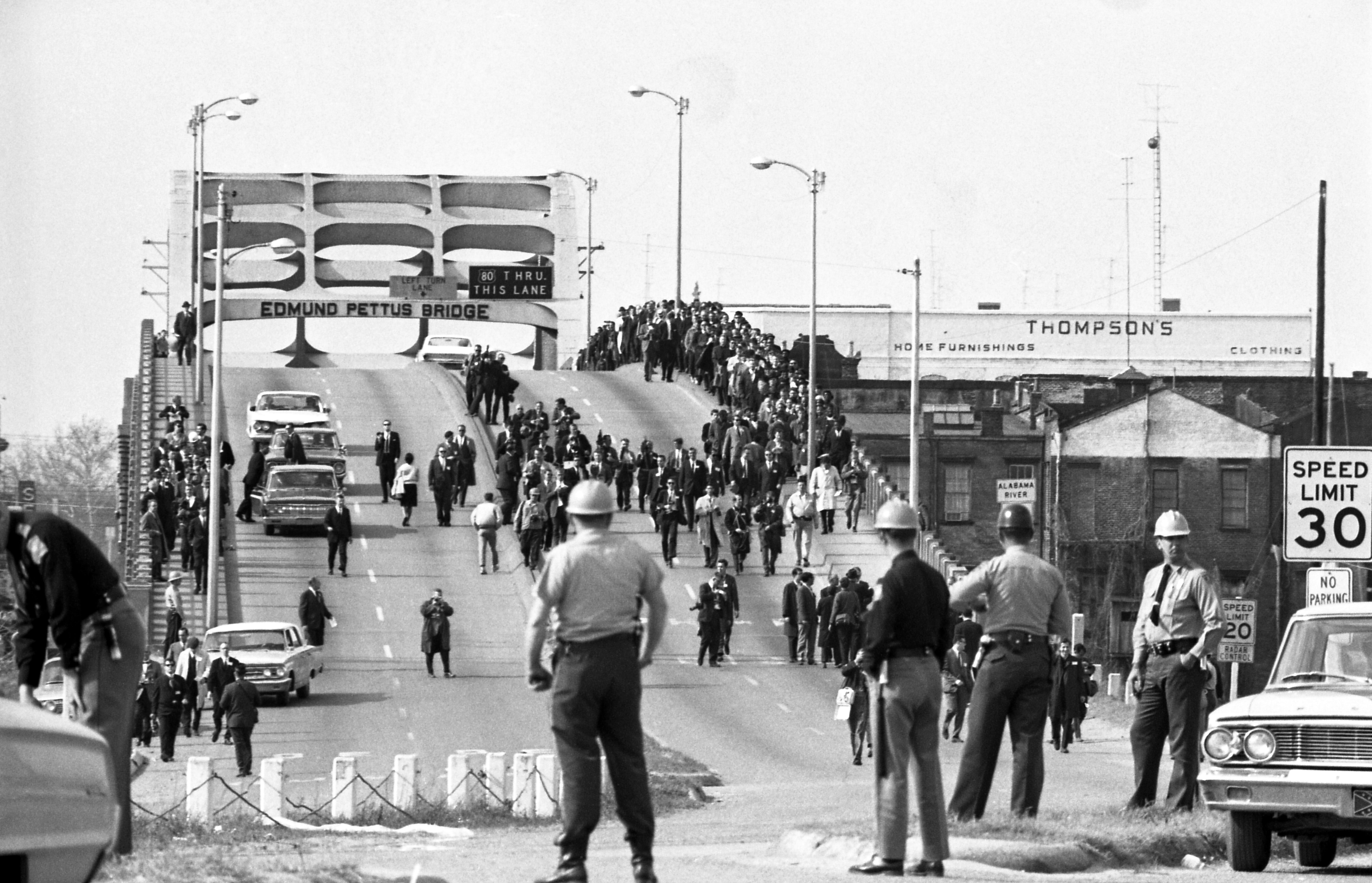
La polizia davanti all'Edmund Pettus Bridge.

Il 7 marzo del 1965 avranno inizio le Marce da Selma a Montgomery in cui i residenti di Selma (Alabama) procedettero in direzione della capitale statale Montgomery (Alabama) con l'intento di evidenziare le questioni relative ai diritti di voto rimaste scoperte e presentare al governatore dell'Alabama George Wallace le proprie rimostranze. Nel corso della prima marcia i manifestanti saranno bloccati dalla polizia statale e delle forze di ordine pubblico della contea a cavallo all'altezza dell'Edmund Pettus Bridge alla periferia di Selma.
I "tutori della legge" si metteranno a sparare gas lacrimogeni tra la folla assiepata di donne, bambini, anziani, attivisti del Nord e rabbini e calpestando i manifestanti.; un largo spiegamento di forze attaccherà infine i dimostranti provocando diversi feriti e un morto. Il filmato televisivo della scena, che diverrà presto noto come "Bloody Sunday", susciterà un'ondata di indignazione e riprovazione in tutto il paese. Le marce pacifiche degli attivisti per i diritti civili però proseguirono almeno al 16 di marzo.

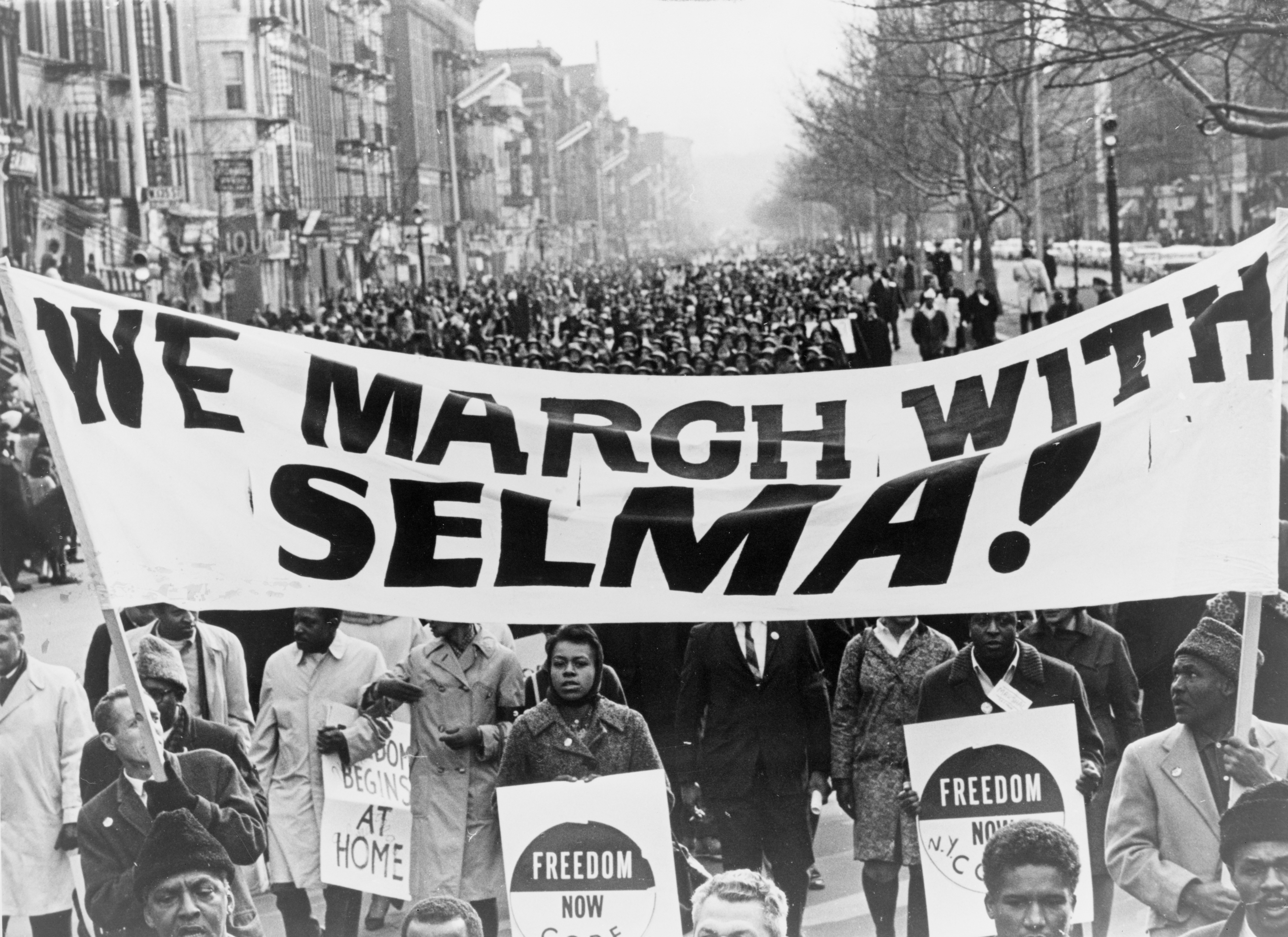
Manifestazione di solidarietà ad Harlem con le Marce da Selma a Montgomery (15 marzo del 1965).

In risposta alla crescente pressione politica impressa nei suoi confronti il presidente deciderà d'inviare immediatamente le legislazione sui diritti di voto al Congresso e di parlare al popolo americano in un discorso televisivo a reti unificate prima ancora dell'apertura della sessione congiunta dell'assemblea. Il testo di Johnson, scritto dal consulente ebreo americano Richard Narabof Goodwin si rivelerà in seguito, come osservato dal corrispondente della rivista TIME "talmente sorprendente, così commovente che ben pochi di coloro che l'hanno visto o ascoltato lo dimenticheranno mai più". Iniziò in tali termini:

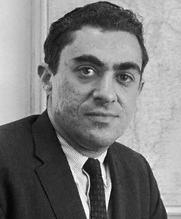
Richard Narabof Goodwin, consulente ebreo americano del presidente e colui che scrisse uno dei più importanti discorsi di Johnson a favore del movimento per i diritti civili degli afroamericani (1954-1968).

La questione della parità di diritti per i negri americani è un problema del genere. E se dovessimo sconfiggere tutti i nemici e raddoppiare le nostre ricchezze e conquistare le stelle, ed essere ancora ineguali rispetto a questo problema, avremo fallito come popolo e come nazione. Perché, con un paese come con una persona, "che profitto ha un uomo se guadagna il mondo intero e perde la propria anima?"»
La Voting Rights Act (legge sul voto) sarà introdotta al dibattito e approderà al Congresso il 17 di marzo. Il Senato approverà il disegno di legge due mesi e mezzo dopo con un voto di 77 contro 19, mentre la Camera lo accoglierà a luglio con 333 favorevoli e 85 contrari. Questa storica legislazione, che il presidente controfirmerà il 6 di agosto (esattamente un secolo dopo il termine della guerra di secessione americana e della presidenza di Abraham Lincoln), proibirà la discriminazione in campo elettorale consentendo in tal maniera a milioni di neri del Sud di esprimere le proprie preferenze politiche per la prima volta nella loro vita.
Essa vieterà categoricamente agli Stati federati degli Stati Uniti d'America le pratiche e le procedure di inquinamento del diritto di voto e specificamente bandirà i test di alfabetizzazione come prerequisito necessario per la registrazione nelle liste elettorali, uno dei metodi principali introdotti negli Stati del Sud per impedire il voto agli afroamericani.
In conformità con l'Atto diversi Stati, per la precisione 7 degli 11 ex Stati Confederati d'America (l'Alabama, la Carolina del Sud, la Carolina del Nord, la Georgia, la Louisiana, il Mississippi e la Virginia) verranno sottoposti alla procedura di autorizzazione preliminare entro quello stesso 1965; mentre il Texas, sede della maggior parte della popolazione afroamericana all'epoca, lo sarà dieci anni più tardi. I risultati si dimostreranno essere assai significativi: tra il 1968 e il 1980 il numero degli elettori neri in quegli Stati e degli eletti negli uffici federali del Sud quasi raddoppiò.

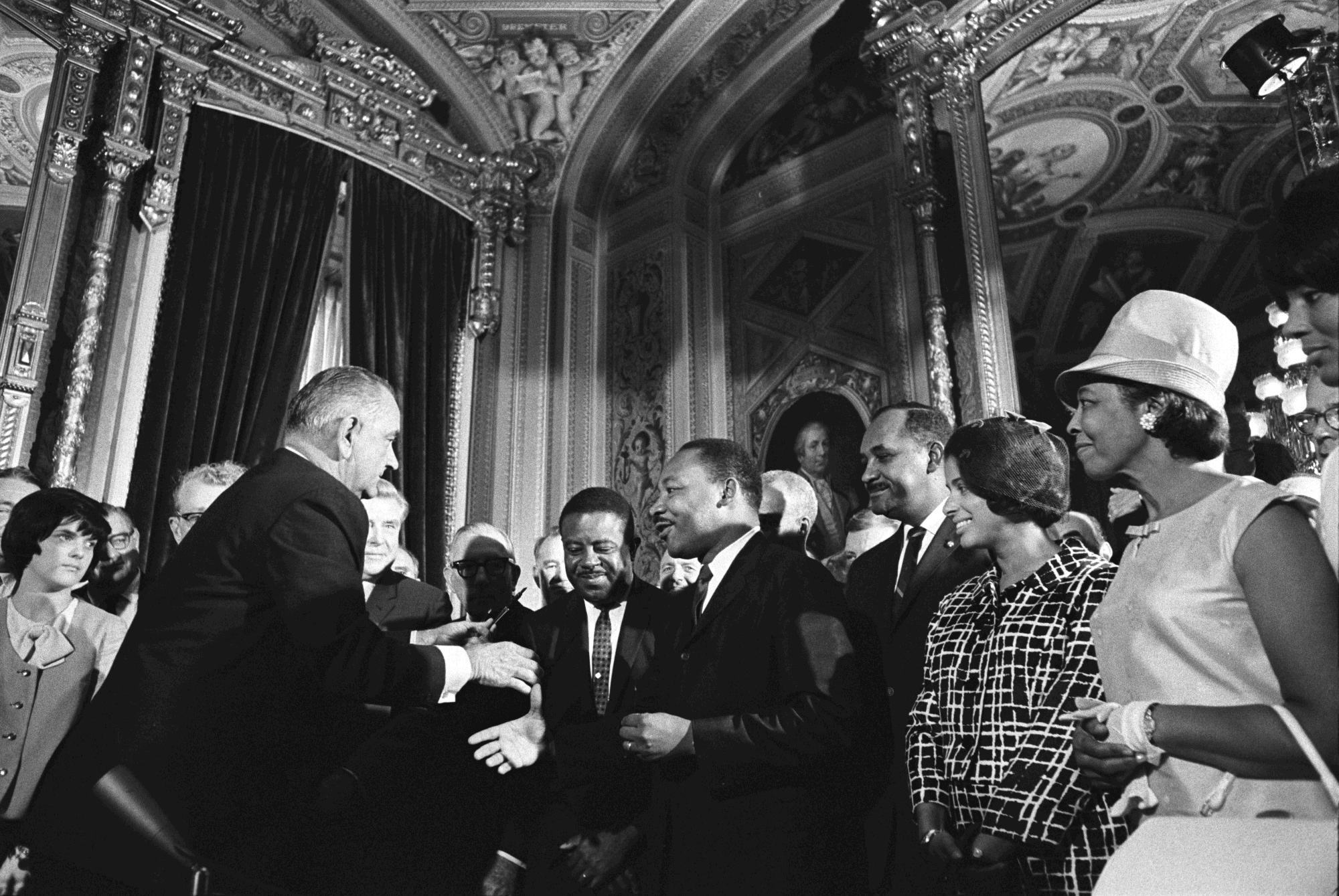
Il presidente, Martin Luther King Jr. e Rosa Parks alla firma della Voting Rights Act il 6 agosto del 1965.

L'Atto ha fatto anche una grande differenza per quanto riguarda il numero di funzionari neri eletti a livello nazionale; a partire dal 1965, con poche centinaia di titolari di uffici, il numero di afroamericani in servizio si è accresciuto fino a toccare quota 6.000 nel 1989. Ma forse il dato risultante più impressionante di tutte fu, tra il 1964 e il 1967, il tasso di registrazione degli elettori neri del Mississippi il quale passò dal 6,7 al 59,8%.

Intanto alla fine di marzo di quello stesso anno, a seguito dell'omicidio perpetrato contro l'attività per i diritti civili di Viola Liuzzo, il presidente andrà in televisione per annunziare l'arresto di 4 appartenenti del Ku Klux Klan implicati nella sua morte; sfrutterà l'occasione anche per denunciare con rabbia e decisione il Klan come "un'organizzazione d'incappucciati fanatici e criminali" avvertendoli di "ritornare all'interno della società liberale prima che sia troppo tardi".
Ordinerà inoltre all'FBI di attivare un'indagine sulle attività del Klan e, quando gli uomini accusati dell'assassinio di Luzzo saranno rimessi in libertà da un Grand jury composto di soli bianchi, Johnson richiederà al Dipartimento di Giustizia di utilizzare la Civil Rights Act per poter presentare delle accuse circostanziate contro di loro. Una giuria federale riuscirà infine a condannare 3 dei responsabili del delitto a 10 anni di carcere: in tal modo egli divenne il primo presidente in oltre 90 anni, dalla presidenza di Ulysses S. Grant, a perseguire penalmente i membri del Klan.
Johnson parlerà anche d'ingiustizia razziale e disparità economiche tra neri e bianchi nel corso di un discorso pronunziato il 4 di giugno alla Howard University. Conosciuto come To Fulfill These Rights esso contenne alcune delle frasi più progressiste nei riguardi della questione razziale mai espresse da un presidente americano in carica. Dichiarò che "la libertà", il diritto di condividere pienamente e equamente le risorse della società americana, "non è ancora del tutto sufficiente"; continuando: "non basta aprire le porte dell'opportunità, tutti i nostri cittadini devono avere la capacità di attraversare quei cancelli".
Ha quindi articolato quella che considerava la prossima fase della battaglia per i diritti civili, affermando: "cerchiamo non solo la libertà ma l'opportunità. Cerchiamo non solo l'equità legale ma anche la capacità umana, non solo l'uguaglianza sociale come diritto e teoria ma innanzitutto l'uguaglianza come un fatto e l'uguaglianza come un risultato!".

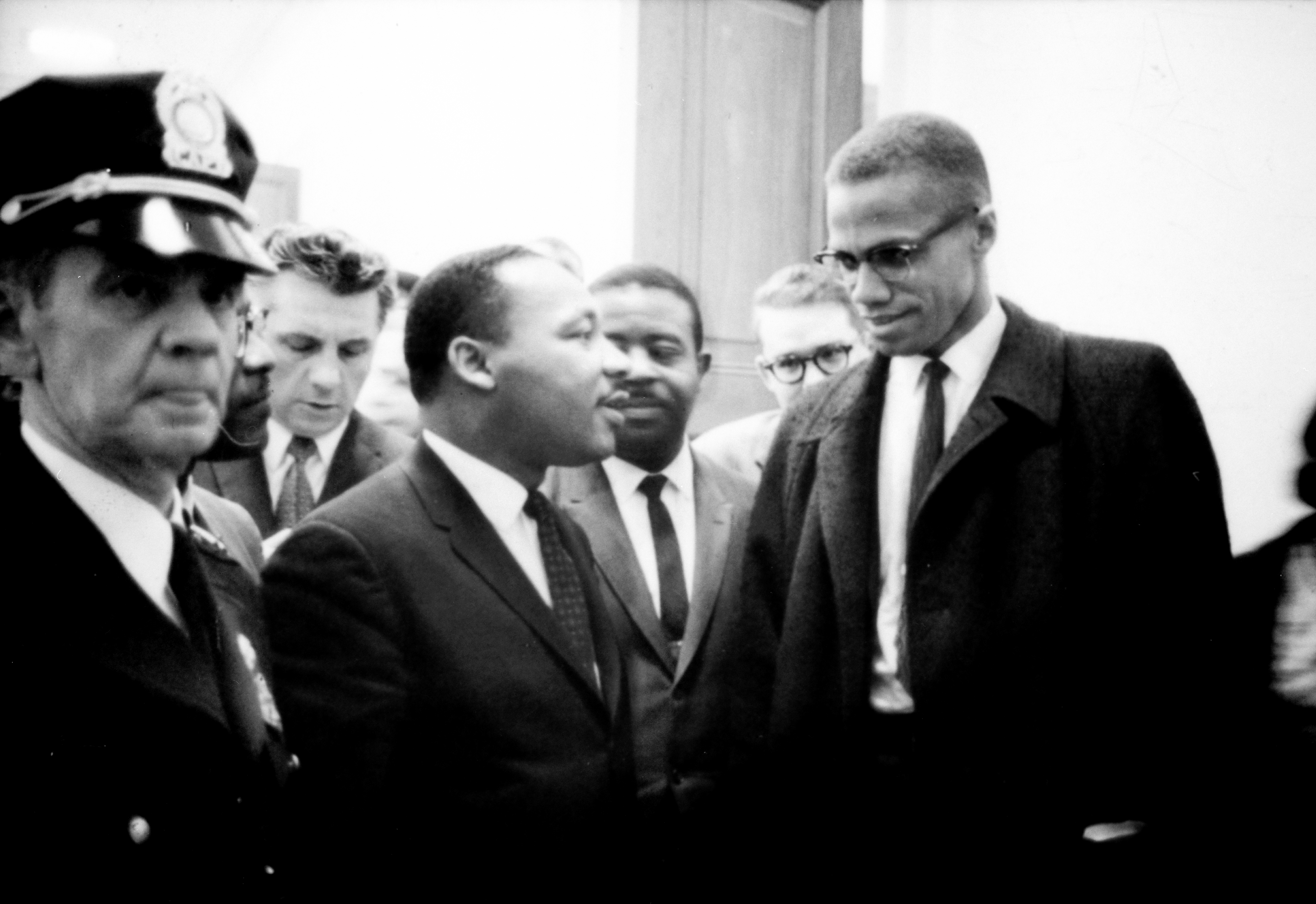
Martin Luther King Jr. assieme a Malcolm X prima di una conferenza il 26 marzo del 1964.

Dovrà però successivamente affrontare le proteste nelle periferie, sia da parte di estremisti neri che volevano una politica più radicale (Pantere Nere e Black Power), questo soprattutto dopo l'omicidio ad opera di militanti segregazionisti di Malcolm X ("The Violent End of the Man Called Malcolm", foto scattate pochi istanti dopo che sono stati sparati i colpi fatali, con uno degli attivisti - Yuri Kochiyama - che sostiene la testa di X morente) avvenuto il 5 marzo del 1965, sia da parte dei razzisti bianchi che non accettavano le nuove leggi e la mescolanza razziale che secondo loro ne sarebbe derivata.
Johnson fu costretto ad inviare i reparti speciali per sedare le rivolte ma anche per proteggere la popolazione di colore dalle rappresaglie negli Stati del Sud. Successivamente si giungerà all'attuazione di numerose altre leggi, come il Civil Rights Act del 1968; vennero quindi completamente proibite le discriminazioni razziali sulla scelta dei candidati ai posti di lavoro, nelle scuole e negli affitti delle case ed in qualunque altro luogo, incrementando anche in maniera notevole la presenza dei neri nella politica.

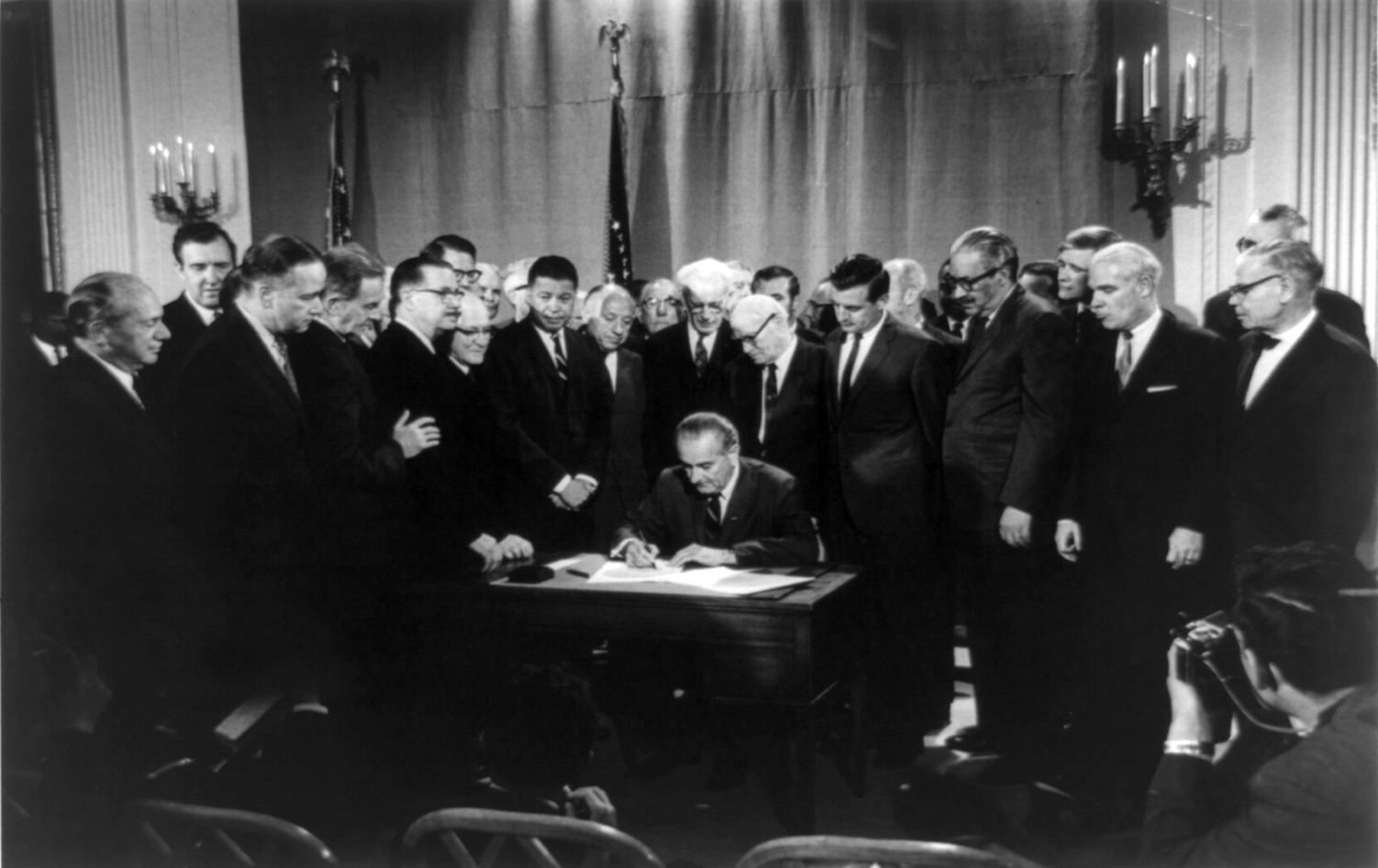
Firma ufficiale della Civil Rights Act (1968).

#### Civil Rights Act 1968
Johnson si aspettava di perdere seggi nelle elezioni di medio termine del 1966 e scelse pertanto di portare avanti una legge sulla discriminazione abitativa come suo ultimo obiettivo principale dell'89º Congresso. Nell'aprile del 1966 presenterà una proposta di legge che vietava ai proprietari d'immobili di rifiutarsi di stipulare accordi e contratti su base razziale; il disegno di legge raccoglierà inizialmente l'opposizione di molti tra coloro che avevano già sostenuto le ultime due importanti leggi sui diritti civili.
Sebbene una versione del progetto fosse passata all'Assemblea non riuscì ad ottenere l'approvazione del Senato, segnando la prima grande sconfitta legislativa di Johnson. La legge acquisirà però nuovo slancio dopo l'assassinio di Martin Luther King avvenuto il 4 aprile del 1968 e a seguito dei disordini e delle sommosse esplose in tutto il paese dopo sua la morte.

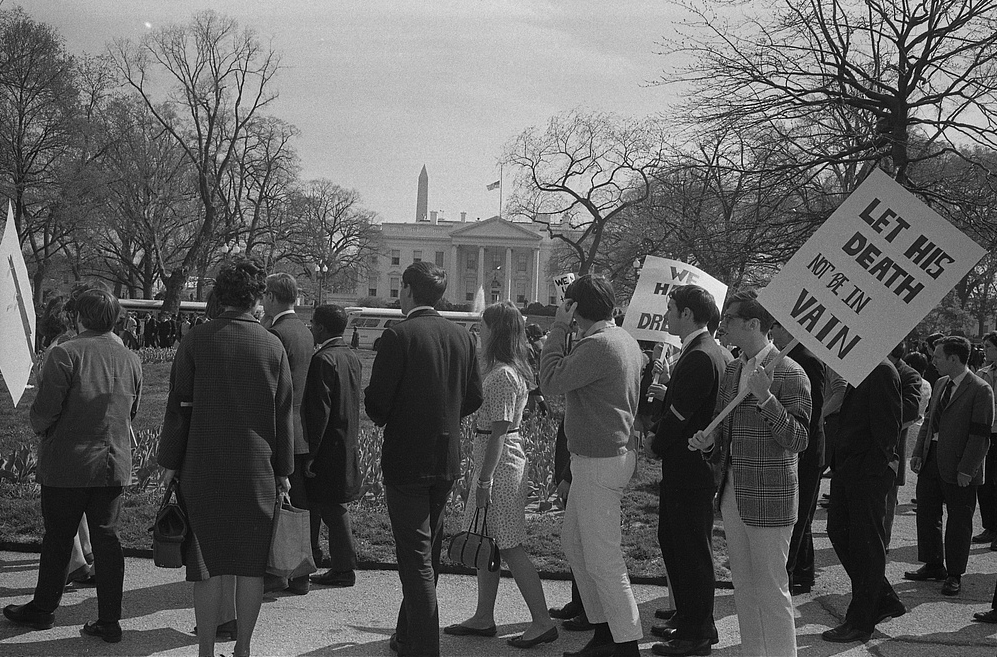
Dimostrazione davanti alla Casa Bianca dopo l'assassinio di Martin Luther King.

Già il 5 di aprile il presidente scriverà una lettera alla Camera dei Rappresentanti sollecitando il passaggio della Civil Rights Act (1968). Con la nuova e urgente attenzione posta dal dirigente Joseph Anthony Califano Jr. e del Presidente della Camera nonché portavoce del Partito Democratico John William McCormack il disegno di legge sarà approvato dall'Assemblea con un ampio margine il 10 di aprile.
La Fair Housing Act, una componente della proposta, bandiva la discriminazione abitativa e consentiva a molti afroamericani di potersi finalmente trasferire liberamente nelle periferie.

### Lotta alla povertà
A seguito della promulgazione della Revenue Act of 1964 e mentre la Civil Rights Act (1964) si trovava ancora in discussione al Senato, Johnson cercò di rafforzare ulteriormente il proprio primato legislativo in vista delle elezioni presidenziali del 1964. Mentre i due precedenti provvedimenti erano stati una delle priorità della presidenza di John Fitzgerald Kennedy egli sceglierà di concentrarsi sulla "lotta alla povertà", basandosi innanzitutto sui consigli dell'economista Walter Heller..

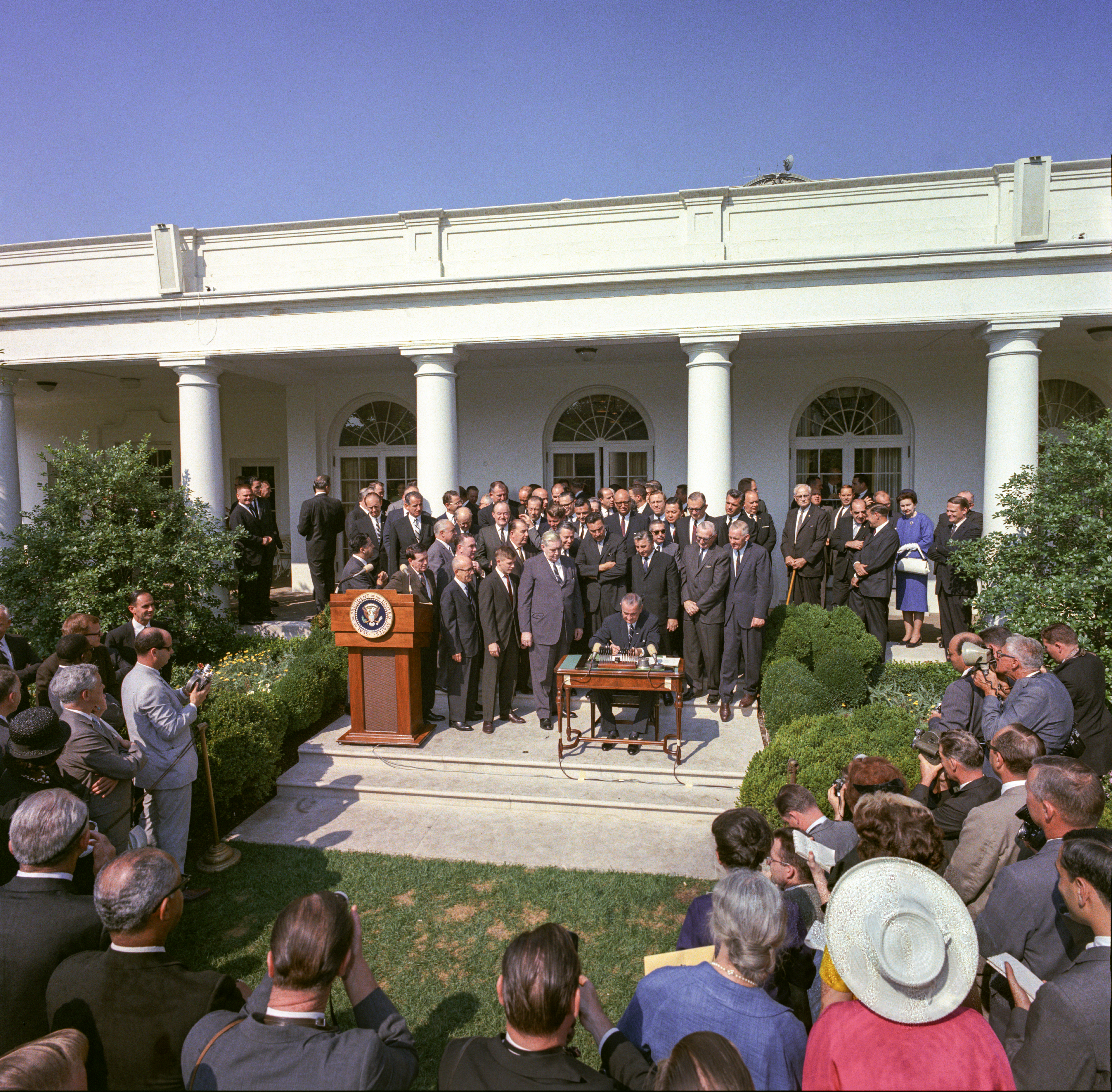
Firma ufficiale della Economic Opportunity Act il 20 agosto del 1964.

Nell'aprile del 1964 proporrà la Economic Opportunity Act la quale avrebbe portato alla creazione di un "Office of Economic Opportunity" per sovraintendere le agenzie locali e regionali ("Community Action Agencies"), organizzazioni non governative incaricate di distribuire aiuti a tutti coloro che si trovassero in condizioni d'indigenza.
L'Atto avrebbe inoltre istituito il "Job Corps", un programma di formazione professionale e la grande associazione di volontariato AmeriCorps VISTA, una versione interna dei Peace Corps; assicurerà lavoro ed educazione alle fasce in difficoltà fornendo assistenza ai bambini e garantendo il lavoro agli studenti universitari per pagarsi il college oltre ad agevolazioni alle piccole imprese.
Johnson sarà in grado di assicurarsi il sostegno di un numero sufficiente di Democratici conservatori consentendogli in tal maniera di far approvare la proposta di legge, che firmerà il 20 di agosto. Sargent Shriver, un cognato di John Fitzgerald Kennedy e di Robert Kennedy, diventerà il primo capo esecutivo dell'"Office of Economic Opportunity".

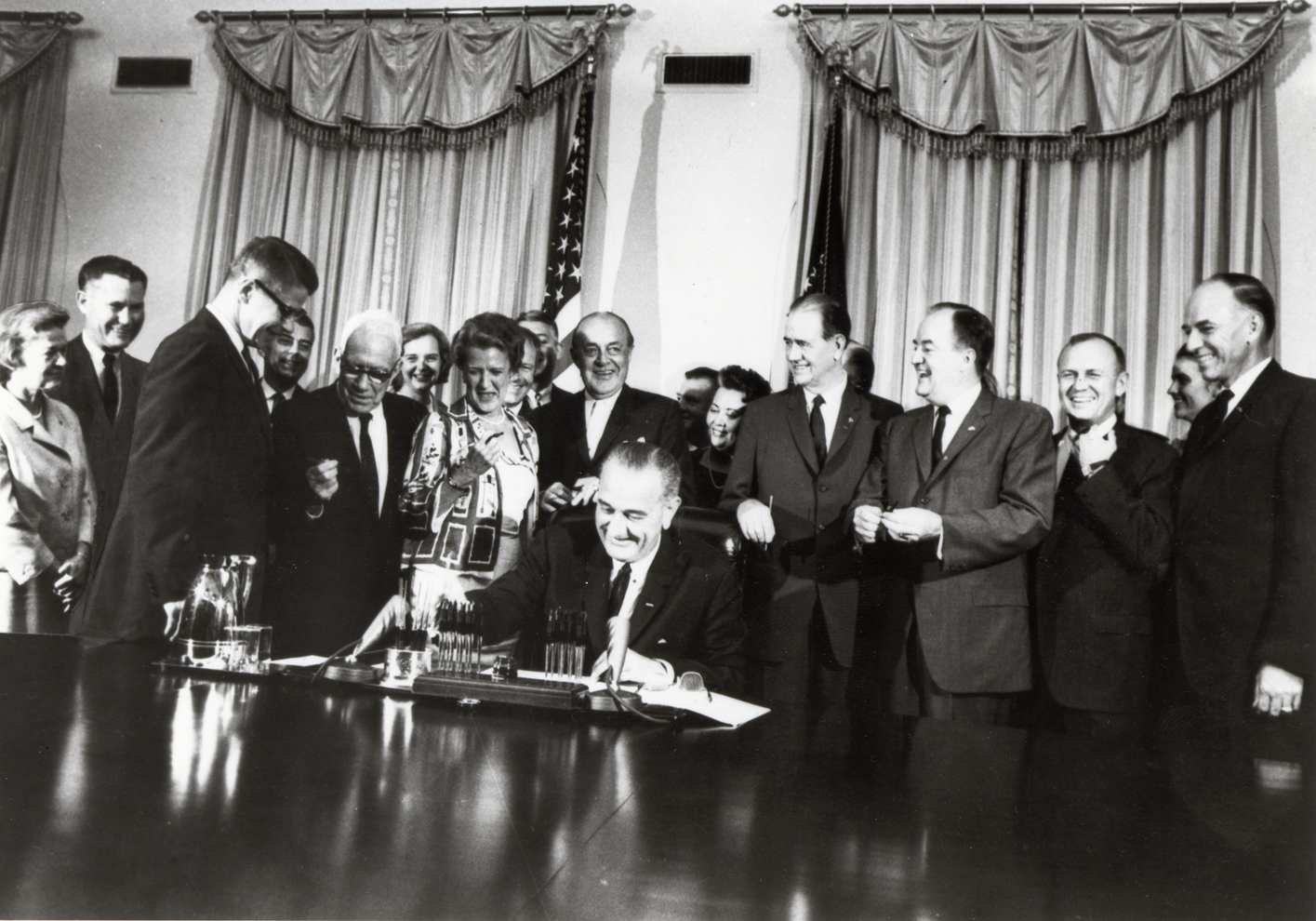
Firma ufficiale della Food Stamp Act of 1964, parte del "Supplemental Nutrition Assistance Program".

Il presidente invitò anche il Congresso a rendere permanenti i programmi pilota di buoni alimentari già avviati nel 1961. Dopo molti scambi di favori politici (il Logrolling) l'assemblea approverà la Food Stamp Act of 1964 riguardante l'assistenza alimentare la quale giungerà a stanziare 75 milioni di dollari a favore di 350.000 persone in stato di necessità. Johnson saluterà i buoni alimentari come "un passo realistico e responsabile verso l'uso più pieno e maggiormente saggio dell'abbondanza agricola".
Nell'agosto del 1965 sarà approvata la Housing and Urban Development Act. Tale legislazione, definita come "l'unica svolta più importante" nella politica federale degli alloggi a partire dagli anni 1920, ampliò in una misura notevole i finanziamenti per i programmi di edilizia abitativa federale esistente aggiungendovi nuovi programmi per fornire sussidi per l'affitto ad anziani e disabili e per la riqualificazione degli alloggi dei proprietari di case poveri; disposizioni di agevolazione per i veterani nell'ottenere tassi molto bassi nella concessione di mutui e rateizzazioni.

Logo del Dipartimento della Casa e dello Sviluppo Urbano degli Stati Uniti d'America.

Inoltre una nuova Authority per i gruppi familiari ammissibili a beneficiare dell'edilizia popolare da collocare in abitazioni private vuote (insieme a sussidi per i proprietari) ed infine sovvenzioni concertate ai centri urbani locali per la costruzione di reti idriche e fognarie, la costruzione di centri comunitari in aree a basso reddito e abbellimenti urbani.
Quattro settimane dopo, il 9 di settembre, il presidente firmerà la legge che istituiva il Dipartimento della Casa e dello Sviluppo Urbano degli Stati Uniti d'America.
Johnson compirà un ulteriore passo avanti nella sua War on poverty attraverso uno sforzo di rinnovamento urbano, presentando al Congresso nel gennaio del 1966 il "Demonstration Cities Program"; per essere ammessa ai sovvenzionamenti una città avrebbe dovuto dimostrare di essere pronta ad "arrestare la rovina e il degrado e avere un impatto sostanziale sullo sviluppo della sua intera cintura urbana". Il presidente farà richiesta di un investimento pari a 400 milioni annui per un totale di 2,4 miliardi.

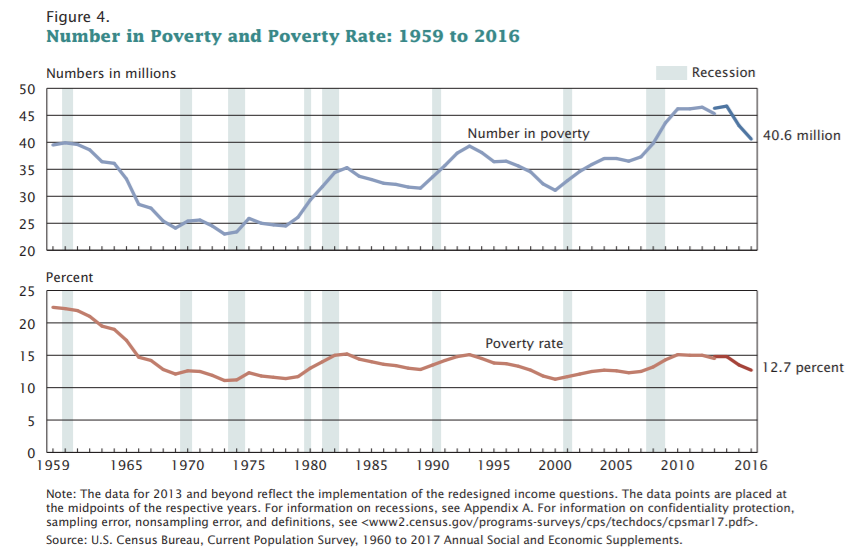
Tasso di povertà in numeri assoluti e in percentuale dal 1959 al 2011.

Nell'autunno del 1966 il Congresso farà approvare un programma sostanzialmente ridotto per un costo totale di 900 milioni, che Johnson chiamerà in seguito "Model Cities Program"; ma anche cambiando la denominazione si avrà uno scarso effetto nella sostanza dei fatti. The New York Times avrà a scrivere 22 anni più tardi che questo programma risulterà però essere nella maggior parte dei casi un completo fallimento.

### Finanziamento federale per l'istruzione
Johnson, la cui ricetta per uscire dalla povertà era rappresentata da un rafforzamento dell'istruzione pubblica, credette con fervore che l'educazione potesse essere una cura per l'ignoranza e l'indigenza oltre che una componente essenziale del grande "sogno americano"; questo in special modo per le minoranze etniche che soffrivano di strutture povere e di budget ristretti coperti solamente dalle tassazioni locali.
Per tutto il corso degli anni 1960 i finanziamenti per l'istruzione erano particolarmente stringenti a causa delle sfide demografiche poste dalla generazione "Baby boomer", ma il Congresso ne aveva ripetutamente respinto l'aumento per le istituzioni scolastiche pubbliche. Il presidente farà dell'istruzione una delle massime priorità dell'agenda programmatica per la "Grande società", con l'accento posto sull'aiuto ai bambini poveri.

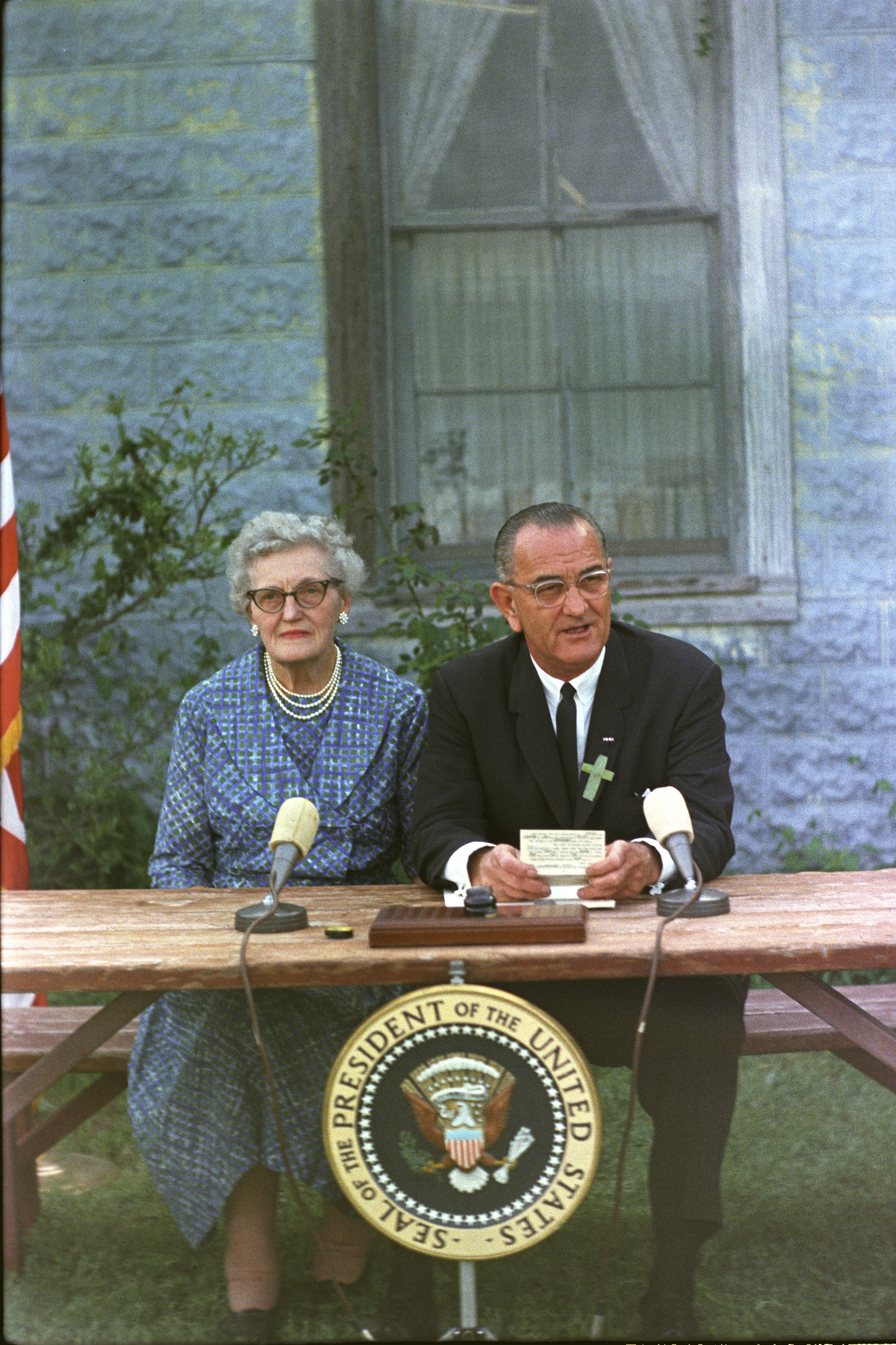
Il presidente alla cerimonia della firma dell'Elementary and Secondary Education Act con la sua insegnante d'infanzia, la signora Kate Deadrich Loney.

Dopo il forte successo ottenuto alle elezioni presidenziali del 1964 vi fu l'arrivo di molti volti nuovi più vicini alla sensibilità del liberalismo sociale; LBJ avvierà quindi un impegno legislativo che prenderà il nome di Elementary and Secondary Education Act; il progetto mirò a raddoppiare la spesa federale per l'istruzione portandola da 4 a 8 miliardi di dollari.
Con una notevole pubblicizzazione da parte della Casa Bianca questo passerà alla Camera dei rappresentanti con un voto di 263 contro 153 il 26 marzo e poi - senza aver introdotto alcuna modifica sostanziale - anche al Senato con 73 favorevoli contro 8; non dovrà neppure attraversare il vaglio del consueto Comitato preliminare. Questo si rivelerà un risultato presidenziale storico, con la nuova banconota da un miliardo di dollari introdotta appena 87 giorni prima.
Per la prima volta una grande quantità di denaro federale si dirigerà in direzione delle scuole pubbliche; in un campo eminentemente pratico significherà aiutare tutti i distretti scolastici pubblici, con una maggiore quantità di denaro destinato proprio a quei distretti che avevano una grande percentuale di studenti provenienti da famiglie indigenti o comunque in situazioni precarie di difficoltà economica.
Rappresentò la più ampia legislazione federale in materia che fosse mai stata approvata prima; stabilirà la parità di accesso all'istruzione e mirerà a ridurre il divario di risultati tra gli studenti, fornendo ad ogni bambino eque e pari opportunità di ottenere una formazione di alto livello concedendo fondi per lo sviluppo, per materiali didattici e per la promozione del coinvolgimento dei genitori e delle famiglie.
Johnson fu in grado di approvare il disegno di legge grazie ad alcuni motivi fondamentali: la Civil Rights Act (1964) aveva difatti reso la segregazione razziale scolastica relativamente come un non-problema; un approccio tutto "centrato sull'alunno" il quale riuscirà a neutralizzare la questione divisiva del finanziamento delle scuole private ad indirizzo religioso ed infine le grandi maggioranze democratiche che contribuiranno a diluire l'influenza di molti repubblicani che tendevano a detestare i sindacati degli insegnanti.
Il secondo importante programma sarà la Higher Education Act del 1965, che si concentrerà essenzialmente sui contributi da dare agli studenti a basso reddito, tra cui nuove borse di studio, fondi rivolti all'istruzione professionale e agevolazioni tramite prestiti governativi a basso interesse; essa aumentò i fondi concessi alle università e costituì il "Corpo Nazionale Insegnanti".

Lady Bird Johnson in visita ad una scuola per l'infanzia associata al programma Head Start nel 1966.

I tassi di laurea universitari cresceranno in maniera significativa dopo il passaggio dell'Atto, con una percentuale triplicata dal 1964 al 2013. Nel 1965 infine il presidente firmerà anche una terza importante legge inerente all'educazione, stabilendo il programma Head Start per fornire sussidi per la scuola dell'infanzia, asili nido e scuole materne.

### Iniziative culturali
Il presidente creerà e darà un ruolo del tutto nuovo al governo federale per quanto concerne la diffusione delle arti, la promozione delle scienze umane e il sostegno al sistema audiovisivo pubblico. Attraverso la National Foundation on the Arts and the Humanities Act del 1965 l'amministrazione istituirà le agenzie del National Endowment for the Humanities e del National Endowment for the Arts nell'intento dichiarato di supportare umanisti e artisti, proprio come la presidenza di Franklin Delano Roosevelt aveva già tentato di fare attraverso la Works Progress Administration. Un ente dedicato attraverso programmi statali al sostegno della ricerca scientifica, dell'educazione e della conservazione e sviluppo delle discipline umanistiche.
Nel 1967 Johnson firmerà la Public Broadcasting Act per la produzione di programmi televisivi educativi; essa riformerà il sistema televisivo statunitense ed istituirà la Corporation for Public Broadcasting (CPB), il Public Broadcasting Service (PBS) e il National Public Radio (NPR). La nuova legge incoraggiò ed agevolò la diversità, l'espansione e lo sviluppo di trasmissioni non commerciali concedendo fondi per aiutare le stazioni locali nella creazione di programmi innovativi, aumentando in tal modo il servizio di radiodiffusione pubblica di interesse collettivo in tutto il paese.
Il governo della presidenza di Dwight Eisenhower aveva riservato da parte sua frequenze radio per scopi educativi e senza alcuno scopo di lucro durante gli anni 1950 e l'agenzia indipendente Federal Communications Commission nel corso della presidenza di John Fitzgerald Kennedy aveva fatto assegnare le prime sovvenzioni federali alle emittenti televisive educative.
Il presidente cercherà però di dare il via ad una televisione pubblica maggiormente vivace e che nei suoi programmi si facesse promotrice della diversità locale da interpretarsi come un bene e un arricchimento collettivo. La legislazione, basatasi sulle conclusioni espresse nei lavori della "Carnegie Commission on Educational Television" (di Carnegie Corporation) giungerà a produrre una rete capillare decentralizzata di stazioni televisive pubbliche.
Altre politiche culturali intraprese comprendono la National Historic Preservation Act del 1966 sulla preservazione dei siti archeologici di maggiore spessore presenti in tutto il territorio nazionale.

### Riforma sanitaria nazionale
La presidenza di Harry Truman aveva già proposto a suo tempo l'introduzione di un sistema nazionale di assicurazione sociale sanitaria nel 1945 e Johnson rimarrà fortemente influenzato da quelle stesse idee. A partire dal 1957 un gruppo di democratici aveva chiesto al governo di coprire i costi delle visite ospedaliere per gli anziani, che avevano dovuto subire costi più alti con l'avvento di nuove tecnologie mediche come gli antibiotici; ma l'American Medical Association e gli esponenti del conservatorismo negli Stati Uniti d'America si opposero a qualsiasi ruolo attivo governativo in tale campo.
Il presidente sosterrà fortemente l'approvazione della King-Anderson Bill la quale avrebbe istituito un programma Medicare per tutti quei pazienti anziani che facevano riferimento alla "Social Security Administration" e finanziata dalle imposte sui salari. Il Democratico Wilbur Daigh Mills, presidente della "United States House Committee on Ways and Means", si era a lungo opposto a tali riforme; ma le elezioni del 1964 avevano visto la sconfitta di molti suoi alleati e ciò dimostrò che l'opinione pubblica poteva accettare alcune versioni - più o meno ristrette - delle cure mediche volte all'assistenza pubblica.
Poté cosi essere suggerito inizialmente che Medicare sarebbe stata concepita come un'assicurazione ospedaliera a tre strati sotto il controllo della previdenza sociale, un programma di assicurazione volontaria per le visite mediche e di assistenza ampliata per i poveri detta Medicaid nella loro qualità di emendamenti al Social Security Act. Il disegno di legge verrà quindi approvato dalla Camera in aprile con un voto di 313 contro 115; il Senato accoglierà invece una versione ancora più Liberal il 9 di luglio.

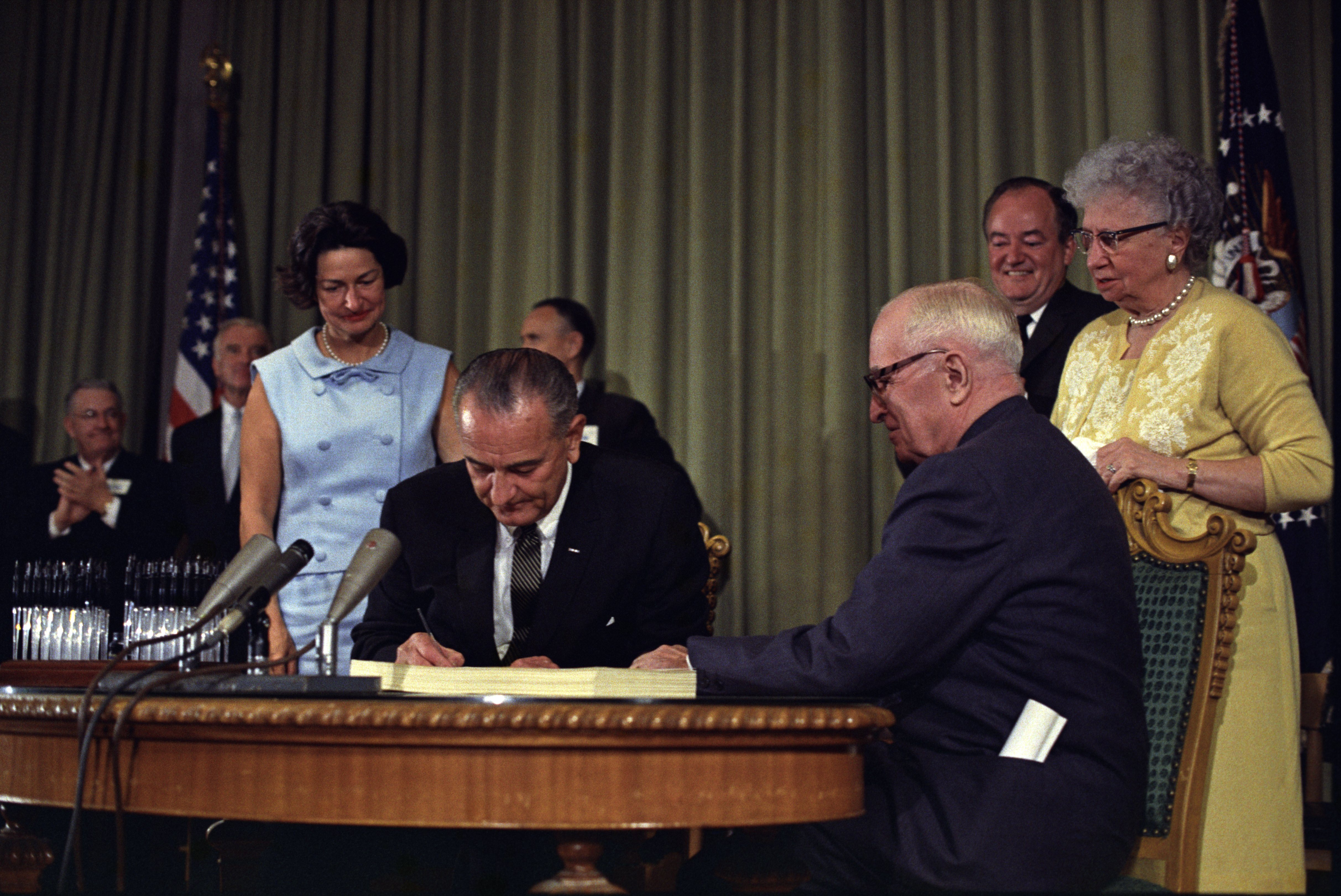
Firma ufficiale della Medicare Bill nella Harry S. Truman Presidential Library and Museum affiancato da Harry Truman.

Dopo il suo passaggio attraverso una sessione del comitato competente dominato da Mills, la Camera e il Senato approvarono versioni identiche della proposta e Johnson la controfirmerà il 30 luglio del 1965. Il presidente consegnerà le prime due carte Medicare all'ex presidente Harry Truman e alla moglie Bess Truman presso la Harry S. Truman Presidential Library and Museum di Independence (Missouri). Medicare e Medicaid a tutt'oggi coprono milioni di americani.
Altre politiche sociali compresero la Older Americans Act del 1965 che è stata la prima iniziativa a livello federale volta a fornire servizi completi per gli anziani finanziando programmi per la nutrizione, le case di riposo e servizi basati sulla residenza comunitaria, la prevenzione delle malattie e i servizi di promozione della salute.

### Avvertimenti sul tabacco
Il Chirurgo generale degli Stati Uniti Luther Terry fece pubblicare l'11 giugno del 1964 un rapporto dettagliato dal titolo Smoking and Health: Report of the Advisory Committee to the Surgeon General of the United States il quale mise in stretta relazione l'utilizzo del tabacco e il cancro ai polmoni; i risultati colpiranno il paese come una bomba. L'autore commenterà in seguito: "erano le notizie in prima pagina e la storia principale in ogni emittente radiotelevisiva negli Stati Uniti e in molti altri paesi all'estero".
Il rapporto segnerà un cambiamento radicale nelle idee dell'opinione pubblica fino ad allora rimaste molto ondivaghe per quanto riguardava i pericoli connessi al fumo; proprio questo rapporto indurrà l'assemblea congressuale ad approvare nel luglio del 1965 la Federal Cigarette Labeling and Advertising Act, che richiedeva ai produttori di sigarette di mettere un'etichetta d'avvertenza su un lato dei pacchetti la quale doveva affermare: "Attenzione! Il fumo di sigarette può essere pericoloso per la salute". Essa regolamentò per la prima volta il mercato del tabacco.
Nel 1970 un tale avvertimento verrà ulteriormente rafforzato tramite la legge federale Public Health Cigarette Smoking Act, che vietò anche la pubblicità delle marche di sigarette in televisione a partire dall'anno successivo.

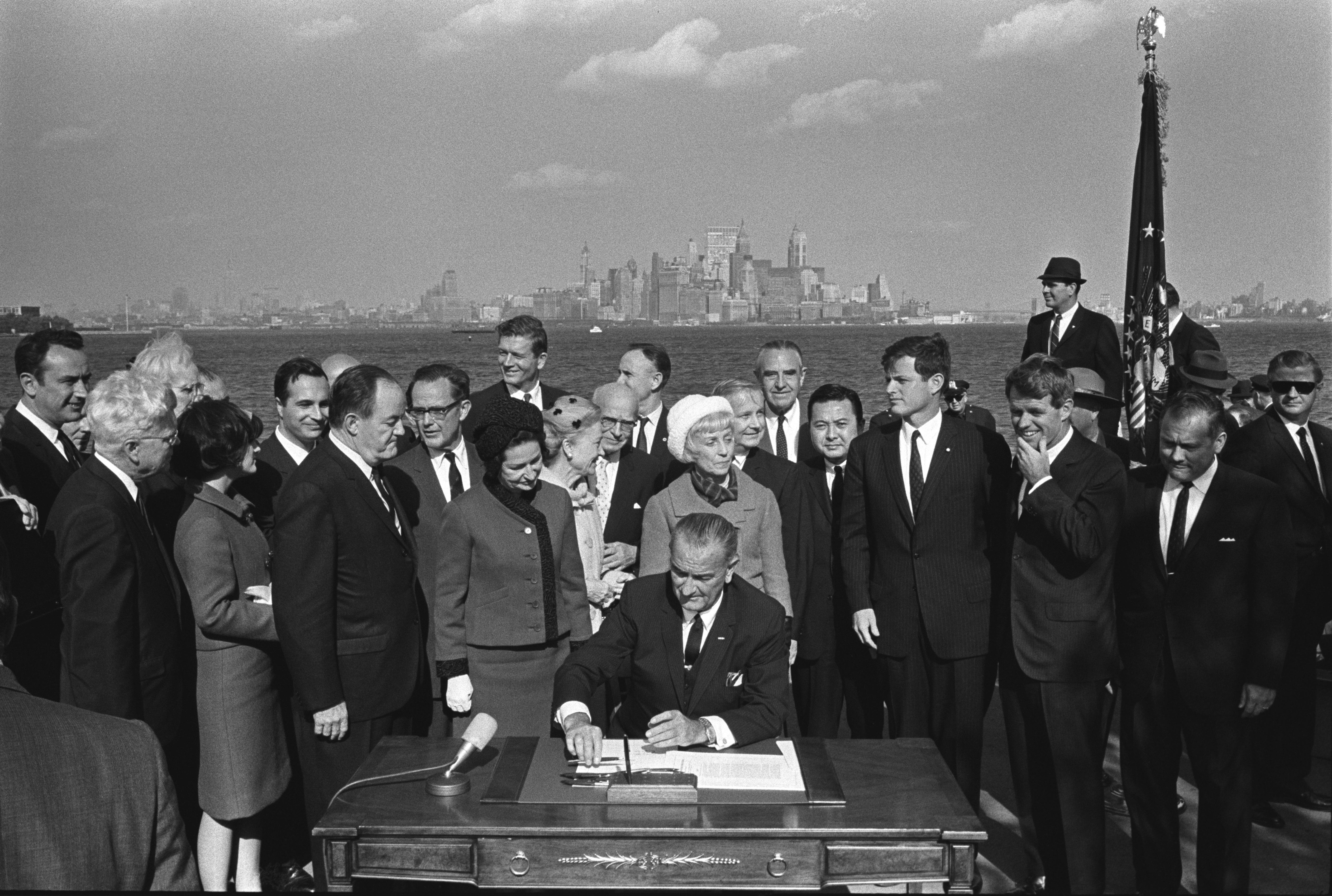
Firma ufficiale dell'Immigration Bill.

### Immigrazione
Con il passaggio della Immigration and Nationality Act of 1965 il sistema di gestione dell'immigrazione nel paese venne riformato e pertanto tutte le quote basate sulle origini nazionali risalenti agli anni 1920 verranno definitivamente rimosse. Come conseguenza la percentuale di stranieri nati all'interno dei confini nazionali ebbe ad aumentare dal 5% nel 1965 fino al 14% nel 2016.
Gli studiosi del settore danno al presidente poco credito per questa promulgazione legislativa in quanto non era mai risultata essere una delle sue priorità, aveva anzi sostenuto la legge restrittiva Immigration and Nationality Act of 1952 la quale divenne assai impopolare tra i riformatori; indipendentemente da ciò l'Atto contribuirà a cambiare in una maniera sostanziale la composizione etnica degli Stati Uniti, ponendo fine una volta per tutte alle quote preventive (National Origins Formula) che avevano fino ad allora fortemente favorito soprattutto gli immigrati europei.
Esso ha anche privilegiato il ricongiungimento familiare rispetto alle origini nazionali dei potenziali immigrati. Il presidente firmerà infine anche la Cuban Adjustment Act, che concedeva ai rifugiati cubani un percorso più facile per poter riuscire ad ottenere la residenza permanente prima e la cittadinanza poi.

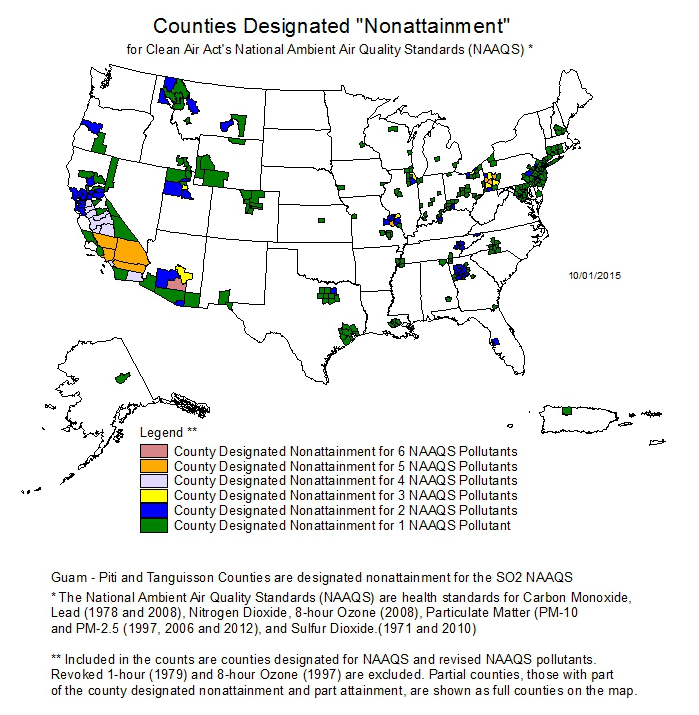
Contee negli Stati Uniti con uno o più standard nazionali di qualità ambientale dell'aria non raggiunti a partire da ottobre 2015.

### Iniziative per l'aria pulita
La legge Clean Air Act firmata già il 17 dicembre del 1963 fu il primo atto federale riguardante il controllo dell'inquinamento atmosferico, prima e più importante legge moderna statunitense sull'inquinamento dell'aria. Venne istituito un programma federale all'interno del servizio sanitario pubblico ed autorizzati finanziamenti federali per la ricerca sulla qualità dell'aria tramite le tecniche di monitoraggio dei maggiori inquinanti atmosferici.
L'Atto sarà emendato per la prima volta nel 1965 con la National Emissions Standards Act che indirizzò il Dipartimento della salute, dell'istruzione e del Welfare a stabilire e far applicare norme nazionali per il controllo delle emissioni inquinanti dai veicoli di nuova immatricolazione e dai motori più recenti introdotti nel mercato (la Vehicle emissions control). I regolamenti verranno emanati il 30 marzo del 1966 per le emissioni degli scappamenti a partire dai modelli di vetture del 1968; stabilì per la prima volta dei limiti alle emissioni nocive consentite ai veicoli.
Questo fu il primo ruolo attivo assunto dal governo federale nella politica dell'aria pulita. Nel 1967 si avrà la promulgazione della Air Quality Act per espandere le attività governative federali nel settore della riduzione dell'inquinamento atmosferico; in conformità con tale legge i procedimenti di esecuzione saranno avviati principalmente in aree soggette al trasporto e trasferimento interstatale degli agenti inquinanti. Come parte di essi per la prima volta il governo fece condurre ampi studi di monitoraggio ambientale e ispezioni di fonti fisse; l'Atto autorizzò inoltre studi approfonditi sugli inventari delle emissioni inquinanti e sulle tecniche di controllo dell'ambiente.

### Trasporti
Per quanto riguarda le politiche ambientali più in generale la Wilderness Act del 1964 creerà le prime aree e riserve naturali protette per un'estensione di 9,1 milioni di acri (circa 36.000 km²); durante l'amministrazione Johnson venne creato il Dipartimento dei Trasporti e furono quindi introdotte le prime norme per regolamentare l'inquinamento dei veicoli.
Altre iniziative inclusero la  National Traffic and Motor Vehicle Safety Act del 1966 che riformò il codice stradale stabilendo per la prima volta alcuni standard di sicurezza obbligatori per i veicoli.

### Controllo sulle armi
In seguito agli omicidi di John F. Kennedy (1963) e Malcolm X (1965) prima e all'assassinio di Robert F. Kennedy e all'assassinio di Martin Luther King (1968) poi,  il presidente firmerà due importanti leggi sul controllo delle armi; oltre a questi gravi fatti di sangue la spinta di Johnson fu motivata dal susseguirsi di sparatorie di massa come quella perpetrata all'Università del Texas a Austin il 1º agosto del 1966 da Charles Whitman.
La Omnibus Crime Control and Safe Streets Act of 1968 sarà firmata poco dopo la morte di Robert Kennedy. Il 22 ottobre seguente il presidente firmerà la Gun Control Act of 1968, una delle leggi federali più estese dell'intera storia americana sul controllo delle armi; la misura proibì ai criminali condannati, ai tossicodipendenti e a tutti coloro che sono affetti da un qualche disturbo mentale la possibilità di acquistare liberamente pistole, aumentando al contempo i requisiti di registrazione e licenza.
Essa sottopose a regolamentazione il commercio interstatale di armi da fuoco vietando in generale i loro trasferimenti da uno Stato federato all'altro, tranne che tra produttori autorizzati, rivenditori e importatori.
Johnson aveva anche cercato di richiedere l'autorizzazione preventiva per tutti i proprietari di armi da fuoco e la loro registrazione, ma non riuscirà a convincere il Congresso a far emettere una proposta di legge più severa. Anche la Foreign Military Sales Act, sempre del 1968, si occuperà della stessa problematica.

### Programma spaziale
Il presidente incrementerà in maniera significativa il programma spaziale che avrebbe condotto allo sbarco sulla Luna del 1969.
A causa del suo coinvolgimento nella spinta data all'assemblea congressuale per approvare una legislazione che desse alla NASA un maggior potere d'iniziativa mentre era uno dei Capigruppo al Senato degli Stati Uniti d'America e il suo ruolo nel definire e supervisionare le iniziative spaziali della presidenza di John Fitzgerald Kennedy mentre ricopriva la carica di Vicepresidente Johnson riconoscerà con chiarezza il valore e i benefici del programma spaziale nazionale, sostenendolo con forza durante la sua presidenza.

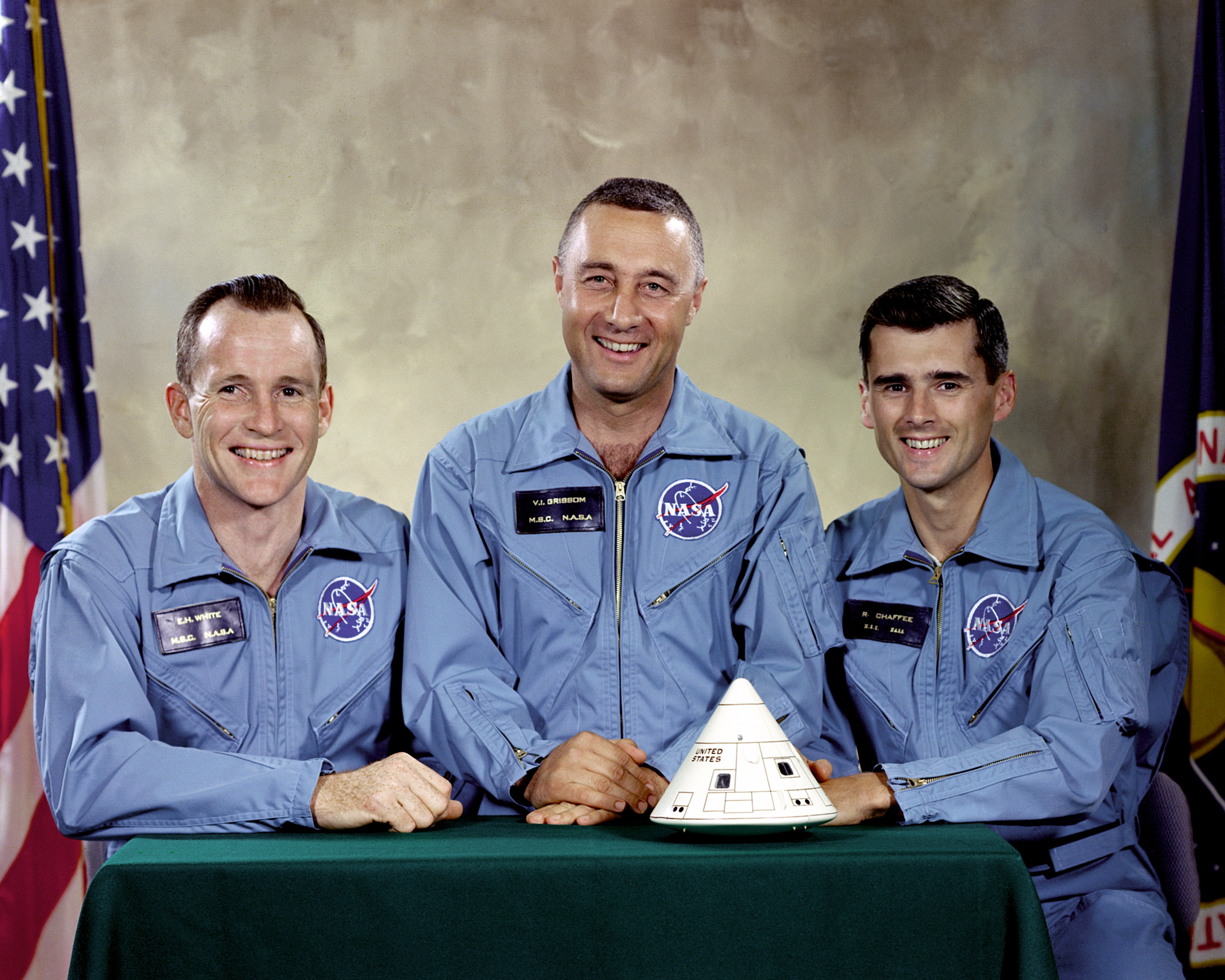
Le vittime dell'Apollo 1 il 1º aprile del 1966. Da sinistra a destra Ed White, Gus Grissom e Roger Chaffee.

Mentre era in carica la NASA condurrà il programma Gemini con equipaggio, svilupperà il razzo Saturn V e il suo complesso di lancio 39 ed infine si preparò a realizzare i primi voli con il programma Apollo. Il 27 gennaio del 1967 la nazione resterà sbigottita quando l'intero equipaggio di Apollo 1 - Gus Grissom, Ed White e Roger Chaffee - rimarrà vittima in un incendio in cabina durante il test di un veicolo spaziale sul trampolino di lancio; l'incidente di conseguenza fermerà il programma per un breve periodo.
Invece di nominare un'altra commissione parlamentare d'inchiesta sullo stesso stile della Commissione Warren, Johnson accetterà la richiesta rivoltagli da James E. Webb perché la NASA potesse condurre da sola le proprie indagini, ritenendosi responsabile nei confronti sia del Congresso che del Presidente. L'agenzia convocherà quindi l'"Apollo 204 Accident Review Board" per determinare la causa dell'incendio, ed entrambe le Camere svolgeranno a loro volta le proprie indagini sui comitati esaminando attentamente i risultati delle indagini acquisiti della NASA.
Grazie a tutto ciò il sostegno del presidente alla NASA non vacillerà mai un attimo. Il programma riprenderà e, alla fine del mandato di Johnson, due missioni con equipaggio, l'Apollo 7 e l'Apollo 8 (il primo ad eseguire l'orbita selenocentrica), erano state completate con successo. Sei mesi dopo aver lasciato l'incarico l'ex presidente parteciperà al lancio di Apollo 11, la prima missione di allunaggio sul nostro satellite naturale.
Johnson opererà attivamente anche per riuscire ad ottenere l'approvazione del Trattato sullo spazio extra-atmosferico, che rappresenta a tutt'oggi il quadro giuridico di base del diritto aerospaziale internazionale; esso impedisce il posizionamento di armi nucleari o altri tipi di armi di distruzione di massa nello spazio, limita l'uso della luna e di altri corpi celesti a scopi esclusivamente pacifici ed inoltre proibisce a qualsiasi governo di rivendicare la proprietà di un qualsiasi corpo celeste in quanto ognuno di loro fa parte dell'eredità comune dell'intera umanità.
Il trattato sarà pronto per la firma congiunta a Washington, Londra e Mosca il 27 gennaio del 1967, il giorno stesso della tragedia occorsa all'Apollo I.

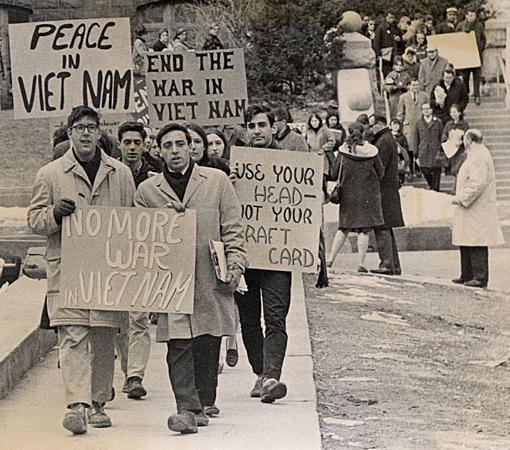
Protesta studentesca contro la guerra del Vietnam al principio del 1965.

### Movimento contro la guerra del Vietnam
L'opinione pubblica americana rimarrà nella sua generalità nettamente favorevole alla rapida Escalation (guerra del Vietnam) che l'amministrazione impresse nel coinvolgimento militare delle United States Armed Forces nel Vietnam del Sud per tutto il 1964, soprattutto a seguito dell'incidente del golfo del Tonchino, con il 48% che reclamò la presa di misure più forti mentre solamente il 14% chiederà di negoziare un accordo e cercare di andarsene il prima possibile.
Nonostante ciò un inizialmente limitato movimento pacifista comincerà ad emergere in vari campus universitari per tutto il paese; questo fatto condurrà ad un momento di contestazione giovanile e attivismo studentesco senza precedenti nell'intera storia americana, ponendosi parallelamente al culmine del movimento per i diritti civili degli afroamericani (1954-1968). Piuttosto rapidamente Johnson si ritroverà pressato tra coloro che prediligevano misure militari più dure (denominati "falchi", War Hawk) e quelli che invece favorivano la negoziazione e il disimpegno (le "colombe", doves).
I sondaggi effettuati dimostrarono che a partire dal 1965 il pubblico faceva parte costantemente tra il 40 e il 50% dei falchi e tra il 10 e il 25% delle colombe. Gli aiutanti del presidente non mancheranno di fargli notare che "entrambi sono frustrati dalla situazione venutasi a creare e la riconducono a te". Politicamente astuto com'era Johnson studiò con estrema attenzione tali sondaggi d'opinione; il proprio obiettivo non sarà quello di adeguare le sue politiche per seguire i desideri maggioritari del pubblico, ma piuttosto quello di far adeguare l'opinione generale a sostegno delle sue politiche.
Nel corso del 1965 il movimento contro la guerra comincerà a guadagnare un'importanza consistente a livello nazionale. Due proteste esplose all'Università della California - Berkeley giunsero ad ottenere la copertura dei mezzi di comunicazione di massa; il 5 di maggio, nel bel mezzo di una marcia di protesta composta da diverse centinaia di persone le quali stavano trasportando una bara nera verso il campo da tiro di Berkeley 40 giovani bruciarono le loro cartoline precetto. Il 22 seguente, nel corso di un'altra protesta, altri 19 ragazzi bruciarono pubblicamente le cartoline a loro inviate; il tutto si concluse con la combustione del presidente "in effigie".
Le immagini raccapriccianti di due attivisti pacifisti che si diedero fuoco con il kerosene, il 2 novembre il trentaduenne Norman Morrison (un fedele del quaccherismo) di fronte al Pentagono e il 9 seguente il ventiduenne Roger Allen LaPorte (membro del movimento dei lavoratori cattolici) proprio davanti all'Ufficio delle Nazioni Unite a New York, forniranno il simbolo iconico di quanto fortemente alcune persone ritennero che la guerra in corso fosse viziata da un'intrinseca immoralità.

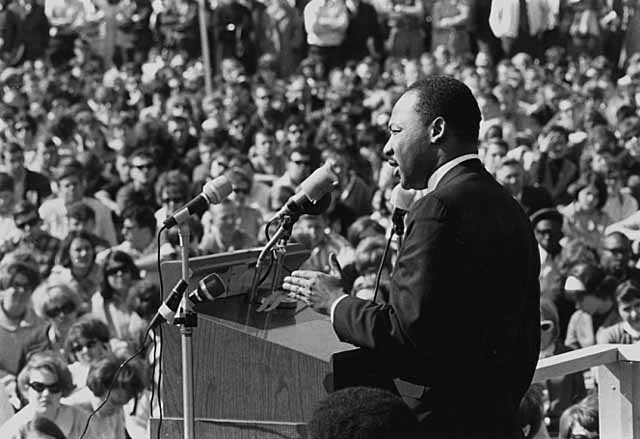
Martin Luther King appoggia l'Opposizione alla guerra del Vietnam nel corso di un discorso pronunciato all'università del Minnesota il 27 aprile del 1967.

A seguito della pubblicazione nel gennaio del 1967 di un servizio fotografico di William Francis Pepper sulla rivista Ramparts, che illustrava alcune delle ferite inflitte ai bambini vietnamiti da parte della campagna di bombardamenti aerei statunitensi per la prima volta anche Martin Luther King si schiererà pubblicamente contro la prosecuzione del conflitto.
Egli, assieme all'attivista della New Left nonché specializzato in pediatria Benjamin Spock, guidò una marcia contro la guerra il 15 di aprile in cui 400.000 persone si spostarono dallo "Sheep Meadow" di Central Park verso la sede del palazzo dell'ONU.

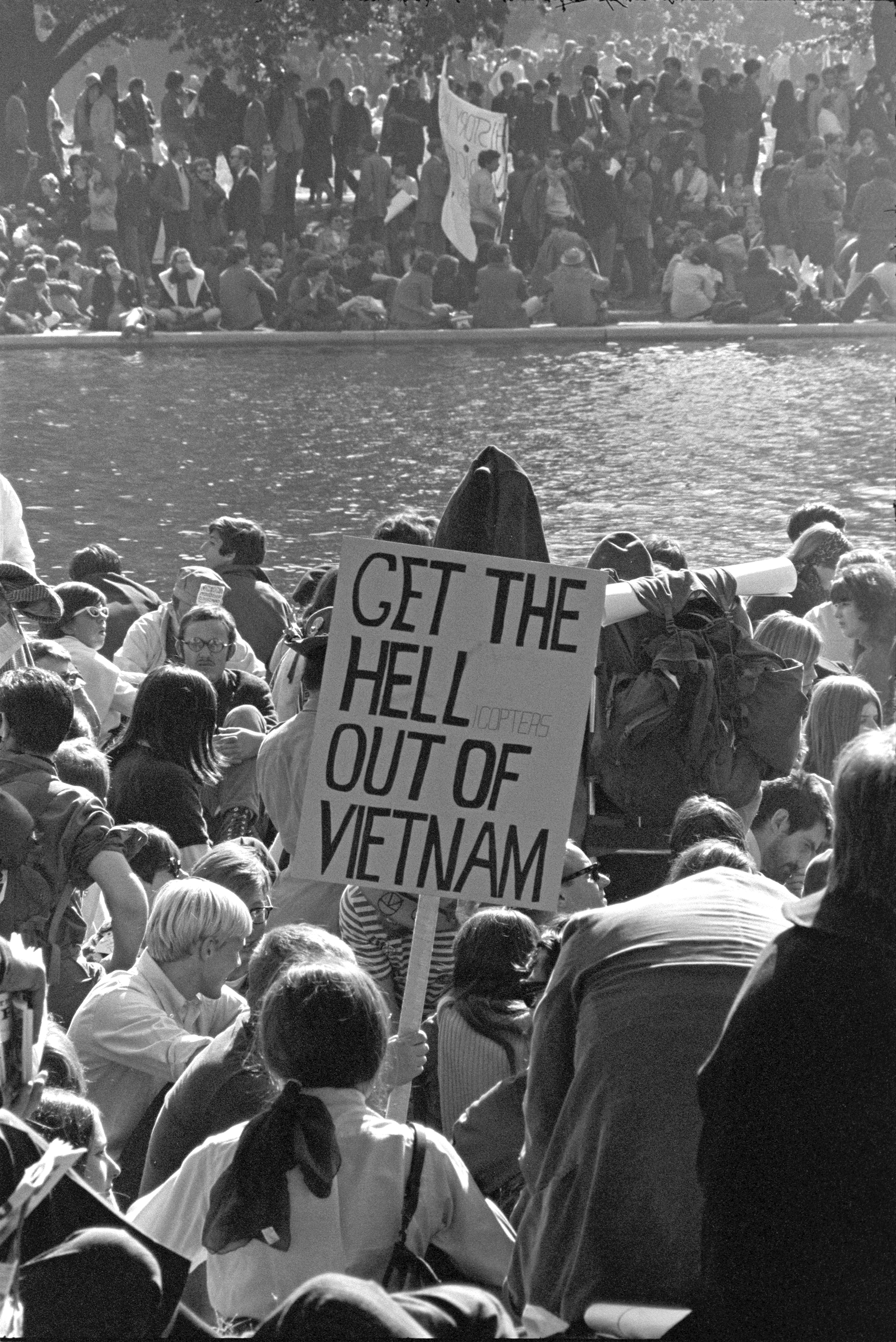
"Marcia sul Pentagono" nel 1967 contro la guerra.

King e Spock si uniranno poi ad una vasta coalizione di attivisti "NoWar" (in seguito nota come "National Mobilization Committee to End the War in Vietnam") con l'intenzione di organizzare ulteriori dimostrazioni a favore del pacifismo, come quella tenutasi il 21-22 ottobre del 1967 a Washington; all'incirca 70-100.000 persone parteciperanno all'evento, inclusa una manifestazione al "West Potomac Park" nei pressi del Lincoln Memorial e una "Marcia sul Pentagono". 

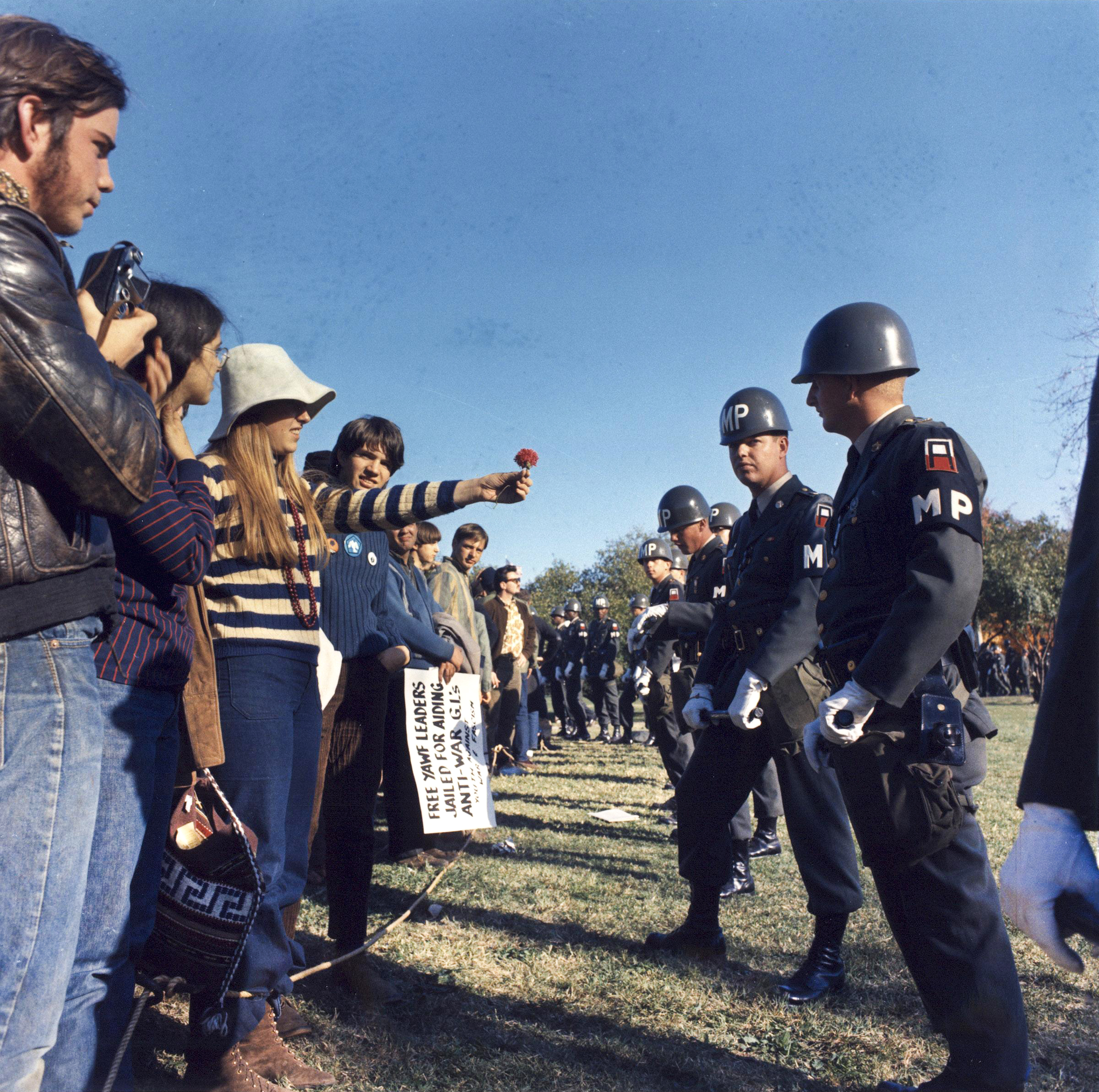
Manifestazione dei "Figli dei fiori" contro la guerra del Vietnam nel 1967. Una ragazza porge un fiore ai militari armati di manganello.

Nel frattempo il 23 di giugno, mentre il presidente partecipava ad una raccolta di fondi Democratica al "The Century Plaza Hotel" di Los Angeles la polizia disperderà con la forza circa 10.000 manifestanti pacifici che stavano picchettando davanti all'Hotel per esprimere tutta la loro contrarietà alla guerra.
Pochi mesi dopo Johnson incaricherà sia l'FBI che la CIA d'indagare sul fatto, ma anche di monitorare e far di tutto per indebolire la presenza sempre più preponderante degli attivisti.
Assieme al Segretario di Stato Dean Rusk si convinse che dietro a queste dimostrazioni vi fossero fonti comuniste straniere che operavano di concerto; l'ipotesi sarà però confutata dagli stessi risultati della CIA.

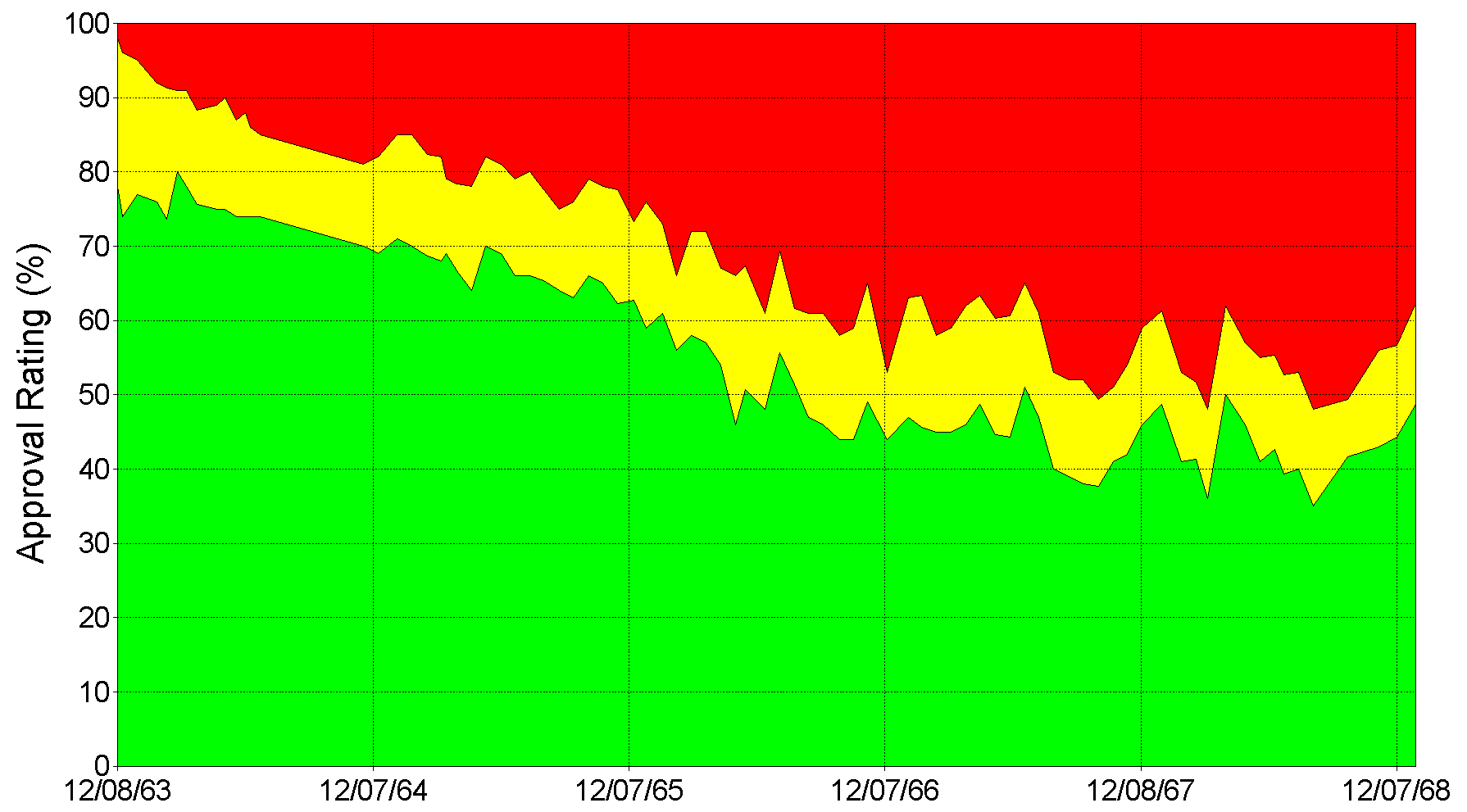
Cronologia dell'approvazione popolare nei riguardi dell'amministrazione Johnson.

A luglio un sondaggio Gallup mostrò che il 52% del paese disapprovava la gestione del conflitto bellico da parte dell'amministrazione e che solo il 34% pensava che fossero stati fatti dei progressi sostanziali. La percentuale di approvazione del presidente alla metà del 1965 lievitava attorno al 70%, ma appena 2 anni più tardi tale cifra si era completamente invertita: un decisivo 66% del paese dichiarò di aver perduto la fiducia nei confronti della leadership di Johnson.
Per il resto del suo mandato Johnson rimarrà costantemente assediato dalle manifestazioni popolari e dai loro canti: ""Ehi, ehi, LBJ, quanti bambini hai ucciso oggi?" Dopo l'incidente del "Century Plaza Hotel" di Los Angeles assai raramente si ritrovò a compiere campagne in pubblico, fatta eccezione per le apparizioni in luoghi considerati sicuri come le basi militari.

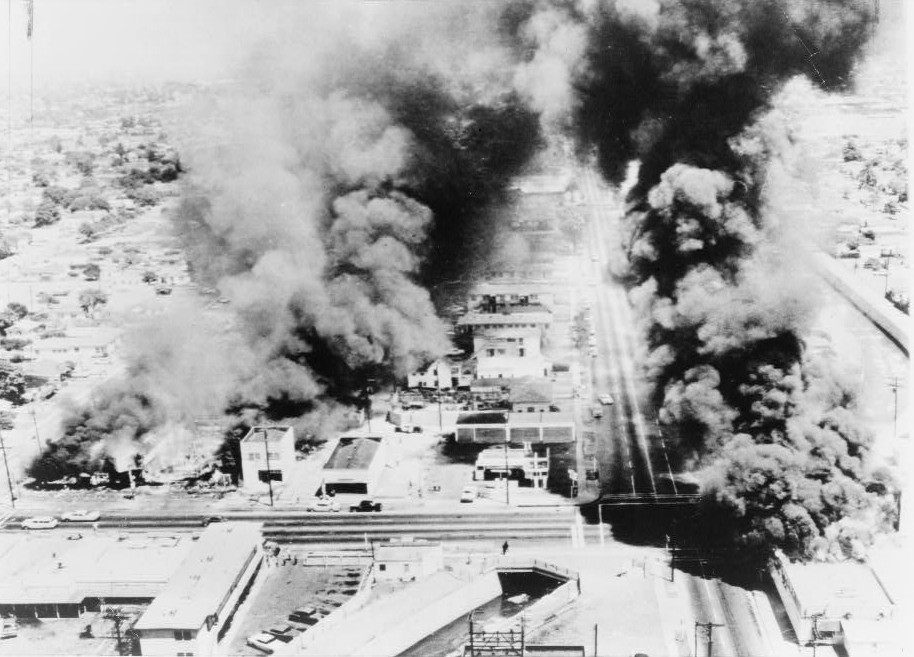
Edifici in fiamme durante i fatti di Watts del 1965.

### Rivolte urbane
L'intera nazione vivrà tutta una serie di "lunghe estati calde" di disordini civili di piazza e sommosse durante gli anni dell'amministrazione Johnson; questi avranno il loro inizio nel 1964 con la rivolta di Harlem e poi l'anno immediatamente seguente con i fatti di Watts, un distretto di Los Angeles. Entrambi gli eventi vennero scatenati a partire dalle accuse di brutalità poliziesca diretta contro i residenti delle minoranze etniche.
Sarà propriamente la rivolta nel quartiere di Watts esplosa l'11 di agosto del 1965 - una sommossa a sfondo razziale che durò per 6 giorni e 6 notti e che produrrà un totale 34 morti e 1032 feriti - che emergerà presto quale simbolo d'insurrezione urbana: "Brucia, piccola, brucia!".
Lo slancio verso la promozione dei diritti civili avrà un'improvvisa battuta d'arresto durante l'estate del 1965; dopo quelle 34 persone uccise e più di 35 milioni di dollari di danni alle proprietà l'opinione cominciò a temere un'espandersi della violenza anche in altre città e pertanto l'interesse per i programmi aggiuntivi nell'agenda sociale presidenziale venne almeno parzialmente perduto.
L'anno seguente scoppieranno disordini a Hough, un sobborgo di Cleveland dove viveva una comunità in prevalenza afroamericana. Nel 1967 159 rivolte scoppiarono in tutti gli Stati Uniti (Buffalo, Cambridge (Maryland), Cincinnati, gli scontri di Detroit del 1967, Milwaukee, Newark (New Jersey), Plainfield (New Jersey) e Saginaw (Michigan)). A Newark 6 giorni di rivolta lasciarono sul terreno 26 morti ammazzati, più di 1.500 feriti e il centro cittadino distrutto da un incendio.
A Detroit il governatore del Michigan George W. Romney inviò 7.400 soldati della guardia nazionale per sedare i disordini, interrompere gli incendi, i saccheggi e gli attacchi contro le imprese e la polizia; il presidente alla fine manderà truppe federali con carri armati e mitragliatrici. La città continuò però a bruciare per altri 3 giorni lasciando a terra 43 morti, 2.250 feriti e 4.000 persone arrestate; il danno alle proprietà sarà dell'ordine di centinaia di milioni.
Subito dopo Newark e Detroit il presidente formerà una commissione consultiva composta da 11 membri, la "National Advisory Commission on Civil Disorders" la quale esplorò a fondo le cause dei ricorrenti focolai dei disordini civili urbani fornendo raccomandazioni per azioni future; il rapporto concluse che la nazione si stava ""muovendo verso due società, una nera, una bianca, separate e ineguali". A meno che non venissero attuati dei veloci tentativi per rimediare la situazione gli Stati Uniti si sarebbero trovati di fronte ad un autentico sistema di apartheid in tutte le sue principali città.
Il rapporto ammonì anche i bianchi americani del ceto medio di volersi isolare nelle periferie abbandonando i centri urbani agli afroamericani (White flight) e suggerì misure legislative per promuovere l'integrazione razziale e alleviare il disagio rappresentato dalla condizione di povertà.

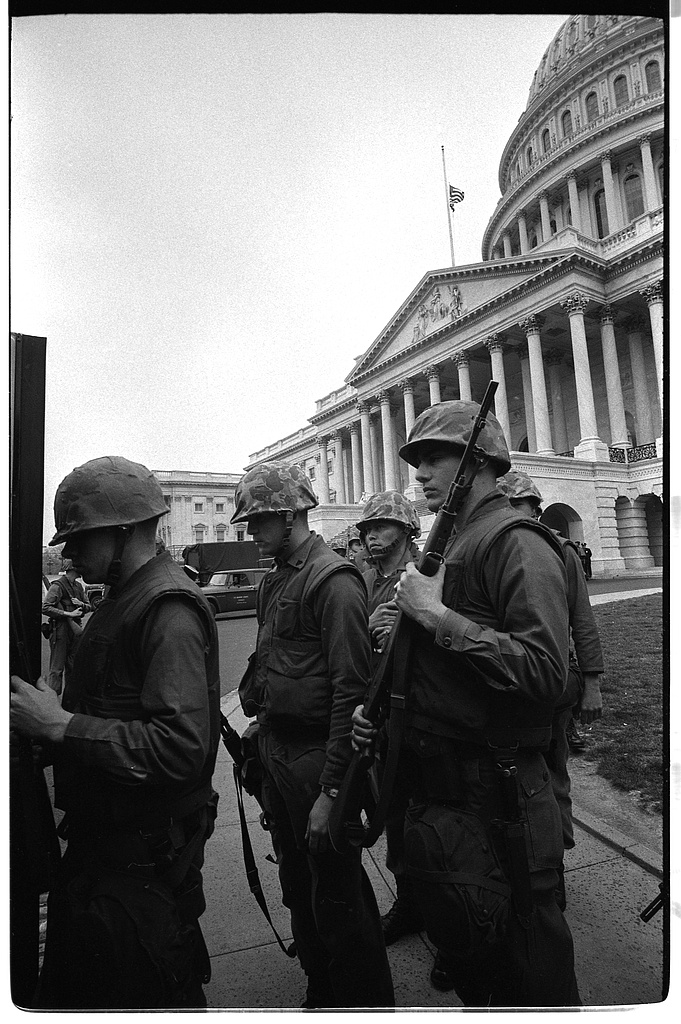
Soldati della guardia nazionale a difesa del Campidoglio a seguito di disordini esplosi dopo l'assassinio di Martin Luther King.

Il presidente, oramai fissatosi attentamente nella questione vietnamita e profondamente consapevole dei vincoli di bilancio, riconoscerà a malapena la validità della relazione ch'egli stesso aveva commissionato. Appena un mese dopo la sua ennesima liberazione dal carcere l'assassinio di Martin Luther King avvenuto il 4 aprile del 1968 scatenerà un'altra ondata incontrollata di violente proteste in più di 130 città in tutto il paese, in particolare a Baltimora, a Chicago, a Kansas City (Missouri), a Louisville e nella stessa Washington.
Alcuni giorni dopo in un commento confidenziale rivolto al proprio portavoce della Casa Bianca George Eastland Christian Jr. a riguardo dell'oramai endemico scontro sociale che proseguiva nelle città della nazione il presidente osservò: "che cosa ti aspettavi? Non so perché siamo così sorpresi. Metti il piede sul collo di un uomo e lo trattieni giù per trecento anni e poi lo lasci andare, che cosa vuoi che abbia intenzione di fare? Sta per buttare giù tutto". Anche in America era iniziato il "sessantotto".

## Politica estera
Johnson entrò in carica durante la Guerra fredda, un prolungato stato di tensione tra gli Stati Uniti d'America e i suoi alleati della NATO da una parte e l'Unione Sovietica e i suoi alleati del Patto di Varsavia dall'altra. Il neo-presidente non possedeva l'entusiasmo di Kennedy verso la politica estera tanto che diede fin dall'inizio la priorità alle riforme interne sulle più importanti iniziative internazionali.

### La guerra in Vietnam
I conflitti armati in quella che era l'Indocina francese stavano imperversando a partire dai tempi dell'Occupazione giapponese dell'Indocina durante la seconda guerra mondiale, mentre la Quarta Repubblica francese lottava per ristabilire il controllo sulle sue ex colonie. Il Viet Minh filo-comunista si opporrà in sequenza prima alle forze giapponesi e in seguito a quelle francesi nel territorio dell'odierno Vietnam, giungendo ad istituire un Vietnam del Nord comunista in seguito agli accordi stipulati alla Conferenza di Ginevra (1954).
La guerra del Vietnam ebbe il suo principio nel 1955 quando le forze del Nord, con il sostegno attivo dell'Unione delle Repubbliche Socialiste Sovietiche e della Repubblica popolare cinese, cercarono con la forza di riunificare il paese prendendo il controllo del Vietnam del Sud filo-occidentale. Entrando in carica Johnson volle chiarire che non stava pianificando alcun mutamento di direzione importante nei riguardi del ruolo americano nel Sudest asiatico.
Alla morte di Kennedy esistevano già 16.000 militari americani in Vietnam a sostegno del governo del Sud, almeno nominalmente democratico. Pur tuttavia la successiva amministrazione vide un massiccio aumento della presenza statunitense nel teatro bellico, con livelli di truppe che raggiungeranno un picco al di sopra delle 500.000 unità entro la fine del mandato di Johnson. Il presidente sottoscrisse la "Teoria del domino", ipotizzando in tal maniera che la caduta di un governo comunista avrebbe potuto condurre al crollo anche dei governi affiliati circostanti.
Johnson aderirà quindi alla politica del "Containment" la quale imponeva all'America di compiere un serio sforzo nell'intento dichiarato di fermare l'espansione comunista. Il presidente temette anche che un'eventuale perdita del Vietnam avrebbe finito col danneggiare gravemente la credibilità democratica sulle questioni di sicurezza nazionale e minato le sue stesse iniziative interne, proprio come la "Perdita della Cina" nel 1949 e la guerra di Corea contribuirono a ferire la democrazia internazionale negli anni 1950.

#### Golfo del Tonchino
Il 2 agosto del 1964 iniziarono a circolare delle accuse da parte delle United States Armed Forces secondo le quali 2 cacciatorpediniere americane sarebbero state attaccate dalla navi siluranti Nordvietnamite in acque internazionali ad oltre 64 km dalla costa nel golfo del Tonchino; sia le comunicazioni navali che le relazioni sull'accaduto risultarono essere contraddittorie e discordanti. Sebbene il presidente non desiderasse particolarmente intavolare discussioni e dibattiti sullo scontro in corso durante le elezioni primarie democratiche del 1964 si sentì in obbligo di rispondere alla presunta aggressione perpetrata dai vietnamiti.

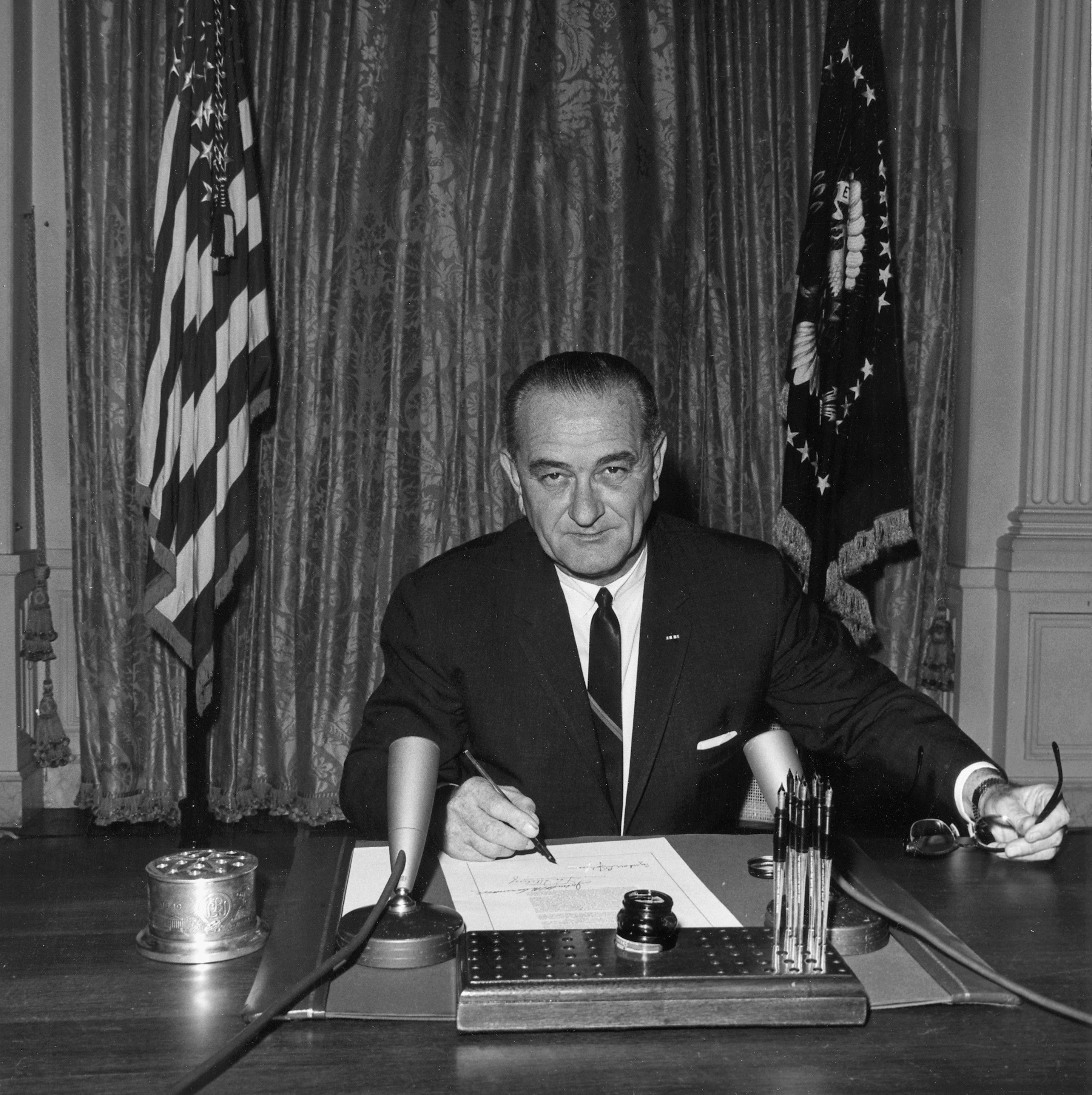
Il presidente firma la Risoluzione del golfo del Tonchino il 10 agosto del 1964.

Pertanto cercò e riuscì ad ottenere dal Congresso degli Stati Uniti d'America la Risoluzione del golfo del Tonchino il 7 di agosto. Fortemente risoluto a rafforzare la propria immagine nelle questioni di politica estera Johnson volle tentare di evitare critiche simili a quelle piovute contro la presidenza di Harry Truman per aver dato il via ad un'azione militare allo scoppio della guerra di Corea senza la preventiva autorizzazione congressuale. La risposta armata a questo Casus belli contribuirà in maniera significativa ad attenuare la critica che il "falco" Barry Goldwater aveva attivata contro di lui, indebolendone in proporzione la forza come avversario concorrente nelle elezioni presidenziali del 1964.
La risoluzione rappresentò l'approvazione da parte dell'assemblea congressuale dell'uso della forza militare richiesta per respingere qualsiasi altro futuro attacco e anche per assistere i membri della SEATO che facessero domanda di assistenza. Il presidente nel prosieguo della campagna elettorale non mancherà di esprimere la propria certezza sul fatto che il principale obiettivo degli Stati Uniti rimaneva quello di preservare il diritto all'indipendenza del Sud vietnamita sia attraverso aiuti materiali che consigli tecnico-militari, ponendosi di fatto ancora in una posizione di rifiuto nei confronti del prendere l'iniziativa con metodologie dichiaratamente offensive. Alla fine del 1964, dopo la rielezione, si troveranno dislocati sul campo all'incirca 23.000 militari.

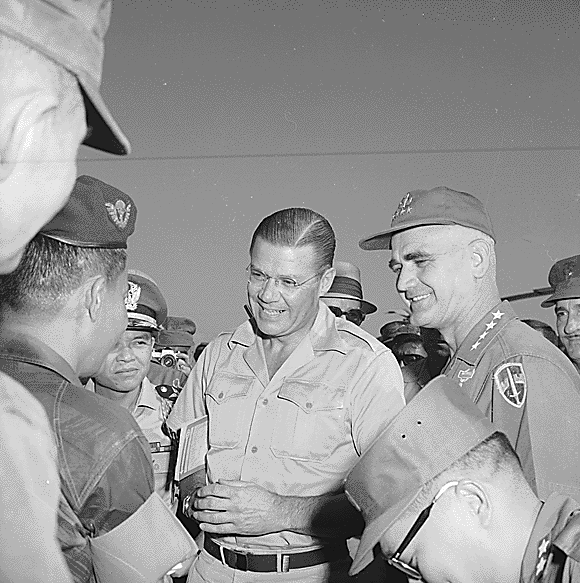
Il Segretario della Difesa Robert McNamara e il generale William Westmoreland in visita alle truppe di stanza nel Vietnam.

#### 1965-1966
(Lyndon Johnson in un discorso televisivo alla Nazione il 28 luglio 1965.)
(Johnson sulla guerra in Vietnam)
Johnson deciderà di dare il via ad una campagna sistematica di bombardamenti a partire dal febbraio del 1965 a seguito di un rapporto stilato sul campo dai fratelli McGeorge Bundy e William Bundy il quale raccomandava un'azione immediata per evitare la sconfitta; i bombardamenti a tappeto dureranno per 8 settimane ed avrebbero preso il nome di operazione Rolling Thunder. Le istruzioni presidenziali nei riguardi delle notizie da concedere al pubblico risultarono essere assai chiare; non vi era alcun commento ufficiale da fare sul fatto che lo sforzo bellico fosse stato ampliato.

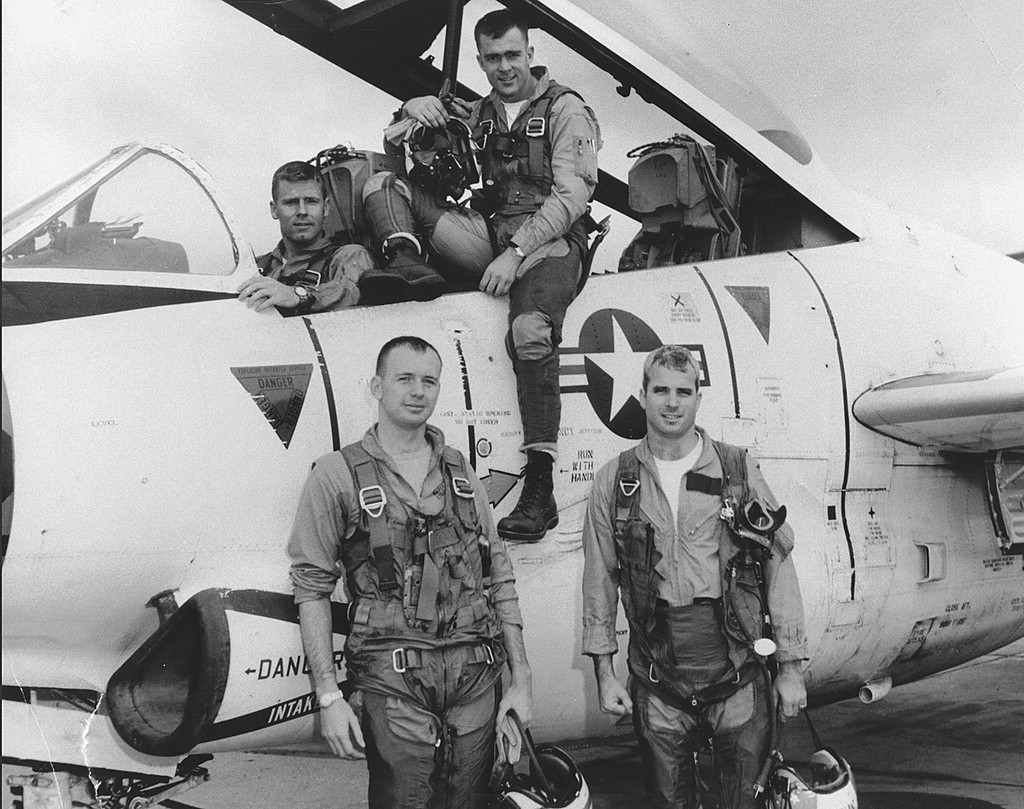
John McCain (a destra) ha servito come pilota dell'aeronautica nel corso dell'operazione Rolling Thunder prima di essere fatto prigioniero.

Johnson ritenne che limitando quanto più possibile le informazioni da fornire all'opinione pubblica e perfino all'assemblea congressuale avrebbe massimizzato la sua flessibilità per un eventuale successivo cambiamento di rotta.
Fin da marzo Bundy cominciò a sollecitare l'uso delle forze di terra, sostenendo che le operazioni aeree da sole non sarebbero bastate a fermare l'aggressione dei Viet cong contro il Sud del paese. Il presidente risponderà approvando un aumento dei soldati di stanza nel territorio vietnamita e, soprattutto, un cambio di missione: da prettamente difensiva a eminentemente offensiva. Anche dopo una tale modifica radicale continuerà con aria di sfida ad insistere sul fatto che tutto ciò non avrebbe dovuto essere rappresentato pubblicamente come un cambiamento nella politica esistente in precedenza.

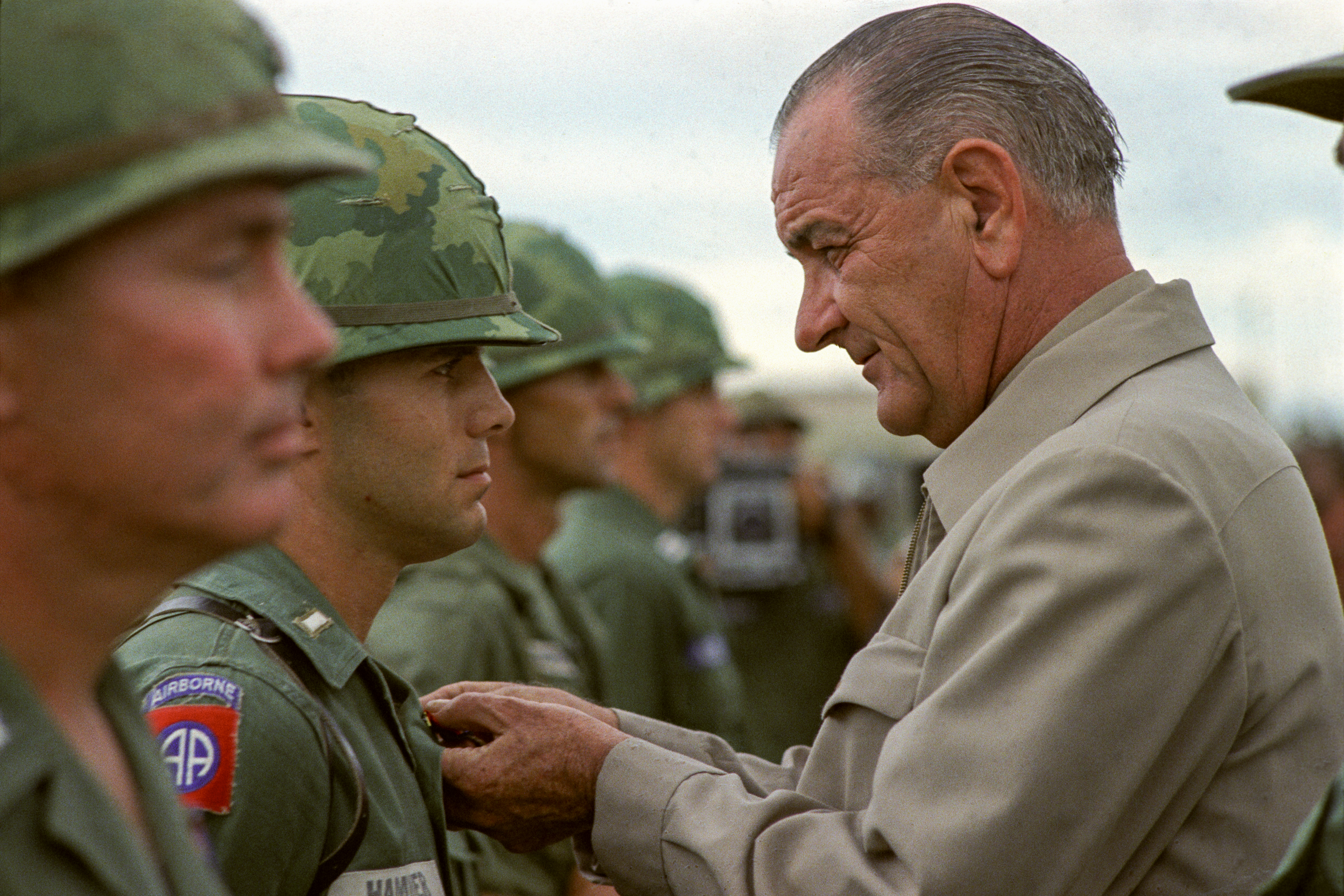
Il presidente appunta una medaglia sul petto di un soldato nel corso di una sua visita al fronte il 26 ottobre del 1966.

Dopo che gli assistenti di primo piano e maggiormente influenti dell'amministrazione, inclusi il Segretario della Difesa Robert McNamara, il futuro Capo di stato maggiore dell'Esercito degli Stati Uniti generale William Westmoreland, il Capo dello stato maggiore congiunto generale Earle Wheeler, William Bundy e l'ambasciatore Maxwell Taylor raccomandarono che Johnson continuasse ad aumentare i contingenti militari, il numero totale di personale militare statunitense in servizio attivo nel Vietnam crebbe fino a 82.000 a metà giugno del 1965.
Dopo che il diplomatico Taylor ebbe riferito che l'offensiva aerea contro il Nord si era dimostrata in larga parte inefficace il generale Westmoreland raccomandò al presidente di aumentare ulteriormente le truppe di terra fino a portarle a 175.000 unità. Dopo essersi consultato con i suoi principali consiglieri, Johnson, sempre così desideroso di mantenere un basso profilo, sceglierà di annunziare in una conferenza stampa un aumento di 125.000 soldati, con ulteriori forze da inviare in seguito di espressa richiesta.
La pianificazione messa in atto dal generale avvierà la marcia verso l'Escalation, la fase di crescente impegno di truppe e di continue operazioni di ricerca e distruzione per cercare di ottenere una vittoria militare netta e decisiva.
Allo stesso tempo, per tentare di disinnescare almeno in parte gli effetti della propria dichiarazione, nominò Abe Fortas in qualità di giudice associato della Corte suprema degli Stati Uniti d'America e John Chancellor come direttore di Voice of America. Il presidente si descrisse allora come fortemente combattuto da scelte sgradevoli, tra l'invio di giovani americani a morire nel bel mezzo delle foreste vietnamite ed il cedere ai comunisti; se avesse fatto inviare truppe aggiuntive sarebbe stato attaccato come interventista, ma se non lo avesse fatto avrebbe rischiato di essere messo sotto stato d'accusa (l'Impeachment). A ottobre del 1965 v'erano 200.000 soldati schierati nel Vietnam.
Verso la fine dell'anno, dopo essersi consigliato con i Capi congiunti militari ed altri consulenti deciderà di aumentare le truppe al ritmo di 15.000 al mese per tutto il 1966 invece di inviarle tutte in una volta sola, con l'intento esplicito di evitare una pubblicità negativa. Allo stesso tempo vi fu una deliberazione a favore di una pausa nei bombardamenti e verso dicembre scelse di avviare una cosiddetta "offensiva di pace"; le interruzioni dei bombardamenti e le trattative volte a raggiungere un accordo di pacificazione termineranno il 31 gennaio del 1966 senza aver ottenuto alcun effetto positivo percepibile.

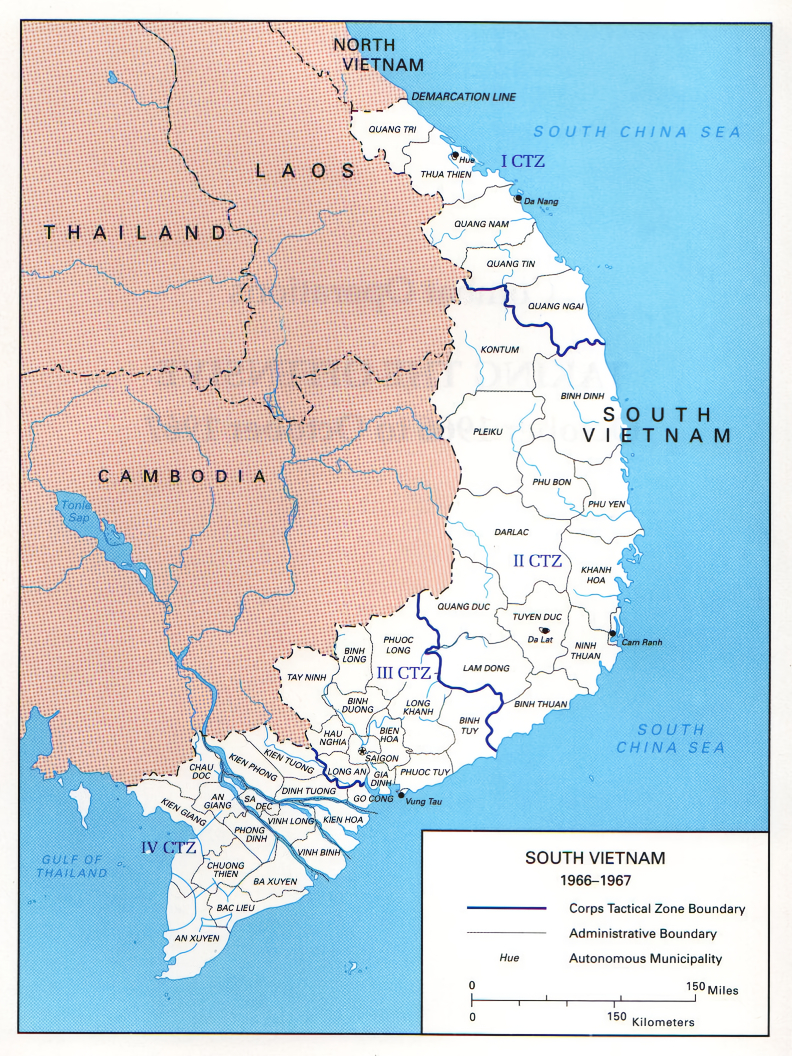
La regione delle operazioni militari nel Vietnam del Sud nel biennio 1966-67.

All'inizio di quello stesso anno Robert Kennedy avrà motivo di criticare duramente la decisione del presidente di riprendere gli attacchi aerei affermando gli Stati Uniti avrebbero potuto essere diretti "su una strada dalla quale non si può più tornare indietro, una strada che porta alla catastrofe per l'intera umanità". Poco dopo la "United States Senate Committee on Foreign Relations" presieduta da J. William Fulbright cominciò a tenere audizioni televisive esaminando la politica dell'amministrazione in materia di strategia nel Vietnam.
L'impazienza dimostrata nei confronti di Johnson e i dubbi a riguardo della metodologia da lui assunta continuarono a crescere al Campidoglio (Washington) fino a primavera inoltrata. A giugno Richard Brevard Russell Jr., presidente della "United States Senate Committee on Armed Services", ebbe modo di riflettere - seppur grossolanamente - lo stato d'animo nazionale dichiarando difatti che era davvero giunto il momento "di farla finita una volta per tutte o di andarsene". A partire dall'autunno diverse fonti iniziarono a segnalare progressi negli attacchi contro la logistica e le infrastrutture del Nord.

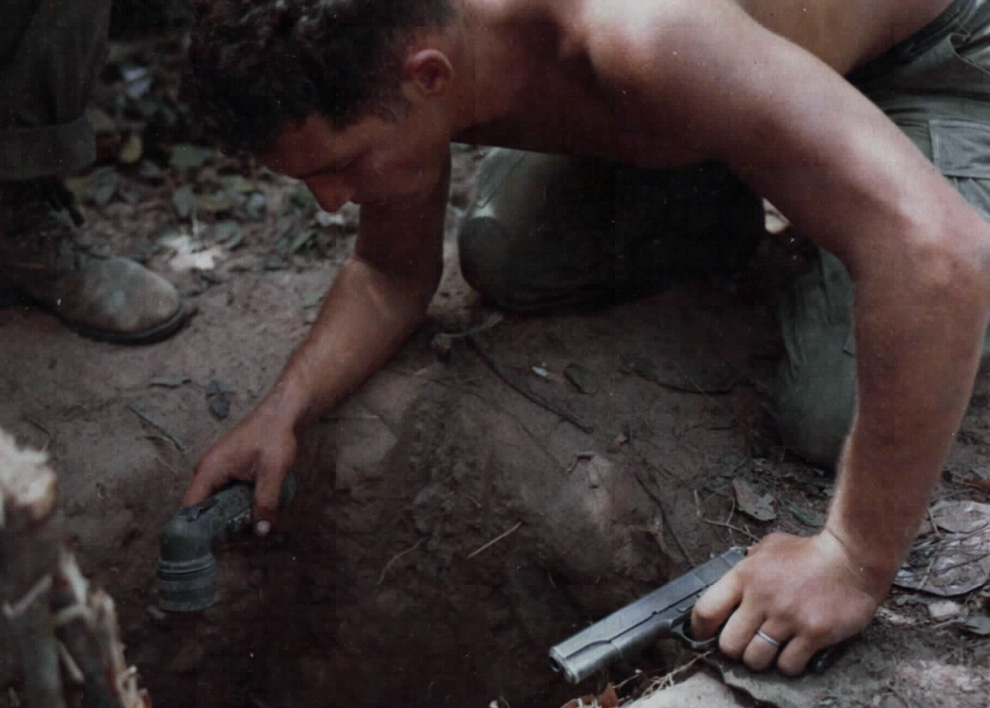
Soldati americani che si appestano ad intrufolarsi in un tunnel rat approntato dai Viet cong (gennaio del 1967).

Johnson verrà quindi sollecitato da tutte le parti d'iniziare seriamente le discussioni per porre termine al conflitto. Le divergenze tuttavia erano ancora costituite da richieste inaccettabili per entrambe le parti in causa; una fine unilaterale dei bombardamenti e il ritiro delle forze armate straniere.
W. Averell Harriman venne nominato "ambasciatore per la pace" del presidente con l'incarico di promuovere i negoziati. Westmoreland e McNamara quindi raccomandarono un programma concertato per avviare la pacificazione della regione; Johnson porrà formalmente questo sforzo sotto il diretto controllo militare in ottobre.
Nel corso di questo periodo il presidente divenne sempre più ansioso di giustificare le vittime della guerra e parlò della necessità di una vittoria decisiva, nonostante l'oramai conclamata impopolarità della causa.
Alla fine dell'anno risulterà del tutto chiaro che i tentativi di pacificazione erano largamente inefficaci, proprio così come lo era stata la campagna aerea. Johnson accetterà quindi la nuova raccomandazione di McNamara di aggiungere 70.000 soldati entro il 1967 ai 400.000 già precedentemente impegnati. Mentre d'altro canto il segretario della Difesa non raccomandava alcun aumento del livello dei bombardamenti il presidente concordò invece con i consigli ricevuti dalla CIA di intensificarlo.
La nuova fase bellica comincerà nonostante i colloqui segreti che si stavano tenendo a Varsavia tra i rappresentanti del Nord e del Sud vietnamita; con la ripresa degli attacchi che pose termine ai colloqui le intenzioni nordvietnamite non vennero considerate essere né affidabili né tantomeno mosse da propositi sinceri.

Robert Kennedy a colloquio col presidente nel 1966.

#### 1967-1969
A partire dal marzo del 1967 l'ex Procuratore generale R. Kennedy iniziò ad assumere un'opposizione più pubblica alla guerra in un discorso pronunziato al Senato; questo fatto, assieme alla luce della sua oramai più che probabile candidatura alle elezioni primarie democratiche del 1968 inibì e amareggiò Johnson tanto da fargli adottare una politica maggiormente realistica.

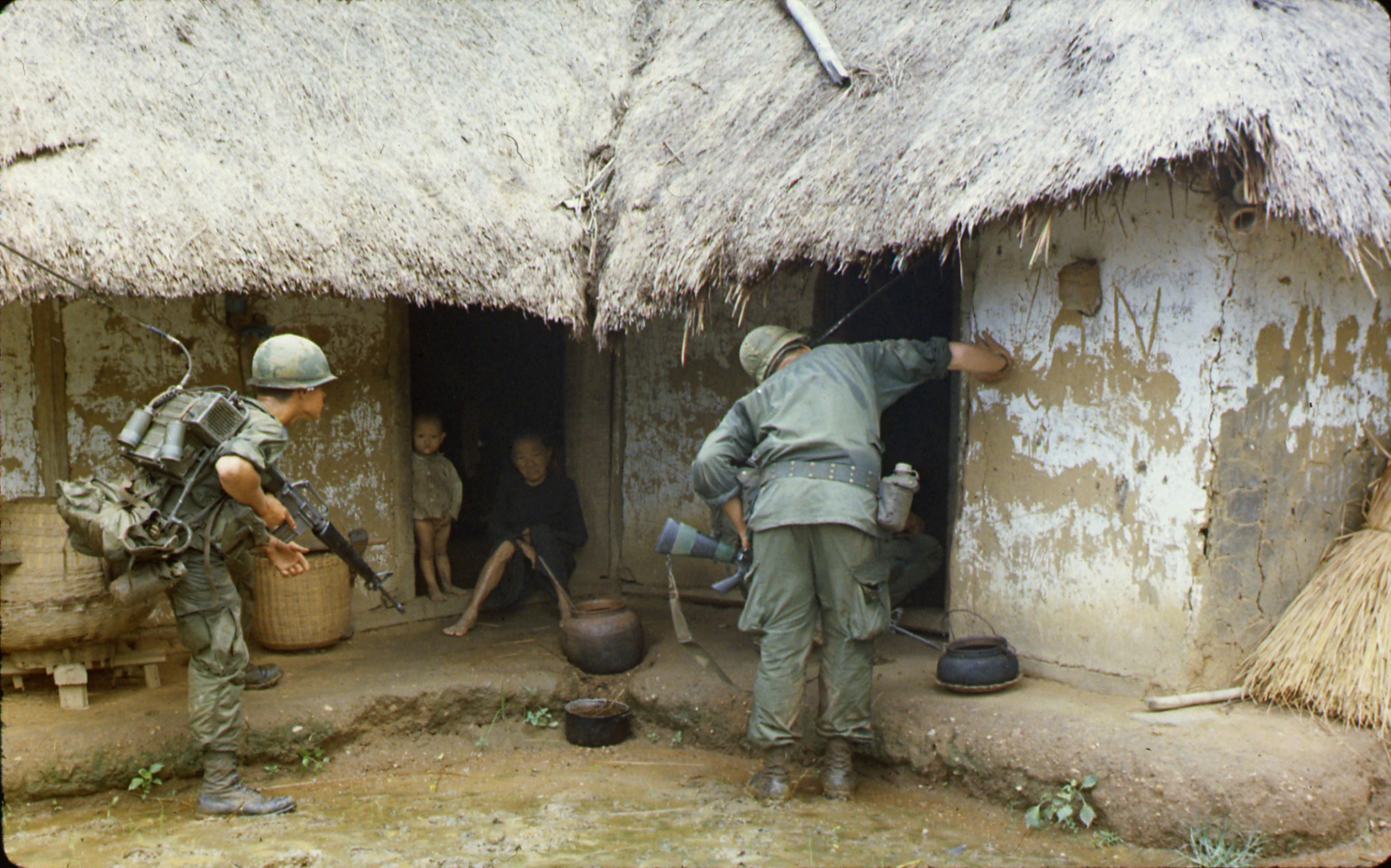
Rastrellamento in un villaggio vietnamita alla ricerca dei Viet cong (6 ottobre del 1966).

Il Segretario della Difesa R. McNamara offrirà al presidente una possibile via d'uscita non più tardi di maggio; l'amministrazione avrebbe sempre potuto dichiarare che il proprio obiettivo - l'autodeterminazione del Vietnam del Sud - fosse stato raggiunto e che le imminenti elezioni vietnamite di settembre avrebbero fornito la possibilità di un governo di coalizione. Gli Stati Uniti potevano difatti ancora ragionevolmente attendersi che il paese si sarebbe assunto la piena responsabilità dei risultati.
Johnson rimase però riluttante, alla luce di alcune relazioni ottimistiche - ancora una volta di assai dubbia attendibilità - le quali rispondevano alle valutazioni negative sul conflitto ma fornendo altresì una speranza di miglioramento. La CIA stava intanto segnalando ampie carenze di beni di prima necessità ad Hanoi oltre ad una rete elettrica fortemente instabile ed infine anche sostanziali riduzioni tra il personale militare.

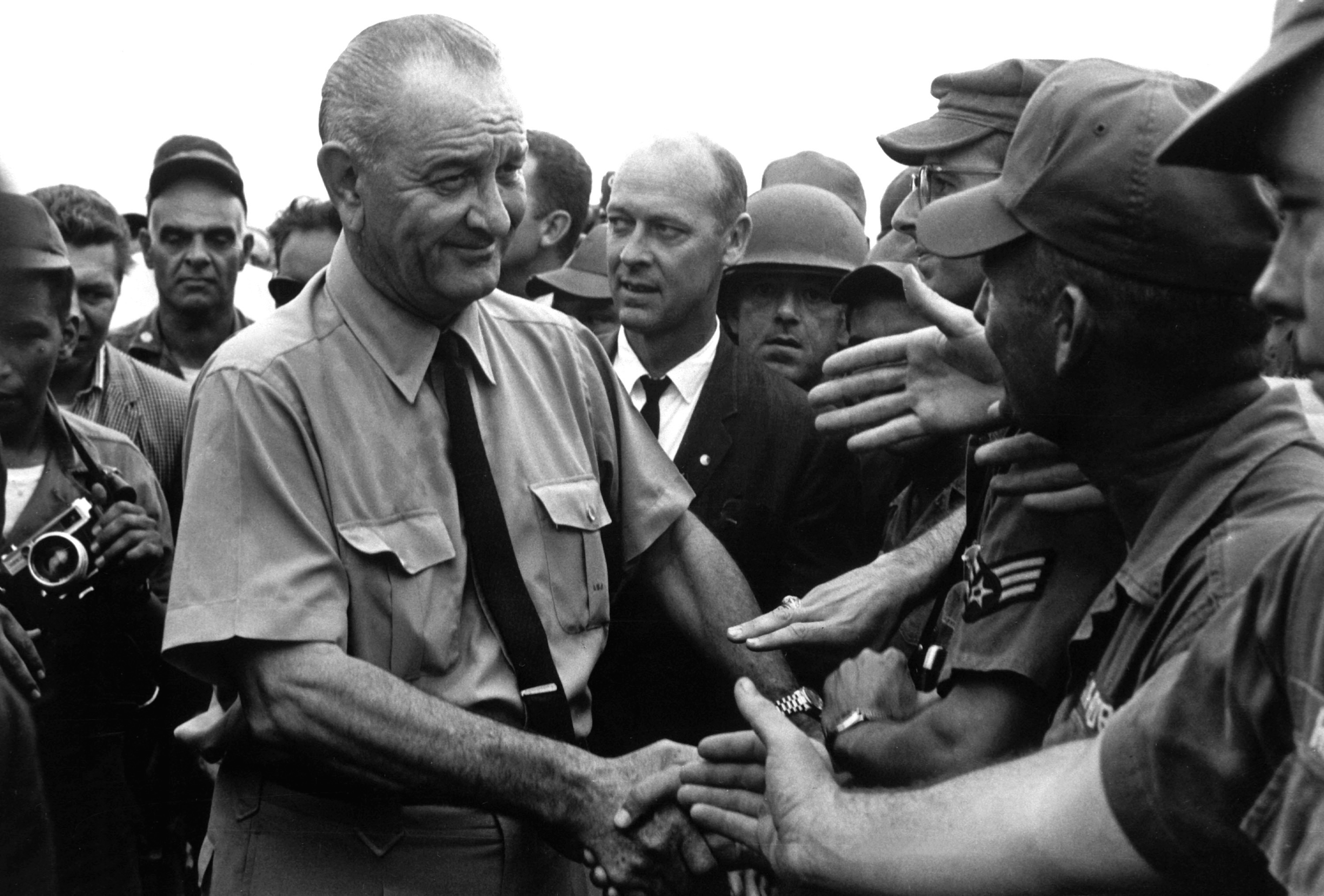
Il presidente in visita alle truppe dislocate nel Vietnam del Sud nel 1966.

Verso la metà di quello stesso 1967 quasi 70.000 americani erano già stati uccisi o feriti nel corso dei combattimenti all'interno di un conflitto che veniva generalmente descritto dai mezzi di comunicazione di massa come in "una situazione di stallo". A luglio il presidente invierà McNamara, il generale Wheeler e altri ad incontrarsi con Westmoreland al fine di raggiungere un accordo sui piani da approntare e concertare per l'immediato futuro. Da parte sua Westmoreland richiederà a sua volta ulteriori 80.500-200.000 rinforzi in aggiunta ai 470.000 soldati già programmati per essere inviati in Vietnam.; Johnson accetterà un aumento di 55.000 unità portando così il totale a 525.000.
In agosto, con il supporto dei capi congiunti militari, sceglierà di far espandere la campagna aerea escludendone dalla lista degli immediati obiettivi solamente Hanoi, Haiphong ed una striscia di terra che faceva da zona cuscinetto con la Repubblica Popolare Cinese. Più tardi McNamara relazionerà una sottocommissione del Senato sul fatto che neppure un allargamento estensivo della campagna aerea sarebbe mai riuscito a convincere il Vietnam del Nord a piegarsi nell'accettare di aprire un tavolo di pace.
I capi congiunti rimasero sbalorditi e minacciarono in massa di dare le dimissioni; McNamara verrà invitato urgentemente a colloquio alla Casa Bianca; tuttavia Johnson aveva già avuto modo di ricevere dettagliati rapporti dalla CIA che nella sostanza confermavano almeno in parte l'analisi espressa da McNamara. Nel frattempo si concluse un'elezione che fece istituire un governo costituzionale nel Vietnam del Sud, fornendo qualche timida speranza su un possibile prossimo avvio di colloqui di pace.

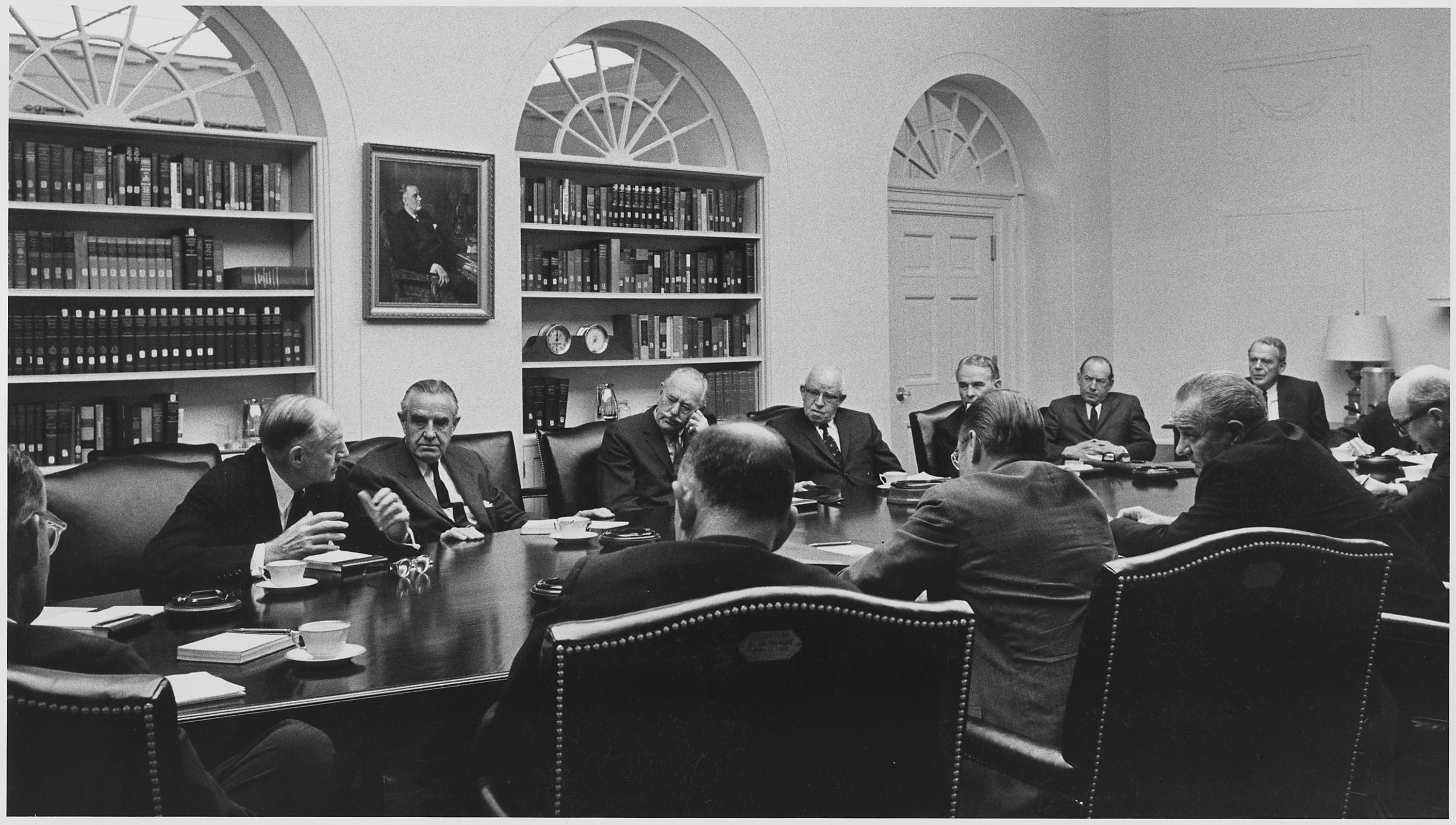
Johnson incontra un gruppo di consulenti di politica estera, chiamati collettivamente "i saggi", nel novembre del 1967 per discutere sulla continuazione o meno dell'impegno americano nello sforzo della guerra del Vietnam.

Con la guerra indiscutibilmente in una situazione di stallo e alla luce dell'oramai sempre più diffusa disapprovazione del conflitto da parte dell'opinione pubblica, il presidente convocò un gruppo di veterani esperti di politica estera federale, informalmente noti come "i saggi", per cercare di ottenere una visione nuova ed approfondita del teatro di guerra.
L'ex segretario di Stato Dean Acheson, il generale Omar Bradley, l'agente diplomatico George Wildman Ball, McGeorge Bundy, il legale Arthur Dean, l'ex segretario al Tesoro C. Douglas Dillon, il giudice Abe Fortas, Averell Harriman, Henry Cabot Lodge, il diplomatico Robert Daniel Murphy e il generale Max Taylor all'unanimità si opposero a lasciare il Vietnam incoraggiando invece Johnson a "mantenere invariato l'attuale corso delle cose". Il 17 di novembre in un discorso televisivo nazionale il presidente assicurerà il pubblico americano nel modo seguente: "stiamo infliggendo maggiori perdite di quante ne stiamo subendo... Stiamo facendo progressi" .

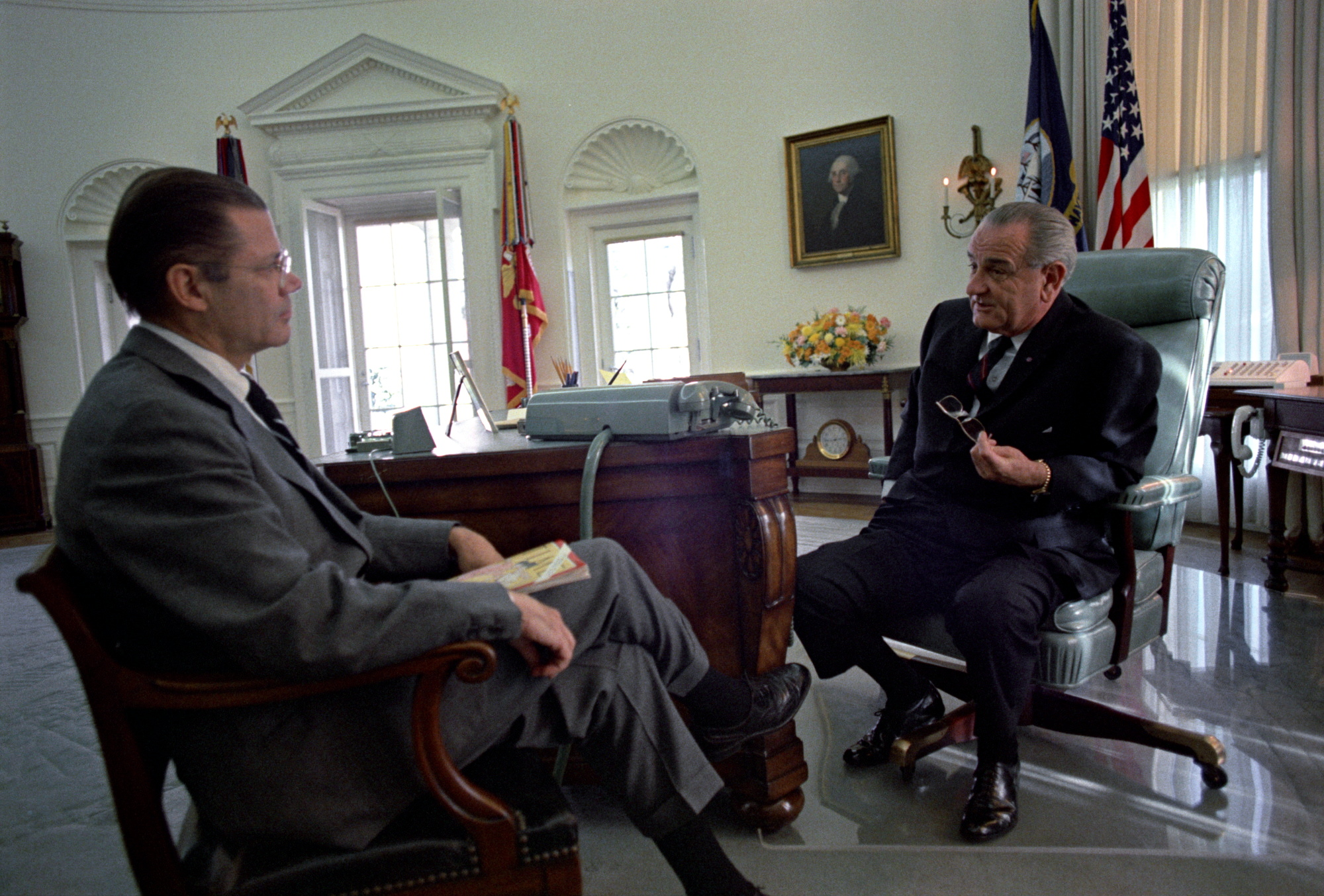
Robert McNamara a colloquio con il presidente.

Meno di 2 settimane dopo un demotivato McNamara annunzierà le proprie irrevocabili dimissioni; in privato aveva cominciato infatti ad esprimere regolarmente dubbi sempre più approfonditi sulla strategia di guerra adottata dal presidente, attirandosi in tal maniera severe critiche. Egli non farà che unirsi alla lista crescente dei principali assistenti di Johnson che finiranno con lo scegliere le dimissioni nel corso della guerra, tra cui il portavoce della Casa Bianca Bill Moyers, lo stesso McGeorge Bundy e George W. Ball.

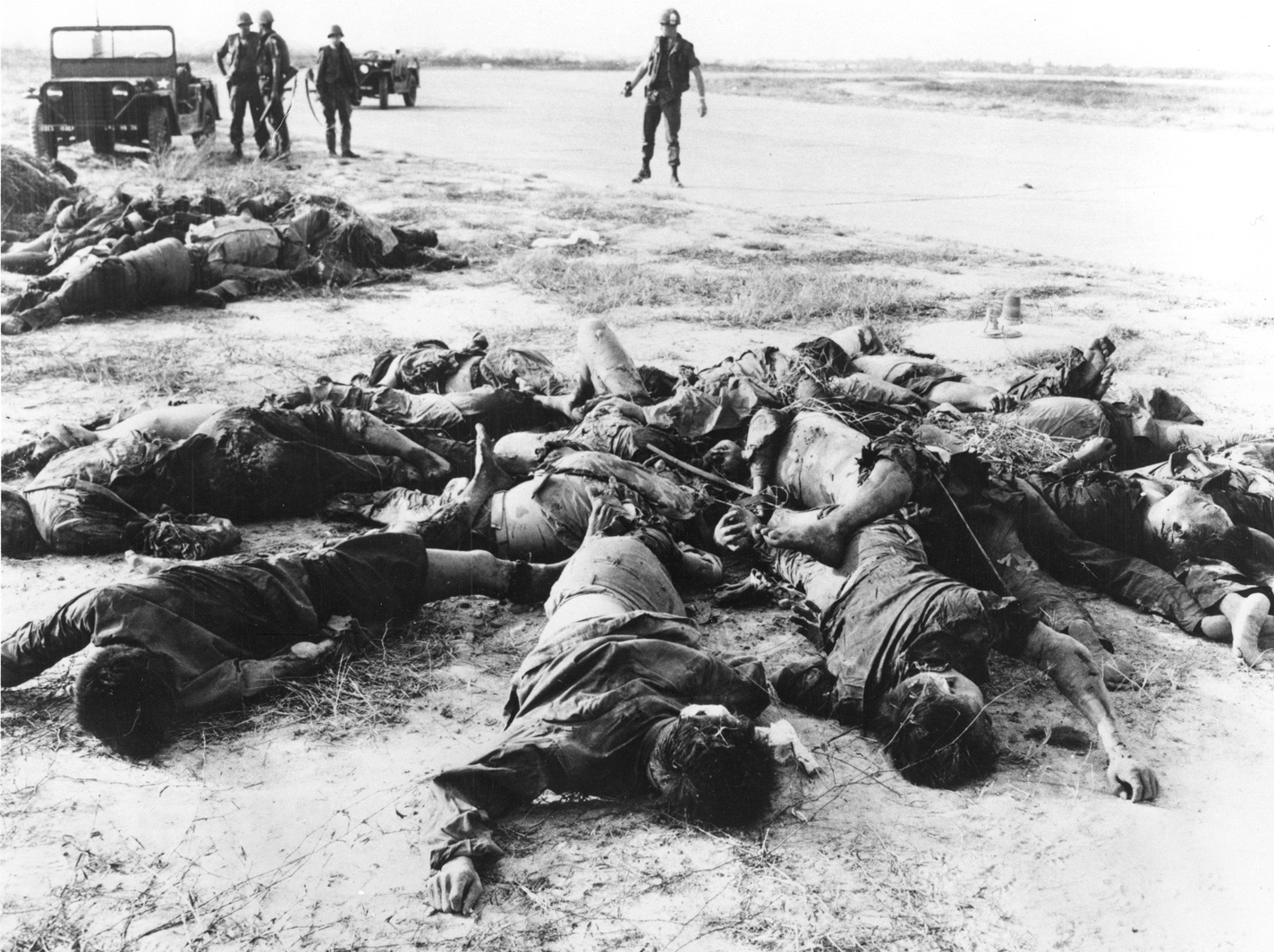
Viet cong/Quân Đội Nhân Dân Việt Nam uccisi dal personale dell'aeronautica statunitense durante un attacco compiuto contro il perimetro esterno della "Tan Son Nhut Air Base" durante l'offensiva del Têt.

Il 30 gennaio del 1968 i nordvietnamiti con l'appoggio dei Viet cong dettero il via all'offensiva del Têt contro le 5 maggiori città sudvietnamite; anche se l'offensiva si rivelerà un fallimento su un piano strettamente militare avrà un forte impatto e costituirà un'indubbia vittoria psicologica, indirizzando in una maniera definitiva l'opinione pubblica americana la quale comincerà a schierarsi compatta contro lo sforzo bellico. L'amministrazione fu accusata di aver mentito al popolo americano sull'andamento della guerra.

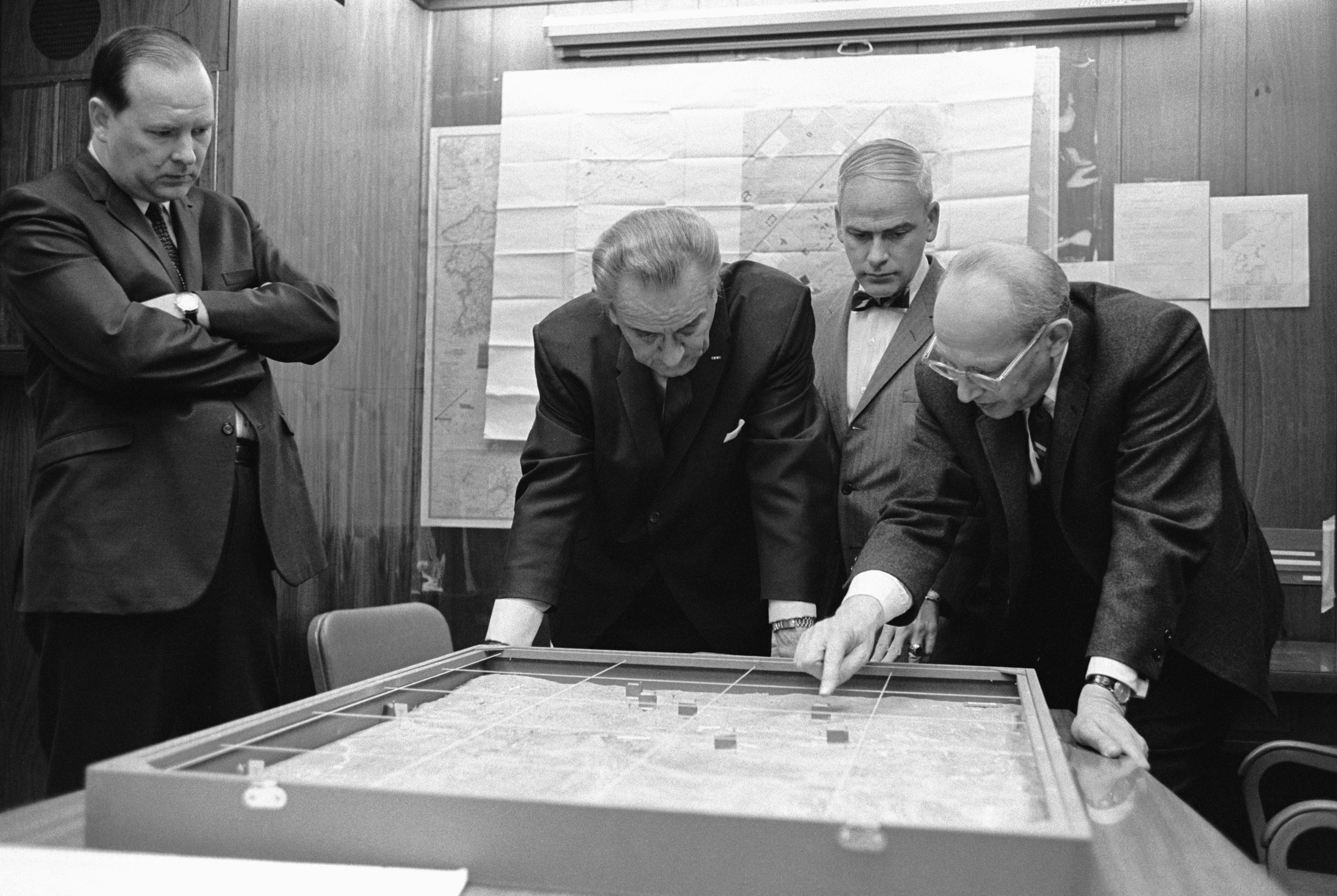
Walt Whitman Rostow mostra al presidente un modello dell'area dell'Assedio di Khe Sanh nel febbraio del 1968.

In febbraio il celebre giornalista Walter Cronkite della CBS News nel corso di una votazione della "persona più fidata della nazione" espresse apertamente l'atmosfera vigente, dichiarando il conflitto in stallo perpetuo e che neppure un'escalation dei combattimenti avrebbe potuto riuscire a cambiare lo stato delle cose. Johnson reagirà dicendo: "Se ho perso Cronkite, ho perso il centro dell'America".

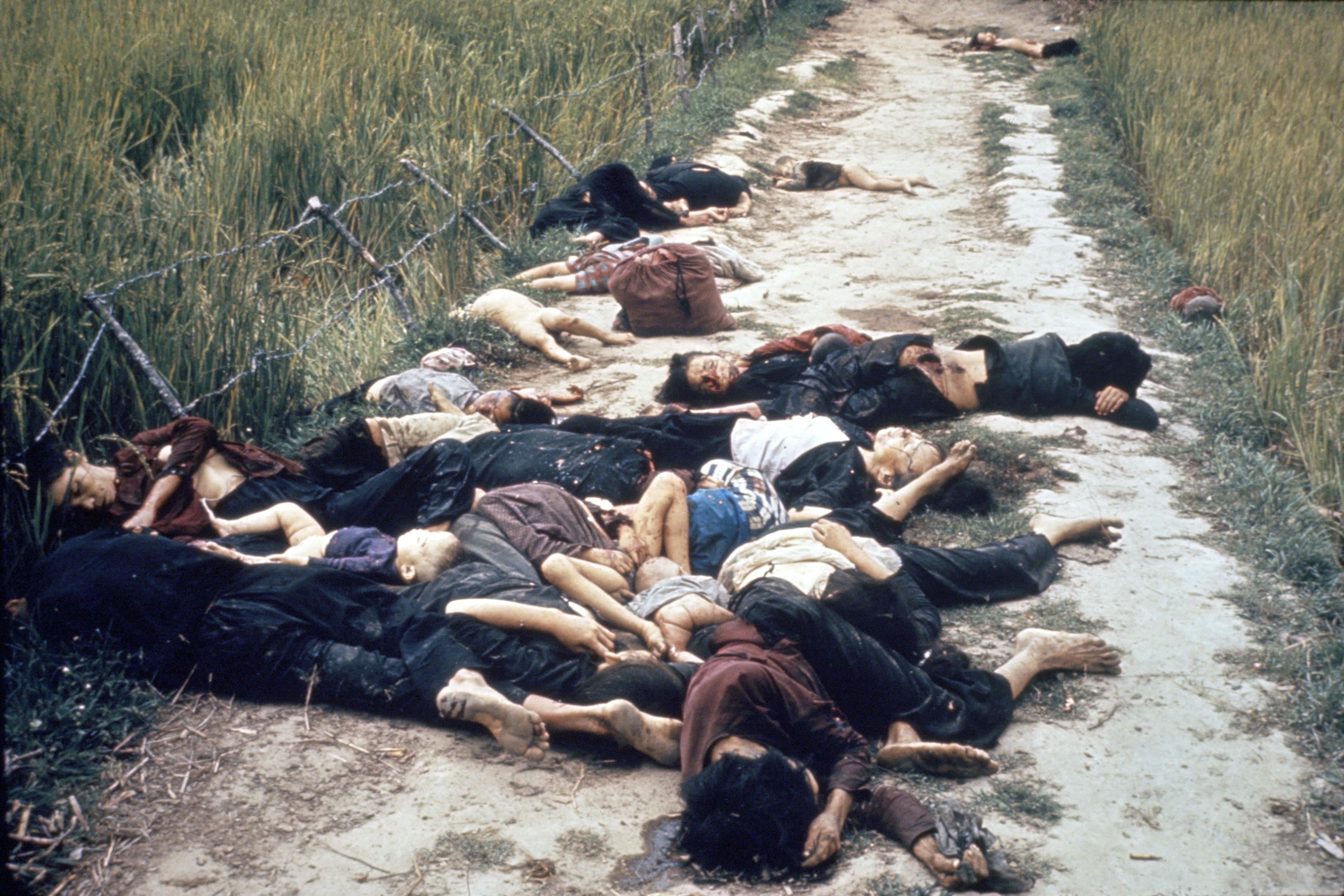
Il Massacro di My Lai, un esempio della "guerra sporca" condotta in Vietnam (16 marzo del 1968).

In effetti ovunque si viveva in una situazione di spossante demoralizzazione: il 26% degli intervistati approvò la gestione presidenziale, mentre il 63% si dimostrò contrariata da essa. Intanto Johnson aumenterà di 22.000 unità le truppe schierate nel Vietnam, nonostante la raccomandazione dei capi congiunti di moltiplicare quel numero di almeno 10 volte.
A marzo il presidente si trovava alla disperata ricerca di una via d'uscita. Clark Clifford, nuovo segretario della Difesa, descriverà senza mezze misure la guerra come perdente e propose quindi di tagliare il conto delle perdite e uscirsene via il prima possibile. Deciderà anche di limitare tutti i futuri bombardamenti con l'immediato risultato che il 90% della popolazione nordvietnamita e il 75% del suo territorio ridiventò libero dagli attacchi aerei.
Il 25 di marzo dopo essere stati informati dai funzionari del Dipartimento di Stato, dal Pentagono e dalla CIA il gruppo dei cosiddetti "saggi" s'incontrerà ancora una volta col presidente; questa volta però sconsigliarono vivamente ulteriori aumenti delle truppe raccomandando invece l'amministrazione di ricercare una pace negoziata. Seppur inizialmente irritato dalle conclusioni prese, Johnson accetterà rapidamente il fatto che la loro valutazione della situazione risultava essere particolarmente accurata e non inficiata da valutazioni personali.
Il 31 di marzo si ebbe l'annunzio dell'interruzione temporanea dei bombardamenti nel Nord, mentre allo stesso tempo il presidente dichiarò ufficialmente che non avrebbe cercato di essere rieletto per un altro mandato. Ad aprile si riuscirono ad aprire le discussioni sui colloqui di pace e dopo lunghe trattative sul sito in cui essi avrebbero dovuto svolgersi venne accettata da entrambe le parti Parigi.
A maggio inizieranno gli incontri. Dopo aver visto però che non sembravano dare alcun risultato tangibile venne presa la decisione di ricorrere a discussioni private. Due mesi dopo fu evidente che neppure gli incontri personali erano risultati più produttivi. Nonostante le raccomandazioni ricevute ad agosto da parte di W. Averell Harriman, Cyrus Vance, Clifford e Bundy di fermare unilateralmente i bombardamenti come incentivo per Hanoi ad impegnarsi seriamente in sostanziali colloqui di pace, Johnson vi oppose un netto rifiuto, cercando così di tornare sui suoi passi.
Ad ottobre, quando le parti si stavano avvicinando ad un accordo sull'arresto degli attacchi aerei, il candidato per il Partito Repubblicano alle elezioni presidenziali del 1968 Richard Nixon intervenne con i sudvietnamiti e fece promesse di migliori condizioni, in modo da far ritardare qualsiasi accordo sulla questione a dopo l'appuntamento elettorale.

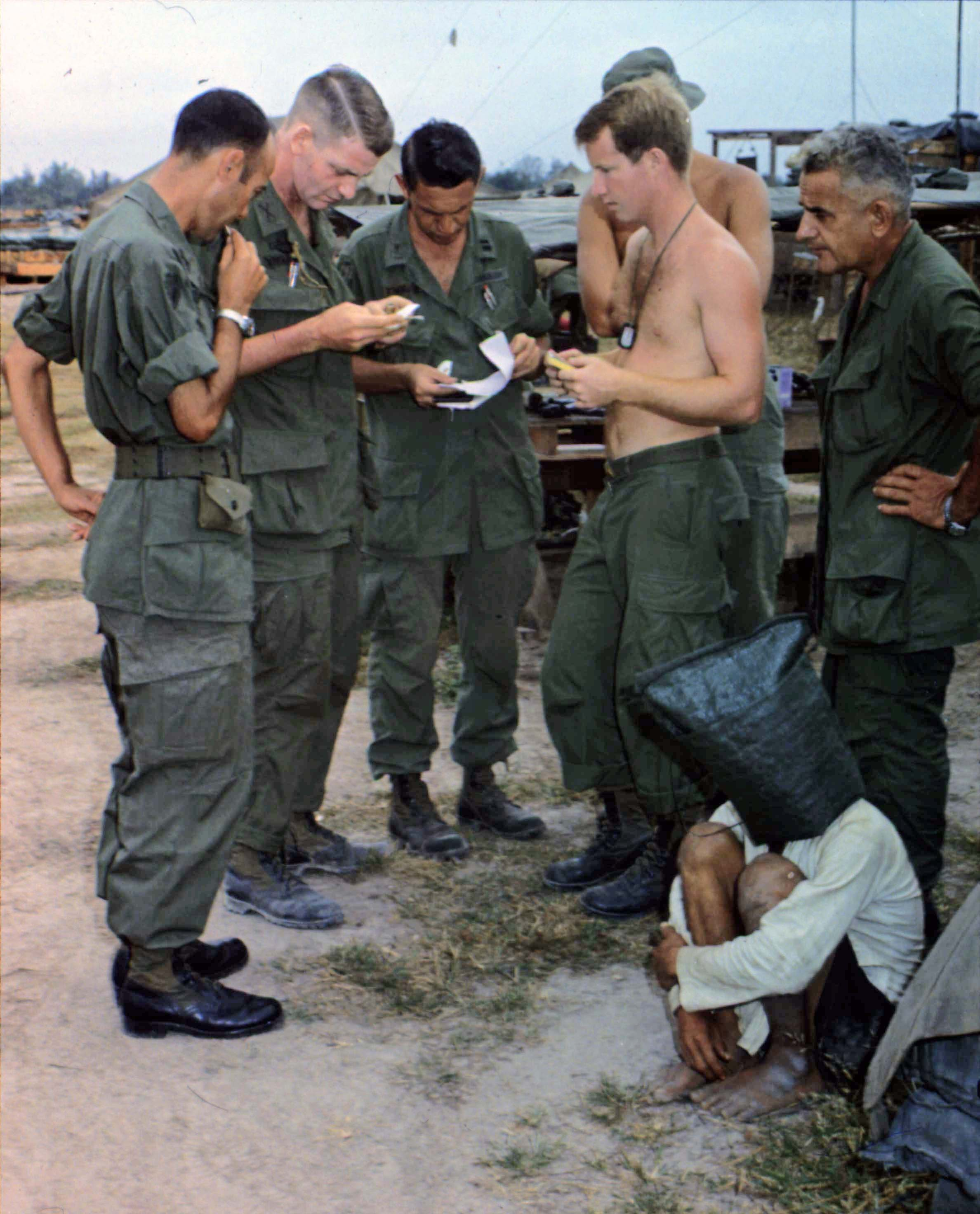
Un presunto attivista dei Viet cong catturato durante un attacco compiuto contro un avamposto americano vicino al confine cambogiano, viene interrogato con un sacchetto di plastica che gli copre il volto (dicembre dell 1968).

Passato novembre l'attenzione principale del presidente uscente si concentrò nel tentativo di convincere il Sud a continuare a partecipare ai colloqui di Parigi. Molto ironicamente solo dopo che Nixon si aggiunse alle esortazioni di Johnson i sudvietnamiti accettarono di rimettersi al tavolo dei negoziati; ma anche allora discuteranno solamente di questioni meramente procedurali fintanto che non s'insediò la presidenza di Richard Nixon. Johnson avrà poi l'occasione di riassumere la sua prospettiva della guerra del Vietnam come segue:
Secondo il giornalista Christopher Hitchens furono proprio le manovre politiche di Nixon e del suo stretto collaboratore Henry Kissinger a far fallire le trattative di pace di Johnson, che avrebbero potuto porre fine al conflitto con anni di anticipo.

### Unione Sovietica
Sebbene impegnato nel suo "Containment" Johnson perseguirà una politica non conflittuale con la stessa Unione delle Repubbliche Socialiste Sovietiche, preparando in tal maniera il terreno per la distensione dei seguenti anni 1970. Il presidente fu estremamente preoccupato di scongiurare la possibilità di una guerra nucleare e cercò di ridurre le tensioni nel continente europeo con i paesi che si trovavano al di là della Cortina di ferro.

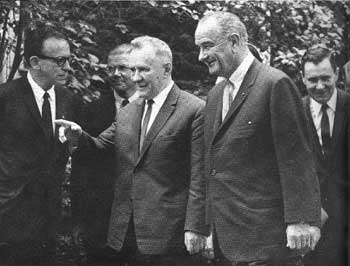
Il presidente con il premier dell'Unione Sovietica Aleksej Nikolaevič Kosygin a Glassboro.

L'amministrazione perseguirà gli accordi sul controllo degli armamenti firmando il Trattato sullo spazio extra-atmosferico nel 1967 e il Trattato di non proliferazione nucleare nel 1968; porrà inoltre le basi per i colloqui sulla limitazione delle armi strategiche (Accordi SALT e SALT I). Johnson tenne un incontro largamente amichevole con il premier dell'Unione Sovietica Aleksej Nikolaevič Kosygin alla "Glassboro Summit Conference" nel giugno del 1967.

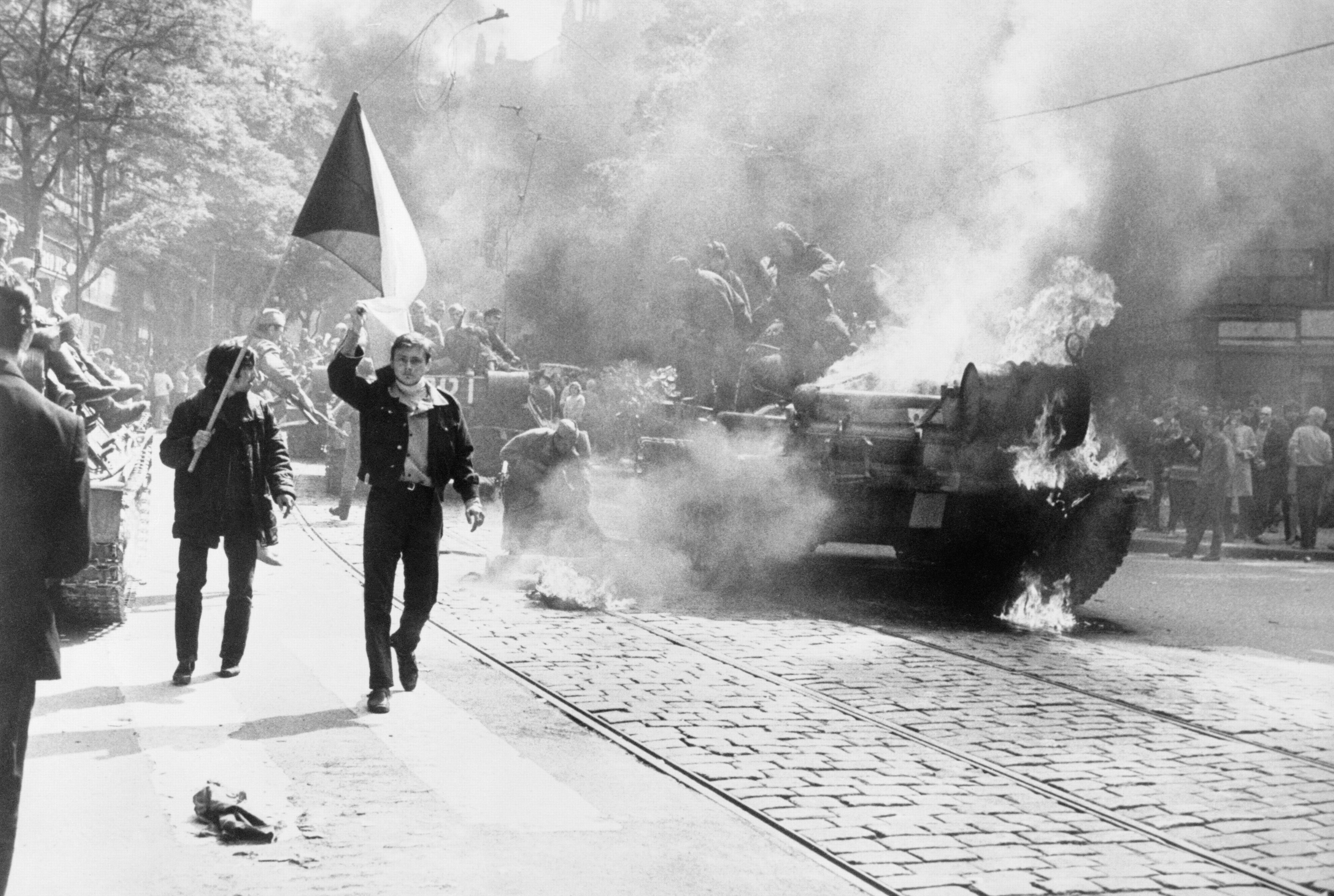
Scontri a Praga dopo l'invasione della Cecoslovacchia da parte del Patto di Varsavia.

#### Primavera di Praga e invasione sovietica
Solo l'anno successivo però le forze del Patto di Varsavia abbatteranno brutalmente il vento di rinnovamento scaturito dalla Primavera di Praga, un tentativo di democratizzazione e rinnovamento della Cecoslovacchia portato avanti da Alexander Dubček. L'intervento militare pose fine alle speranze di Johnson di un vertice sul controllo degli armamenti, sebbene gli Stati Uniti non avessero mai preso seriamente in considerazione la possibilità di intervenire direttamente a fianco del paese aggredito.
Il 16 gennaio del 1969 il giovane studente universitario Jan Palach si darà fuoco in Piazza San Venceslao per protestare contro l'avvenuta aggressione straniera.

### Regno Unito e Europa occidentale
Il Primo ministro del Regno Unito Harold Wilson (1964-70) credette nell'idea una forte "relazione speciale" con gli Stati Uniti e cercò pertanto mettere in una luce sempre più brillante i suoi rapporti con la Casa Bianca, ma esclusivamente per rafforzare il proprio prestigio di statista. Il presidente però non gradì affatto l'intenzione tanto che ignorò quasi del tutto qualsiasi ipotesi di una tal "relazione bilaterale".
La guerra del Vietnam fu uno dei punti maggiormente dolenti messi sul campo; Johnson aveva bisogno e già chiesto aiuto e collaborazione per poter mantenere intatto il prestigio americano nel conflitto in corso; ma Wilson non ebbe la capacità di offrirgli altro che un tiepido sostegno verbale e nessun concreto supporto militare. La politica adottata ebbe così l'effetto di far arrabbiare anche la sinistra del Partito Laburista allora al governo.
Wilson e Johnson differirono nettamente anche sulla debolezza economica britannica nella sua generalità e sul declino dell'ex paese colonialista dallo status di grande potenza mondiale. Lo storico Jonathan Colman conclude affermando che si realizzò una tipologia di "relazione speciale" tra le più insoddisfacenti dell'intero XX secolo.
Mentre le varie economie nazionali dell'Europa occidentale segnalavano forti segni di ripresa i diversi leader europei cercarono sempre più di ricostruire l'alleanza politico-economico-militare con gli USA come una "partnership" tra uguali. Questa tendenza, insieme alla politica conciliante del presidente nei confronti dell'Unione Sovietica in associazione all'Escalation condusse ad una serie di profonde fratture interne alla stessa NATO.
La richiesta che i membri dell'alleanza atlantica inviassero anche - persino - solamente delle "forze simboliche" nel Vietnam del Sud venne negata dai dirigenti europei i quali mancavano di un interesse strategico preciso sulla regione dell'ex Indocina. Sia la Germania Ovest che - in particolare - la Quinta Repubblica francese perseguirono delle politiche estere del tutto indipendenti, fino a giungere al punto che nel 1966 il presidente della Francia Charles de Gaulle ritirò il proprio paese dall'alleanza militare diretta.
Il clamoroso ritiro dei francesi, assieme ai tagli delle spese per la Difesa approntati dagli inglesi e dai tedeschi contribuirono ulteriormente ad indebolire in una maniera sostanziale la NATO, pur rimanendo intatta. Johnson si astenne dal criticare de Gaulle e al contempo resistette alle richieste espresse da più parti di ridurre i livelli della presenza di truppe statunitensi nel continente europeo.

### Vendite militari all'estero
L'assemblea congressuale emanerà una legislazione nell'ottobre 1968, la Foreign Military Sales Act of 1968, per sostenere la politica dell'amministrazione in materia di controllo degli armamenti regionali, accordi di disarmo e scoraggiamento della discriminazione razziale. L'Atto rivela l'impegno e il supporto dato dagli Stati Uniti a un mondo libero dai pericoli degli armamenti e dal flagello della guerra istituendo una "governance" per le autorizzazioni militari straniere alle vendite degli USA e i controlli delle esportazioni belliche.

### Guerra dei sei giorni e Israele
Nel giugno 1967 le tensioni tra Israele e gli stati arabi confinanti si intensificarono fino ad assumere la valenza di scontro armato aperto, un conflitto che diventerà noto come Guerra dei sei giorni. L'Unione Sovietica considerò l'opzione di un'invasione navale di Israele per proteggere i suoi alleati arabi e chiese agli Stati Uniti di costringere l'alleato a porre termine immediatamente alle operazioni.
Anche se Johnson non sostenne pubblicamente gli sforzi bellici di Israele si rifiutò categoricamente di intervenire come invece aveva fatto la precedente Presidenza di Dwight Eisenhower in occasione della crisi di Suez del 1956. Questo conflitto vide per la prima volta l'attivazione della Linea rossa che era stata istituita nel 1963 per volere della presidenza di John Fitzgerald Kennedy.
Alla fine non esplose alcuna guerra tra le grandi potenze e gli israeliani riuscirono ad ottenere rapidamente una vittoria schiacciante, giungendo a conquistare in meno di una settimana di combattimenti la penisola del Sinai e l'intera Cisgiordania oltre a Gerusalemme Est e la striscia di Gaza battendo le forze coalizzate di Egitto, Giordania, Siria, Iraq e Libano.

### Intervento nella Repubblica Dominicana
All'inizio del 1965 Johnson inviò truppe dell'United States Marine Corps nella Repubblica Dominicana per proteggere l'ambasciata locale e per rispondere all'ennesima percezione di una minaccia comunista in America ben rappresentata dalla guerra civile dominicana.
In quella stessa primavera venne raggiunto un accordo su richiesta congiunta dell'Organizzazione degli Stati americani e degli Stati Uniti di porre fine alla rivolta; questa crisi rafforzò la convinzione di Johnson che fosse essenziale convincere i sostenitori e gli oppositori presenti sia in patria che all'estero di avere una strategia efficace per affrontare la sfida comunista portata avanti dal Vietnam del Nord.

### Viaggi internazionali

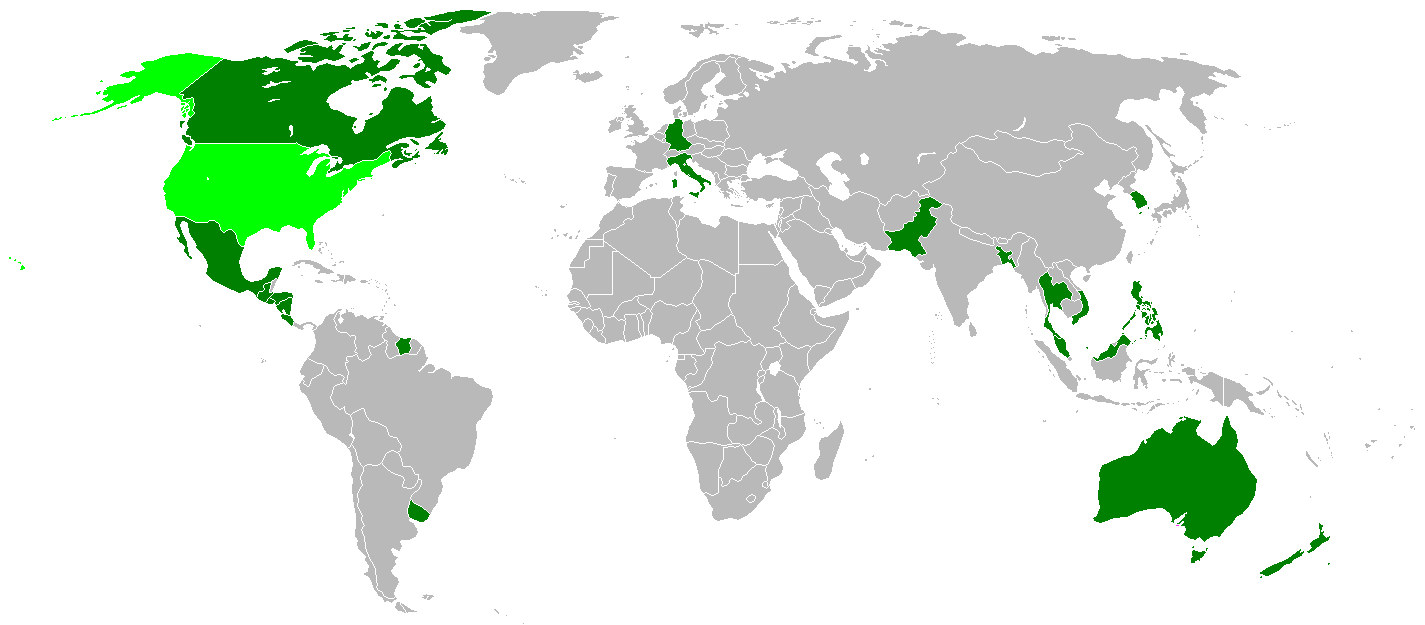
Viaggi presidenziali.

Nel corso del proprio mandato il presidente compì undici viaggi internazionali in venti paesi; volò per 523.000 miglia a bordo dell'Air Force One mentre si trovò in carica. Uno dei più insoliti tra questi - nell'intera storia presidenziale - avvenne a cavallo del Natale 1967. Johnson iniziò il viaggio partecipando al rito funebre per il primo ministro dell'Australia Harold Holt, scomparso in un incidente di nuoto e presumibilmente morto per annegamento.
La Casa Bianca non rivelò in anticipo ai mezzi di comunicazione di massa che il Presidente avrebbe compiuto il suo primo viaggio presidenziale attorno al mondo; esso venne completato percorrendo 26.959 miglia in sole 112,5 ore (4,7 giorni). L'Air Force One attraversò due volte la linea dell'equatore, si fermò nella base aerea di Travis, in California, per poi proseguire in direzione di Honolulu, Pago Pago, Canberra, Melbourne, Nakhon Ratchasima Vietnam del Sud, Karachi ed infine Roma e Città del Vaticano.

## Scadenze elettorali

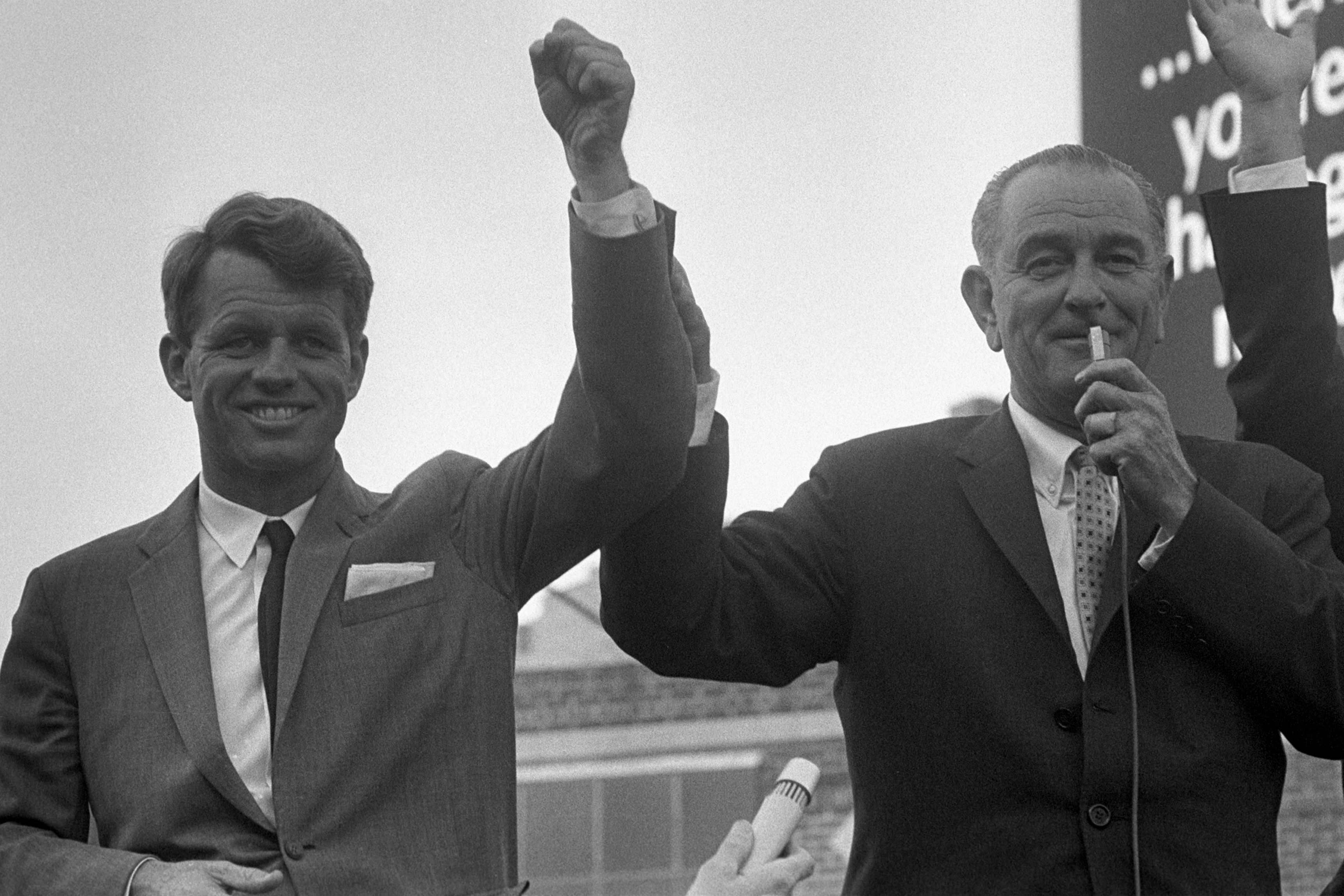
Robert Kennedy e il presidente nel corso della campagna elettorale per le elezioni presidenziali del 1964 (15 di ottobre).

### Elezioni presidenziali del 1964
Il governatore dell'Alabama segregazionista George Wallace entrò in diverse primarie presidenziali democratiche, prendendo una larga fetta del voto in diversi Stati federati. Nel giugno del 1964 egli annunciò che avrebbe cercato la presidenza come indipendente o membro di una terza parte.
Nel frattempo il Partito Repubblicano visse una serie di primarie contestate tra il senatore conservatore Barry Goldwater dell'Arizona e il liberal governatore di New York Nelson Rockefeller. A un certo punto quest'ultimo sembrò essere il favorito, ma il divorzio dalla moglie danneggiò gravemente la sua candidatura. Goldwater divenne il principale contendente a giugno e fu formalmente nominato alla Convention nazionale di luglio. Dopo la nomina a Goldwater Wallace ascoltò le richieste dei conservatori del Sud di ritirarsi dalla gara.
Intanto il "Mississippi Freedom Democratic Party", nato per riunire gli elettori democratici anti-segregazionisti, designo propri delegati alla Convention democratica sfidando il tradizionale Partito formato da soli bianchi. Johnson, però, arrestò l'operazione per paura di perdere consensi che potessero risultare decisivi nella campagna elettorale.
La Convention nazionale Democratica condusse facilmente alla ricandidatura del presidente incumbent e questi celebrò i successi raggiunti dopo meno di un anno di mandato. All'inizio della campagna Robert Kennedy costituiva una scelta molto popolare per concorrere come Vicepresidente, ma Johnson e Kennedy non si erano mai veramente piaciuti a vicenda.
Hubert Humphrey fu infine selezionato come compagno di corsa del presidente, con la speranza che ciò rafforzasse il "Ticket" negli Stati Uniti d'America medio-occidentali e negli Stati Uniti d'America nord-orientali industriali. Johnson, conoscendo perfettamente il grado di frustrazione insito nell'ufficio del Vicepresidente, portò Humphrey - attraverso tutta una serie di interviste - a garantire la sua assoluta lealtà e dopo aver preso la decisione riservò l'annuncio alla stampa fino all'ultimo momento per massimizzare la speculazione dei media e la relativa copertura mediatica. Alla fine della Convention i diversi sondaggi d'opinione mostrarono che Johnson si trovava in una posizione assai comoda per ottenere una facile rielezione.
Sia Johnson che Goldwater cercarono entrambi di raffigurare l'appuntamento elettorale come una scelta tra un liberal e un conservatore. Goldwater fu forse il candidato più conservatore del partito più importante dai tempi del passaggio del New Deal sotto la presidenza di Franklin Delano Roosevelt; all'inizio della campagna presidenziale egli pareva essere ancora un forte concorrente, poiché il suo sostegno nel Sud minacciò di capovolgere tutti gli Stati del profondo Sud verso il Partito Repubblicano.
Tuttavia Goldwater perse slancio man mano che la campagna progrediva. Il 7 di settembre i dirigenti della campagna di Johnson trasmisero la "pubblicità della margherita", che rappresentò con successo Goldwater come un pericoloso guerrafondaio. La campagna elettorale ad effetto – raffigurante una bambina che sfoglia una margherita per decidere, contrapposta al pericolo di una guerra nucleare nel caso di vittoria repubblicana – fu curata dall'agenzia pubblicitaria DDB di William Bernbach.. La combinazione di un'efficace campagna di supporto, l'estremismo percepito di Goldwater, una campagna Repubblicana mal organizzata ed infine anche la popolarità di Johnson portarono i Democratici ad una vittoria elettorale importante.

I risultati delle elezioni presidenziali del 1964.

Il presidente sarà pertanto riconfermato con una "valanga di voti" ottenendo il 61.05% dei voti popolari, la più grande realizzazione ottenuta da un qualsiasi candidato presidenziale dopo le elezioni presidenziali del 1820 le quali portarono alla rielezione della presidenza di James Monroe. Nel Collegio elettorale Johnson sconfisse Goldwater con un margine di 486 Grandi elettori contro 52 e conquistando 44 Stati su 50, una delle vittorie più schiaccianti della storia americana.
I Democratici beneficiarono inoltre di grandi incrementi in ogni parte del paese tranne che nel profondo Sud anche nelle contemporanee elezioni per il Congresso. La maggioranza del partito nella Camera crebbe di 36 seggi e la sua maggioranza al Senato di due, conferendole una supremazia di sicurezza a prova di veto in entrambe le Aule legislative.
Questi importanti successi derivarono principalmente dal tono stridente della campagna di Goldwater e da un ampio "voto di condoglianza" in onore del presidente Kennedy. L'enorme consolidamento incoraggiò quindi Johnson a proporre una legislazione liberal nell'89º Congresso degli Stati Uniti d'America.

### Elezioni di medio termine del 1966
64 senatori Democratici
     36 senatori Repubblicani

Seggi per Partito politico nel giorno di apertura del 90º Congresso degli Stati Uniti d'America
64 senatori Democratici
36 senatori Repubblicani

Alle elezioni di metà mandato del 1966 il Partito Democratico perse 47 seggi alla Camera dei Rappresentanti e tre al Senato, tutti andati a favore degli esponenti del Partito Repubblicano. Nonostante le perdite i Democratici riusciranno però a mantenere il controllo di maggioranza in entrambe le Aule del Congresso.
| Maggioranze elettorali alla Camera dei Rappresentanti per Stato federato | Maggioranze elettorali alla Camera dei Rappresentanti per Stato federato |
| ------------------------------------------------------------------------ | ------------------------------------------------------------------------ |
| 80,1-100% Democratici                                                    | 80,1-100% Repubblicani                                                   |
| 60,1-80% Democratici                                                     | 60,1-80% Repubblicani                                                    |
| Fino al 60% Democratici                                                  | Fino al 60% Repubblicani                                                 |

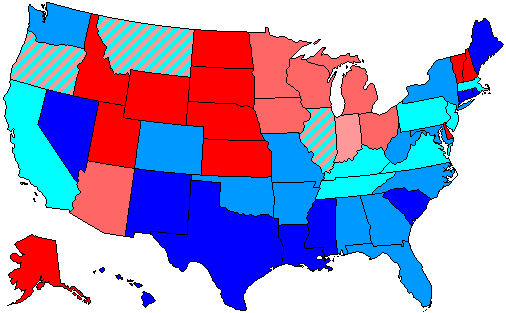

I Repubblicani si mobilitarono dando voce alle preoccupazioni sul mantenimento della legge e dell'ordine derivanti dalle sempre più frequenti sommosse urbane a sfondo razziale, dalla condotta assunta nella guerra del Vietnam da parte del presidente e dall'economia stagnante, avvertendo il pericolo di un'inflazione incombente e di un crescente deficit federali.
Il forte arretramento del partito politico presidenziale colpì duramente soprattutto l'ala di sinistra più liberal, il che a sua volta diminuì la capacità di Johnson stesso nello spingere per far approvare la sua agenda governativa all'Assemblea congressuale. La tornata elettorale facilitò anche i Repubblicani nell'operazione di riabilitazione della loro immagine dopo la disastrosa campagna elettorale del 1964.

### Elezioni presidenziali del 1968
Poiché aveva servito per meno di due anni del mandato del presidente Kennedy, Johnson era costituzionalmente eleggibile per aggiudicarsi un secondo mandato a tempo pieno alle elezioni presidenziali del 1968; questo in base alle disposizioni del XXII emendamento.
Tuttavia a partire dal 1966 la stampa percepì un "gap di credibilità" tra quello che il presidente incumbent stava dicendo nella conferenza stampa e quello che stava accadendo in realtà sul campo della guerra del Vietnam, il che portò ad una copertura molto meno favorevole nei suoi confronti.
Entro la fine dell'anno il Democratico governatore del Missouri Warren E. Hearnes avvertì che Johnson avrebbe perso lo Stato federato con un margine di almeno 100.000 voti, nonostante lo avesse vinto quattro anni prima con uno scarto di oltre 500.000 preferenze. "Frustrazione sul Vietnam, troppa spesa federale e ... tassazione; nessun grande sostegno pubblico per i vostri programmi della Grande società, e ... il disincanto pubblico con i programmi per i diritti civili" erose indubbiamente la posizione del presidente.
Vi erano comunque anche alcuni punti a suo vantaggio; nel gennaio del 1967 Johnson sostenne che gli stipendi erano i più alti della storia degli Stati Uniti d'America, la disoccupazione era ai minimi degli ultimi 13 anni e che il profitto aziendali e il reddito pro capite riferito alle aziende agricole erano più cospicui che mai; un aumento del 4,5% dei prezzi al consumo risultò essere un dato preoccupante, così come l'incremento dei tassi di interesse.
Le valutazioni di approvazione di Johnson rimasero però costantemente al di sotto del 50%; nel gennaio del 1967 il numero dei suoi "sostenitori forti" era oramai precipitato al 16%, rispetto al 25% di appena quattro mesi prima. Correva anche contro il Repubblicano George W. Romney durante i "match up" di prove che si disputarono in primavera.
Alla domanda di spiegare il perché fosse così impopolare Johnson risponderà: "Sono una personalità dominante e quando faccio le cose non sempre mi piacciono tutte le persone di cui mi circondo". Il presidente incolpò poi anche la stampa, dicendo che aveva mostrato "una completa irresponsabilità, creato dati menzogneri ed errati senza lasciare a nessuno la possibilità di rispondere adeguatamente". Incolpò anche "i predicatori, i liberal e i professori" che si erano rivoltati contro di lui.
Mentre la tornata elettorale del 1968 si avvicinava Johnson cominciò a perdere il controllo del Partito Democratico, che si stava dividendo in quattro fazioni distinte in correnti politiche. Il primo gruppo era composto dallo stesso presidente e da Hubert Humphrey, dai sindacati e capi locali del partito (guidati dal sindaco di Chicago Richard J. Daley). Il secondo consisteva per lo più di studenti ed intellettuali contrari alla guerra che si radunarono dietro al senatore Eugene McCarthy del Minnesota nel tentativo di "scaricare Johnson".
Il terzo comprendeva cattolici, ispanici e afroamericani, che si radunarono dietro a Robert Kennedy; infine il quarto e ultimo gruppo includeva tradizionalmente i meridionali bianchi difensori della segregazione razziale negli Stati Uniti d'America, che si radunarono dietro George Wallace e l'American Independent Party. Johnson non vide quindi alcun modo di unire la base abbastanza a lungo da potergli permettergli di rielezione.

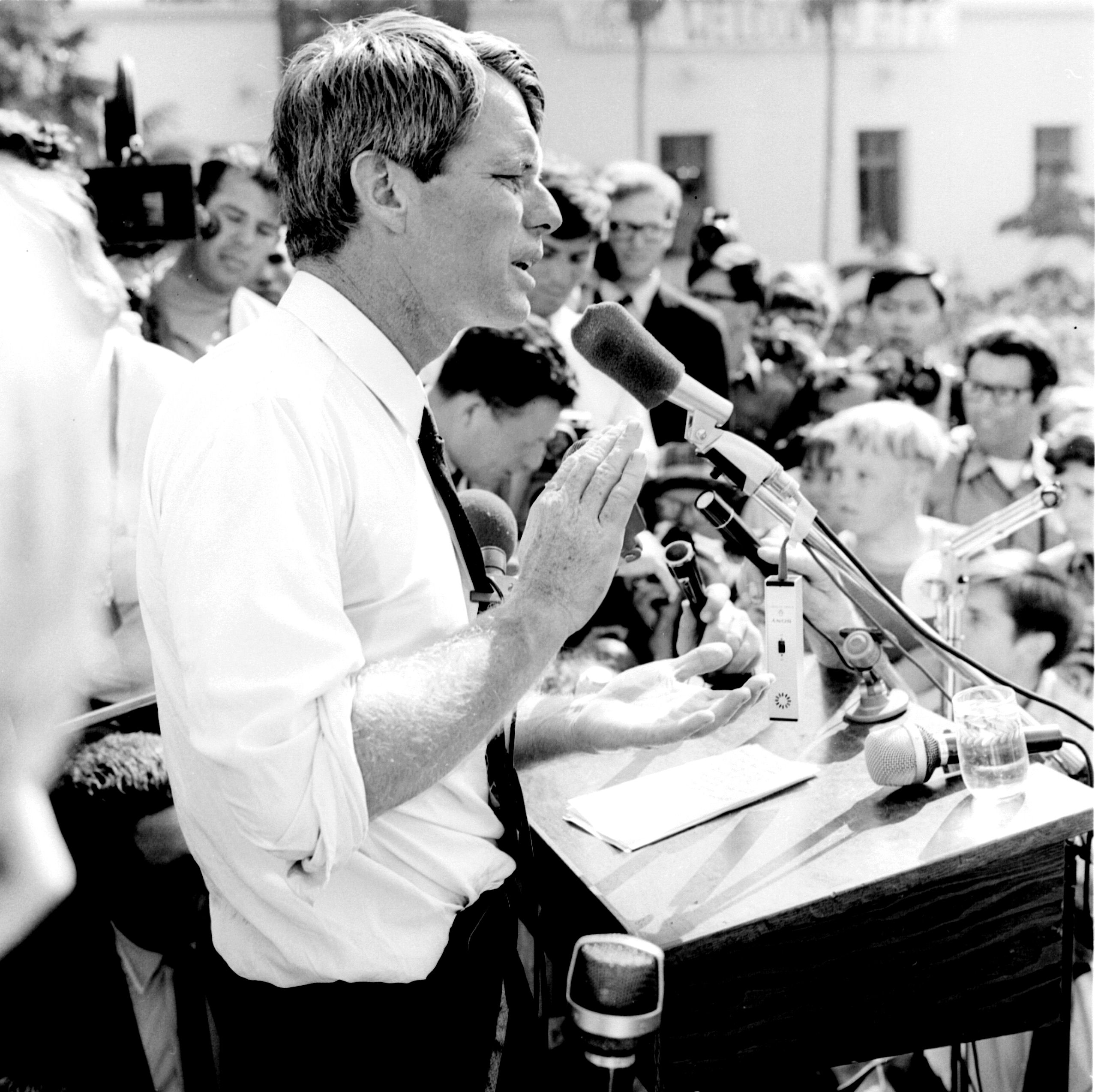
Robert Kennedy durante un discorso tenutosi a Los Angeles nel 1968 (foto di Evan Freed)

McCarthy giunse in una sorprendente seconda posizione il 12 marzo nel New Hampshire, la prima primaria Democratica della campagna del 1968; questa vittoria fu ampiamente interpretata come indicativa della forza del movimento interno contrario alla prosecuzione della guerra tanto che lo stesso Kennedy si unì poco dopo alla gara il 16 di marzo.
Al termine di un discorso pronunciato il 31 di marzo Johnson scioccò la nazione quando annunciò che non avrebbe corso per la rielezione concludendo con la frase: "Non cercherò, e non accetterò, la nomina del mio Partito per un altro mandato come vostro Presidente". Il giorno seguente la percentuale di approvazione nei suoi riguardi passò d'un balzo dal 36 al 49%.
Gli storici hanno discusso a lungo i fattori che hanno portato alla decisione a sorpresa di Johnson. Shesol dice che il presidente voleva molto semplicemente andarsene dalla Casa Bianca, ma che cercava anche la vendetta contro gli avversari che lo avevano assediato; quando gli indicatori diventarono negativi decise di abbandonare. Woods scrive che Johnson si rese conto che doveva andarsene perché la nazione potesse guarire dalle ferite del conflitto in corso.
Dallek afferma invece che il presidente non aveva altri obiettivi interni e si rese conto che la sua forte personalità aveva eroso il suo stesso indice di popolarità; la salute non era buona ed era preoccupato per la campagna intrapresa da Kennedy; sua moglie stava premendo per il suo ritiro e la base che lo supportava continuava a ridursi. Lasciare la gara gli avrebbe quindi permesso di atteggiarsi a pacificatore. Bennett, tuttavia, dichiara che Johnson "era stato costretto a lasciar cadere la ricandidatura per l'indignazione nata sulla sua politica aggressiva espressa nel Sud-est asiatico". Il presidente forse sperò ancora che la Convention alla fine avrebbe scelto di riprenderlo.
Humphrey entrò in gara subito dopo il ritiro di Johnson, rendendo le primarie democratiche del 1968 una gara a tre tra Humphrey, Kennedy e McCarthy. Kennedy tagliò la base liberal e contraria alla guerra di McCarthy, mentre guadagnava anche il sostegno dei poveri e della classe lavoratrice; riuscì ad ottenere una serie di vittorie primarie, ma fu assassinato a giugno da Sirhan Sirhan, un fautore del nazionalismo arabo.

Con il pieno sostegno di Johnson Humphrey conquistò la Nomination alla tumultuosa Convention Democratica del 1968, tenutasi a Chicago alla fine di agosto. I violenti scontri che ne seguirono con i manifestanti contro la guerra rovinarono l'intera sessione. Dopo la Convention i sondaggi mostrarono che Humphrey avrebbe perduto le elezioni generali per almeno 20 punti percentuali.
Humphrey dovette affrontare due principali oppositori. Con il sostegno del Ku Klux Klan e dell'estrema destra della John Birch Society, George Wallace si candidò nelle liste dell'American Independent Party. Il sostegno più forte a Wallace provenne dai sudisti segregazionisti, ma fece anche appello alle aree bianche della classe operaia presenti nel Nord con la sua campagna dallo slogan "legge e ordine!". In quanto candidato di terze parti Wallace non credette mai seriamente di poter vincere la presidenza, ma sperò però di ottenere i voti elettorali sufficienti per forzare un'elezione contingente alla Camera dei rappresentanti.

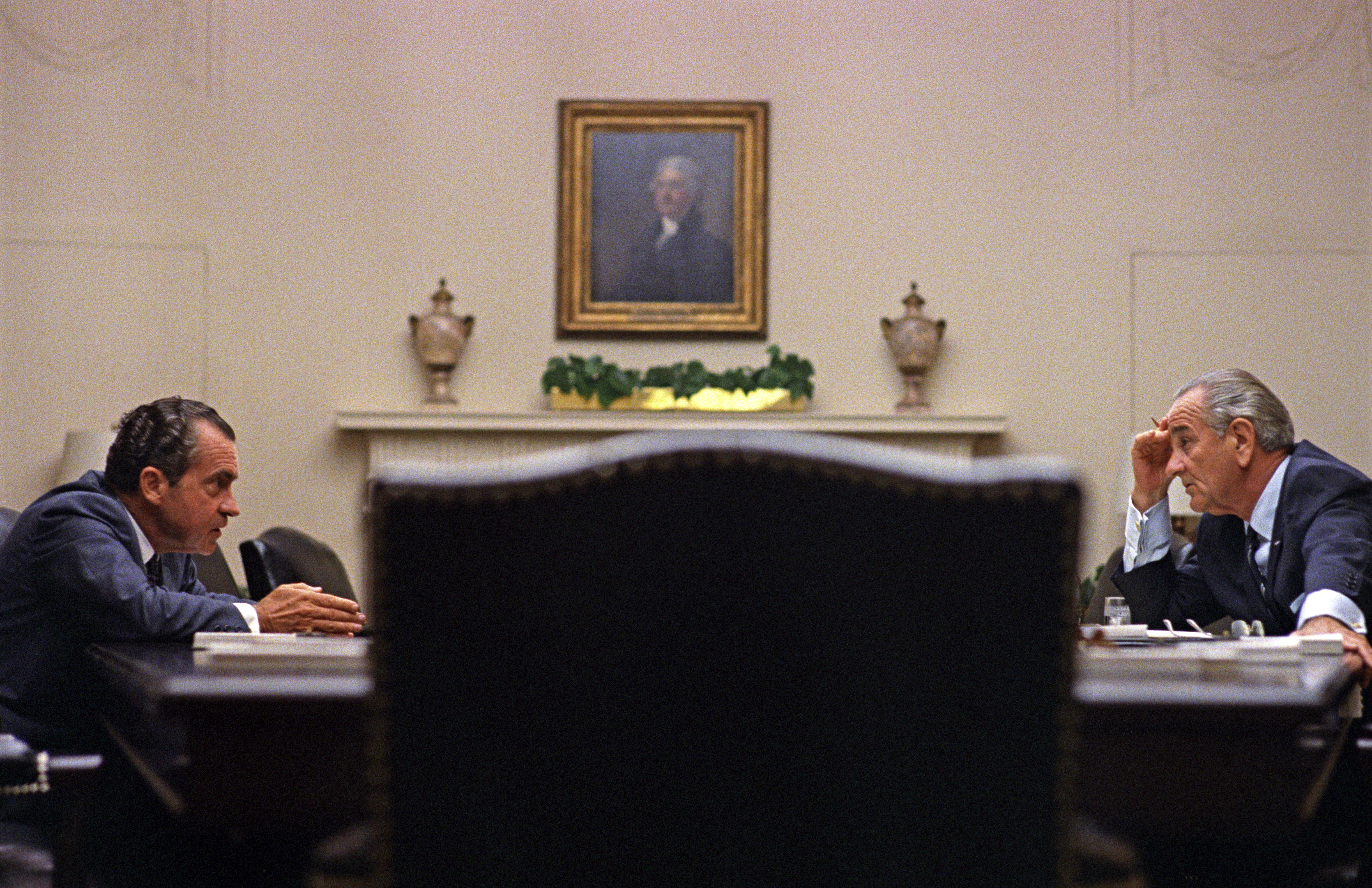
Riunione tra il presidente e il candidato Repubblicano Richard Nixon nel luglio del 1968.

I Repubblicani nominarono allora l'ex Vicepresidente Richard Nixon e questi scelse il governatore del Maryland Spiro Agnew come proprio compagno di corsa. Nixon attaccò la "Grande Società e la Corte Suprema, dichiarando che possedeva un "piano segreto" per porre fine alla guerra in Vietnam.
Il numero di consensi per Humphrey migliorò dopo un discorso tenuto il 30 di settembre in cui ha ruppe con la politica di guerra di Johnson, chiedendo la fine del bombardamento aereo del Vietnam del Nord. In quella che fu definita "la sorpresa di ottobre" Johnson annunciò alla nazione l'ultimo giorno del mese che aveva ordinato la completa cessazione di "tutti i bombardamenti aerei, navali e di artiglieria contro il Vietnam del Nord", in vigore effettivo dal 1° di novembre, nel caso in cui il governo nord-vietnamita fosse stato disposto a negoziare e citare i progressi raggiunti con i colloqui di pace di Parigi.

Risultati delle elezioni presidenziali del 1968.

Tuttavia Nixon riuscirà a vincere le elezioni con una pluralità di voti popolari e la maggioranza dei Grandi elettori del Collegio elettorale. Wallace si accaparrò il 13,5% del voto popolare e 46 Grandi elettori del profondo Sud. Nixon capitalizzò il malcontento sui diritti civili per rompere la presa del Partito Democratico al Sud.
Si comportò bene anche negli Stati posti ad Ovest del fiume Mississippi, in parte a causa del crescente risentimento nei confronti del Governo federale presente in quella regione del paese; sia il Sud che l'Ovest sarebbero rimasti componenti importanti della coalizione elettorale del GOP anche nelle successive elezioni. Nonostante la vittoria avversaria i Democratici continuarono a mantenere il controllo di entrambe le Camere del Congresso.

## Eredità e valutazioni storiche

Stemma del presidente L. B. Johnson.

La presidenza di Johnson ha lasciato un segno duraturo negli Stati Uniti, trasformandoli fin dalle radici con l'istituzione di Medicare e Medicaid, con le varie misure contro la povertà, con le protezioni ambientali, i finanziamenti educativi e altri programmi federali. La legislazione sui diritti civili approvata dall'amministrazione è quasi universalmente elogiata per il ruolo svolto nell'aver contribuito sostanzialmente a rimuovere gli ostacoli all'eguaglianza razziale.
Gli storici sostengono che questo governo ha segnato il picco del moderno liberalismo negli Stati Uniti d'America dopo l'era del New Deal e Johnson continua a venire valutato favorevolmente da molti nella classifica storica dei presidenti degli Stati Uniti d'America. La capacità persuasiva e la perfetta comprensione dei meccanismi del Congresso da parte sua lo aiutarono a superare con successo una notevole ondata legislativa e gli guadagnarono la reputazione di maestro legislativo.
Il presidente venne aiutato innanzitutto dalle grandi maggioranze congressuali del proprio Partito e da un pubblico che fu ricettivo ai nuovi programmi federali, ma dovette affrontare anche un Congresso dominato dalla potente coalizione conservatrice dei Democratici (il Solid South) e dei Repubblicani del Sud, che aveva bloccato con relativa facilità la maggior parte della legislazione liberale a partire dall'inizio della seconda guerra mondiale.
Sebbene Johnson abbia stabilito molti programmi duraturi, altri aspetti della Grande Società, incluso l'"Office of Economic Opportunity", saranno successivamente aboliti. La gestione della guerra del Vietnam da parte del presidente rimane largamente impopolare e, come ha fatto durante il suo mandato, spesso oscura in larga parte le sue vaste conquiste in politica interna.
La percezione dei fallimenti in Vietnam alimentarono la disillusione verso il governo e la coalizione del New Deal crollerà in gran parte proprio a causa delle tensioni sulla guerra nel corso delle elezioni presidenziali del 1968.
I Repubblicani hanno vinto cinque delle sei elezioni presidenziali dopo che Johnson ha lasciato l'incarico e Ronald Reagan è entrato ufficialmente in carica promettendo di annullare la Great Society durante la sua presidenza, tuttavia sia lui che altri Repubblicani non sono poi stati in grado di abrogare molti dei suoi programmi.

### Altre letture
- John A. Andrew, Lyndon Johnson and the Great Society, Chicago, Ivan R. Dee, 1999, ISBN 978-1-56663-185-3, OCLC 37884743.
- Berman, Larry. Lyndon Johnson's War: The Road to Stalemate in Vietnam (1991)
- Vaughn Davis Bornet, The Presidency of Lyndon B. Johnson, Lawrence, University Press of Kansas, 1983, ISBN 978-0-7006-0242-1.
- H. W. Brands, The Wages of Globalism: Lyndon Johnson and the Limits of American Power, New York, Oxford University Press, 1997, ISBN 978-0-19-511377-8.
- Cohen, Warren I., and Nancy Bernkopf Tuckerm, eds. Lyndon Johnson Confronts the World: American Foreign Policy 1963–1968 (Cambridge UP, 1994).
- Colman, Jonathan. The Foreign Policy of Lyndon B. Johnson: The United States and the World, 1963–1969 (Edinburgh University Press, 2010) 231 pp.
- Robert Dallek, Lyndon B. Johnson: Portrait of a President, New York, Oxford University Press, 2004, ISBN 978-1-280-50296-5. URL consultato il 27 novembre 2017 (archiviato dall'url originale il 25 maggio 2012)., Abridged version of his two-volume biography
- Ellis, Sylvia (2013). Freedom's Pragmatist: Lyndon Johnson and Civil Rights. Gainesville, FL: University Press of Florida.
- Gavin, Francis J. and Mark Atwood Lawrence, eds. (2014) Beyond the Cold War: Lyndon Johnson and the New Global Challenges of the 1960s DOI:10.1093/acprof:oso/9780199790692.001.0001 online
- Bruce J. Schulman, Lyndon B. Johnson and American Liberalism: A Brief Biography with Documents, Boston, Bedford Books of St. Martin's Press, 1995, ISBN 978-0-312-08351-9.
- Vandiver, Frank E. Shadows of Vietnam: Lyndon Johnson's Wars (1997)
- Woods, Randall B. Prisoners of Hope: Lyndon B. Johnson, the Great Society, and the Limits of Liberalism (2016), 480pp.
- Zarefsky, David. President Johnson's War on Poverty (1986).